# ハロー!プロジェクトの映像作品一覧
ハロー!プロジェクトの映像作品一覧（ハロー!プロジェクトのえいぞうさくひんいちらん）は、ハロー!プロジェクトの映像作品（VHS・DVD・Blu-ray等）に関する一覧記事である。その他の作品についてはハロー!プロジェクトの作品・出演一覧を参照。また、各グループ・ユニットの作品については各グループ・ユニットの記事を参照。

## プロモーションビデオ
- Together Clips（2001年12月5日）

### プッチベストシリーズ（映像）
CDアルバム『プッチベスト』のPV集であるが、収録曲はCDと若干異なっている。

### ハワイアンシリーズ
- シングルV「モーニング娘。シングルメドレー 〜ハワイアン〜」（2002年7月24日）

## コンサート

### Hello! Project コンサート（映像）
| No. |                                              |
| No. | 『タイトル』 発売日 （収録時間） 特 記 事 項 |
| No. | 収 録 内 容                                  |
| --- | -------------------------------------------- |
| 1 |                                              |
| 『Hello! Project 2002 〜今年もすごいぞ!〜』 2002年3月20日 （1時間49分） - DVD/VHS同日発売 |                                              |
| 1. Opening 2. ダンシング! 夏祭り（10人祭） 3. サマーれげぇ!レインボー（7人祭） 4. チュッ! 夏パ〜ティ（三人祭） 5. MC 1 6. 花 （全員） 7. プロポーズ （平家みちよ） 8. 契り （前田有紀） 9. 恋人は心の応援団 （カントリー娘。に石川梨華〈モーニング娘。〉） 10. 溢れちゃう...BE IN LOVE （後藤真希） 11. ミニモニ。ひなまつり! （ミニモニ。） 12. MC 2 13. みかんの花咲く丘 （稲葉貴子・石井リカ・藤本美貴・里田まい） 14. MC 3 15. Let's Do 大発見! （藤本美貴） 16. 二人暮し （中澤裕子） 17. 情熱行き 未来船 （ココナッツ娘。） 18. ぴったりしたいX'mas! （プッチモニ） 19. 王子様と雪の夜 （タンポポ） 20. MC 4 〜ATSUKOのどうなの?のコーナー〜 21. This is 運命 （メロン記念日） 22. メドレー： トロピカ〜ル恋して〜る → 100回のKISS → LOVE涙色 （松浦亜弥） 23. ザ☆ピ〜ス! （モーニング娘。） 24. メドレー： LOVEマシーン → 恋のダンスサイト → I WISH → ハッピーサマーウェディング （モーニング娘。） 25. 恋愛レボリューション21 （モーニング娘。） 26. Mr.Moonlight 〜愛のビッグバンド〜 （モーニング娘。） |                                              |
| 2 |                                              |
| 『Hello! Project 2002 〜ONE HAPPY SUMMER DAY〜』 2002年10月17日 （1時間42分） - DVD/VHS同日発売 - おまけ映像入り |                                              |
| 1. 幸せビーム!好き好きビーム! （ハッピー♥7） 2. 幸せですか? （セクシー8） 3. 幸せきょうりゅう音頭 （おどる♥11） 4. MC 1 5. 夏の思い出 （全員） 6. MC 2 7. 東京、宵町草。 （前田有紀） 8. 東京美人 （中澤裕子） 9. MC 3 10. 色っぽい女〜SEXY BABY〜 （カントリー娘。に石川梨華〈モーニング娘。〉） 11. ムラサキシキブ （平家みちよ） 12. MC 4 13. 真夏の光線（ハワイアン Version） （ココナッツ娘。） 14. そっと口づけて ギュッと抱きしめて （藤本美貴） 15. やる気! IT'S EASY （後藤真希） 16. アイ〜ン!ダンスの唄 （ミニモニ。） 17. MC 5 18. かもめの水兵さん （平家みちよ・稲葉貴子・カントリー娘。・前田有紀・石井リカ・藤本美貴） 19. 夏の夜はデインジャー! （メロン記念日） 20. Yeah! めっちゃホリディ （松浦亜弥） 21. ♡桃色片想い♡ （松浦亜弥） 22. Do it! Now （モーニング娘。） 23. Mr.Moonlight 〜愛のビッグバンド〜 （モーニング娘。） 24. MC 6 25. I WISH （モーニング娘。） 26. ザ☆ピ〜ス! （モーニング娘。） 27. 恋愛レボリューション21 （モーニング娘。） 28. MC 7 29. ふるさとメドレー （全員） 30. そうだ! We're ALIVE （全員） |                                              |
| 3 |                                              |
| 『Hello! Project 2003 Winter 〜楽しんじゃってます!〜』 2003年3月19日 （2時間09分） - おまけ映像入り |                                              |
| 1. オープニング 2. がんばっちゃえ! （モーニング娘。とハロー!プロジェクト・キッズ+後藤真希） 3. コーナー1 4. 春が来た （全員） 5. よさこい節〜東京、宵町草。 （前田有紀） 6. SHALL WE LOVE? （ごまっとう） 7. BE HAPPY 恋のやじろべえ （タンポポ） 8. WOW WOW WOW （プッチモニ） 9. コーナー2 10. 東京美人 （中澤裕子） 11. ブギートレイン'03 （藤本美貴） 12. 赤いフリージア （メロン記念日） 13. コーナー3 14. パイナップルパラダイス （飯田圭織・安倍なつみ・稲葉貴子・松浦亜弥） 15. Mr.Moonlight 〜愛のビッグバンド〜（ハワイアン Version） （ココナッツ娘。） 16. BYE BYE 最後の夜 （カントリー娘。に石川梨華〈モーニング娘。〉） 17. コーナー4 18. お菓子つくっておっかすぃ〜! （ミニモニ。） 19. 草原の人 （松浦亜弥） 20. Yeah! めっちゃホリディ （松浦亜弥） 21. The 美学 （松浦亜弥） 22. コーナー5 23. やる気! IT'S EASY （後藤真希） 24. 手を握って歩きたい （後藤真希） 25. サン・トワ・マミー （後藤真希） 26. ここにいるぜぇ! （モーニング娘。） 27. Do it! Now （モーニング娘。） 28. コーナー6 29. ザ☆ピ〜ス! （モーニング娘。） 30. I WISH （モーニング娘。） 31. そうだ! We're ALIVE （モーニング娘。） 32. コーナー7 33. 恋愛レボリューション21 （モーニング娘。） |                                              |
| 4 |                                              |
| 『Hello! Project 2003 夏 〜よっしゃ!ビックリサマー!!〜』 2003年10月8日 （2時間13分） - おまけ映像入り |                                              |
| 1. Opening 2. GET UP!ラッパー （SALT5） 3. 壊れない愛がほしいの （7AIR） 4. BE ALL RIGHT! （11WATER） 5. MC 1 6. われはうみのこ （全員） 7. うわさのSEXY GUY （後藤真希） 8. スクランブル （後藤真希） 9. 手を握って歩きたい （後藤真希 + ハロー!プロジェクト・キッズ） 10. GET ALONG WITH YOU （中澤裕子 + ハロー!プロジェクト・キッズ） 11. MC 2 12. 行くZYX! FLY HIGH （ZYX） 13. 浮気なハニーパイ （カントリー娘。に紺野と藤本〈モーニング娘。〉） 14. 宇宙でLa Ta Ta （稲葉貴子・ココナッツ娘。） 15. 東京きりぎりす （前田有紀） 16. 22歳の私 （安倍なつみ） 17. MC 3 18. SEXY NIGHT 〜忘れられない彼〜 （ROMANS） 19. ロックンロール県庁所在地〜おぼえちゃいなシリーズ〜 （ミニモニ。） 20. ミニモニ。数え歌〜お風呂ば〜じょん〜 （ミニモニ。） 21. チャンス of LOVE （メロン記念日） 22. 赤いフリージア （メロン記念日） 23. さぁ!恋人になろう （メロン記念日） 24. MC 4 25. GOOD BYE 夏男 （松浦亜弥） 26. ね〜え? （松浦亜弥） 27. LOVE涙色 （松浦亜弥 + ハロー!プロジェクト・キッズ） 28. Yeah! めっちゃホリディ （松浦亜弥） 29. シャボン玉 （モーニング娘。） 30. ここにいるぜぇ! （モーニング娘。） 31. MC 5 32. Do it! Now （モーニング娘。） 33. AS FOR ONE DAY （モーニング娘。） 34. そうだ! We're ALIVE （モーニング娘。） 35. MC 6 36. ザ☆ピ〜ス! （全員） |                                              |
| 5 |                                              |
| 『Hello! Project 2004 Winter 〜C'MON! ダンスワールド〜』 2004年3月17日 （2時間24分） - 安倍なつみ卒業コンサート - 特典映像入り |                                              |
| 1. OPENING 2. 愛の園 〜Touch My Heart!〜 （モーニング娘。おとめ組） 3. 晴れ 雨 のち スキ ♡ （モーニング娘。さくら組） 4. Go Girl 〜恋のヴィクトリー〜 （モーニング娘。） 5. MC 1 6. うわさのSEXY GUY （後藤真希） 7. 抱いてよ! PLEASE GO ON （後藤真希） 8. 原色GAL 派手に行くべ! （後藤真希） 9. MC 2 10. FIRST KISS （あぁ!） 11. 先輩 〜LOVE AGAIN〜 （カントリー娘。に紺野と藤本〈モーニング娘。〉） 12. 黄色いお空でBOOM BOOM BOOM （稲葉貴子・ココナッツ娘。） 13. さらさらの川 （前田有紀） 14. エーゲ海に抱かれて （飯田圭織） 15. MC 3 16. 白いTOKYO （ZYX） 17. CRAZY ABOUT YOU （ミニモニ。） 18. 元気のない日の子守唄 （中澤裕子） 19. MI DA RA 摩天楼 （メロン記念日） 20. かわいい彼 （メロン記念日） 21. MC 4 22. 奇跡の香りダンス。 （松浦亜弥） 23. THE LAST NIGHT （松浦亜弥） 24. GOOD BYE 夏男 （松浦亜弥） 25. 愛あらばIT'S ALL RIGHT （モーニング娘。） 26. MC 5 27. シャボン玉 （モーニング娘。） 28. ザ☆ピ〜ス! （モーニング娘。） 29. そうだ! We're ALIVE （モーニング娘。） 30. MC 6 31. 22歳の私 （安倍なつみ） 32. MC 7 33. ふるさと （モーニング娘。） 34. そうだ! We're ALIVE （モーニング娘。） 35. でっかい宇宙に愛がある （全員） 36. ENDING |                                              |
| 6 |                                              |
| 『Hello! Project 2004 SUMMER 〜夏のド〜ン!〜』 2004年10月6日 （2時間34分） - 辻希美・加護亜依卒業コンサート - 特典映像入り |                                              |
| 1. OPENING 2. GOOD BYE 夏男 （松浦亜弥 with KIDS） 3. YOUR SONG〜青春宣誓〜 （松浦亜弥） 4. 奇跡の香りダンス。 （松浦亜弥） 5. MC 1 6. さあ、早速盛り上げて 行こか〜!! （メロン記念日） 7. 涙の太陽 （メロン記念日） 8. 淋しい熱帯魚 （保田圭・W・稲葉貴子・アヤカ） 9. MC 2 10. 乙女 パスタに感動 （梅田えりか・村上愛・矢島舞美・鈴木愛理・中島早貴・岡井千聖・萩原舞） 11. ドアの向こうでBellが鳴ってた （飯田圭織） 12. さらさらの川 （前田有紀） 13. MC 3 14. だって 生きてかなくちゃ （安倍なつみ） 15. 晴れ 雨 のち スキ ♡ （安倍なつみ） 16. 恋のテレフォン GOAL （安倍なつみ） 17. DO MY BEST （中澤裕子） 18. シャイニング 愛しき貴方 （カントリー娘。に紺野と藤本〈モーニング娘。〉） 19. サウスポー （W） 20. あぁ いいな! （W with Berryz工房） 21. MC 4 22. 手を握って歩きたい （後藤真希 with KIDS） 23. 横浜蜃気楼 （後藤真希） 24. 原色GAL 派手に行くべ! （後藤真希 with KIDS） 25. MC 5 26. ファイティングポーズはダテじゃない! （Berryz工房） 27. ハピネス〜幸福歓迎!〜 （Berryz工房） 28. ピリリと行こう! （Berryz工房） 29. MC 6 30. 女子かしまし物語 （モーニング娘。） 31. 浪漫 〜MY DEAR BOY〜 （モーニング娘。） 32. 愛あらばIT'S ALL RIGHT （モーニング娘。） 33. 恋愛レボリューション21 （モーニング娘。） 34. MC 7 35. I WISH （モーニング娘。） 36. MC 8 37. Yeah! めっちゃホリディ （全員） 38. Go Girl 〜恋のヴィクトリー〜 （全員） |                                              |
| 7 |                                              |
| 『Hello! Project 2005 Winter オールスターズ大乱舞 〜A HAPPY NEW POWER! 飯田圭織卒業スペシャル〜』 2005年3月16日 （2時間24分） - 飯田圭織卒業コンサート - 特典映像入り |                                              |
| 1. OPENING 2. でっかい宇宙に愛がある （全員） 3. ザ☆ピ〜ス! （全員） 4. Yeah! めっちゃホリディ （全員） 5. MC 1 6. THE マンパワー!!! （モーニング娘。） 7. ロボキッス （W） 8. カッチョイイゼ!JAPAN （美勇伝） 9. 晴れ 雨 のち スキ ♡ （中澤裕子・飯田圭織・保田圭・後藤真希・藤本美貴・斉藤瞳・大谷雅恵・前田有紀） 10. 恋をしちゃいました! （辻希美・紺野あさ美・小川麻琴・村田めぐみ・柴田あゆみ・夏焼雅・熊井友理奈・須藤茉麻） 11. ミニモニ。ジャンケンぴょん! （新垣里沙・田中れいな・清水佐紀・矢島舞美・嗣永桃子・石村舞波・中島早貴） 12. 愛の園 〜Touch My Heart!〜 （後藤真希・吉澤ひとみ・アヤカ・岡田唯） 13. MC 1 14. 赤い日記帳 （保田圭・辻希美・高橋愛・道重さゆみ・稲葉貴子・里田まい・熊井友理奈・鈴木愛理） 15. ♡桃色片想い♡ （石川梨華・紺野あさ美・稲葉貴子・夏焼雅） 16. 恋のテレフォン GOAL （加護亜依・亀井絵里） 17. 原色GAL 派手に行くべ! （後藤真希・松浦亜弥） 18. 渡良瀬橋 （後藤真希・松浦亜弥） 19. MC 3 20. モーニングコーヒー （中澤裕子・飯田圭織・保田圭・稲葉貴子・アヤカ・みうな・斉藤瞳・梅田えりか・菅谷梨沙子） 21. FIRST KISS （辻希美・松浦亜弥・前田有紀） 22. ちょこっとLOVE （矢口真里・加護亜依・藤本美貴・清水佐紀・徳永千奈美・三好絵梨香） 23. 幸せですか? （中澤裕子・飯田圭織・後藤真希・吉澤ひとみ・辻希美・高橋愛・藤本美貴・田中れいな・村田めぐみ・大谷雅恵・里田まい・みうな・須藤茉麻・菅谷梨沙子） 24. MC 4 25. チュッ! 夏パ〜ティ （小川麻琴・道重さゆみ・嗣永桃子・徳永千奈美・村上愛・熊井友理奈） 26. 壊れない愛がほしいの （矢口真里・保田圭・石川梨華・加護亜依・新垣里沙・藤本美貴・田中れいな・あさみ・前田有紀・松浦亜弥・岡田唯・清水佐紀・須藤茉麻・夏焼雅） 27. 恋愛レボリューション21 （中澤裕子・飯田圭織・後藤真希・吉澤ひとみ・辻希美・高橋愛・紺野あさ美・小川麻琴・道重さゆみ・アヤカ・里田まい・斉藤瞳・大谷雅恵・柴田あゆみ・三好絵梨香・嗣永桃子・徳永千奈美・村上愛・須藤茉麻・鈴木愛理） 28. ピリリと行こう! （矢口真里・保田圭・石川梨華・加護亜依・新垣里沙・藤本美貴・亀井絵里・田中れいな・松浦亜弥・稲葉貴子・あさみ・みうな・村田めぐみ・岡田唯・前田有紀・梅田えりか・清水佐紀・矢島舞美・夏焼雅・石村舞波・熊井友理奈・中島早貴） 29. LOVEマシーン （全員） 30. ここにいるぜぇ! （全員） 31. 手を握って歩きたい （全員） 32. MC 5 33. 夢の中 （飯田圭織 with モーニング娘。） 34. MC 6 35. ALL FOR ONE & ONE FOR ALL! （H.P.オールスターズ） |                                              |
| 8 |                                              |
| 『Hello! Project 2005 夏の歌謡ショー 〜セレクション! コレクション!〜』 2005年10月5日 （1時間59分） - 特典映像入り |                                              |
| 1. OPENING 2. HELLO!のテーマ （全員） 3. 恋のテレフォン GOAL （全員） 4. THE マンパワー!!! （全員） 5. MC 1 6. 21時までのシンデレラ （Berryz工房） 7. ひとりじめ （美勇伝） 8. 夢ならば （安倍なつみ バックダンサー：Berryz工房） 9. オンナ、哀しい、オトナ （セクシーオトナジャン） 10. SEXY NIGHT 〜忘れられない彼〜 （加護亜依・紺野あさ美・斉藤瞳・松浦亜弥・岡田唯） 11. MC 2 12. スッペシャル ジェネレ〜ション （亀井絵里・久住小春・アヤカ・みうな・三好絵梨香・梅田えりか・矢島舞美・萩原舞） 13. 人知れず 胸を奏でる 夜の秋 （プリプリピンク） 14. 愛の意味を教えて! （W バックダンサー：萩原舞・岡井千聖・鈴木愛理・中島早貴） 15. スッピンと涙。 （後藤真希） 16. 抱いてよ! PLEASE GO ON （後藤真希） 17. カッチョイイゼ!JAPAN （吉澤ひとみ・辻希美・新垣里沙・道重さゆみ・あさみ・村田めぐみ・大谷雅恵・梅田えりか・矢島舞美・村上愛） 18. This is 運命 （全員） 19. MC 3 20. 悔し涙 ぽろり （小川麻琴・前田有紀） 21. 印象派 ルノアールのように （エレジーズ） 22. ずっと 好きでいいですか （松浦亜弥） 23. 草原の人 （松浦亜弥／バックダンサー：℃-ute） 24. LOVEマシーン （中澤裕子・飯田圭織・安倍なつみ・保田圭・後藤真希・石川梨華・辻希美・加護亜依） 25. MC 4 26. 色っぽい じれったい （モーニング娘。） 27. メドレー： 真夏の光線 → ハッピーサマーウェディング （モーニング娘。） 28. 大阪 恋の歌 （モーニング娘。） 29. Magic of Love （中澤裕子・飯田圭織・安倍なつみ・保田圭・後藤真希・稲葉貴子・アヤカ・メロン記念日・前田有紀・松浦亜弥） 30. やる気! IT'S EASY （モーニング娘。・美勇伝・Berryz工房・℃-ute） 31. Go Girl 〜恋のヴィクトリー〜 （全員） 32. MC 5 33. ALL FOR ONE & ONE FOR ALL! （全員） |                                              |
| 9 |                                              |
| 『Hello! Project 2006 Winter 〜全員集GO!〜』 ファンクラブ限定販売品 （2時間20分） - 特典映像入り |                                              |
| 1. OPENING 2. 直感2〜逃した魚は大きいぞ!〜 （全員） 3. ここにいるぜぇ! （全員） 4. MC 1 5. 愛〜スイートルーム〜 （美勇伝） 6. 打武留友女子高等学校校歌 （美勇伝・W・Berryz工房） 7. 十七の夏 （W） 8. BABY! 恋にKNOCK OUT! （保田圭・後藤真希・吉澤ひとみ・小川麻琴・アヤカ） 9. 恋の花 （安倍なつみ） 10. Good Morning （飯田圭織・安倍なつみ・紺野あさ美・亀井絵里・道重さゆみ・田中れいな・あさみ・みうな・村田めぐみ・柴田あゆみ） 11. MC 2 12. 砂を噛むように…NAMIDA （松浦亜弥） 13. 丸い太陽 -winter ver.- （保田圭・高橋愛・紺野あさ美・新垣里沙・藤本美貴・大谷雅恵・前田有紀・松浦亜弥） 14. ギャグ100回分愛してください （Berryz工房） 15. MC 3 16. わっきゃない(Z) （℃-ute） 17. BE ALL RIGHT! （全員） 18. 浮気なハニーパイ （全員） 19. MC 4 20. 好きになっちゃいけない人 （田中れいな・村上愛・鈴木愛理） 21. 好きすぎて バカみたい （DEF.DIVA） 22. 白いTOKYO （清水佐紀・嗣永桃子・梅田えりか・矢島舞美・村上愛） 23. Missラブ探偵 （W） （バックダンサー： 清水佐紀・嗣永桃子・梅田えりか・矢島舞美・村上愛） 24. 今にきっと…In My LIFE （後藤真希） 25. DANCE DANCE DANCE （後藤真希・美勇伝・稲葉貴子・アヤカ・里田まい・斉藤瞳・W・Berryz工房・℃-ute） 26. MC 5 27. 色っぽい じれったい （モーニング娘。） 28. 大阪 恋の歌 （モーニング娘。） 29. ラヴ&ピィ〜ス! HEROがやって来たっ。 （モーニング娘。） 30. 恋のダンスサイト （エルダークラブ） 31. ピリリと行こう! （ワンダフルハーツ） 32. そうだ! We're ALIVE （全員） 33. MC 6 34. LOVEマシーン （全員） |                                              |
| 10 |                                              |
| 『Hello! Project 2006 Summer〜ワンダフルハーツランド〜』 2006年10月4日 （2時間27分） - 紺野あさ美、小川麻琴卒業コンサート - バックスステージ映像など特典映像入り |                                              |
| 1. OPENINGファンファーレ 〜 MC 1 2. ALL FOR ONE & ONE FOR ALL! （全員） 3. SEXY BOY 〜そよ風に寄り添って〜 （全員） 4. MC 2 5. 大きな愛でもてなして （℃-ute） 6. 即 抱きしめて （℃-ute） 7. 初めてのハッピーバースディ! （新垣里沙・亀井絵里） 8. 恋☆カナ （月島きらり starring 久住小春〈モーニング娘。〉 with 新垣里沙・亀井絵里） 9. 好きすぎて バカみたい （田中れいな・嗣永桃子・矢島舞美・村上愛） 10. ブギートレイン'03 （藤本美貴・徳永千奈美・須藤茉麻・中島早貴・有原栞菜） 11. MC 3 12. サマーれげぇ!レインボー （道重さゆみ・岡田唯・嗣永桃子・萩原舞） 13. さぁ!恋人になろう （石川梨華・清水佐紀・熊井友理奈・梅田えりか・岡井千聖） 14. メドレー： すき焼き→ピリリと行こう! （モーニング娘。・Berryz工房） 15. GOOD BYE 夏男 （高橋愛・菅谷梨沙子・鈴木愛理） 16. おおきに。道端から… （全員） 17. スッペシャル ジェネレ〜ション （吉澤ひとみ・石川梨華 with モーニング娘。・美勇伝） 18. MC 4 19. 印象派 ルノアールのように （吉澤ひとみ・三好絵梨香・熊井友理奈・矢島舞美） 20. NATURE IS GOOD! （吉澤ひとみ・田中れいな with 梅田えりか・村上愛・中島早貴・鈴木愛理） 21. 笑っちゃおうよ BOYFRIEND （Berryz工房） 22. 一切合切 あなたに§あ・げ・る♪ （美勇伝） 23. 唇から愛をちょうだい （美勇伝 with ℃-ute） 24. MC 5 25. Ambitious! 野心的でいいじゃん （モーニング娘。） 26. MC 6 27. 好きな先輩 （モーニング娘。） 28. MC 7 29. 本気で熱いテーマソング （モーニング娘。） 30. 恋愛レボリューション21 （モーニング娘。） 31. Go Girl 〜恋のヴィクトリー〜 （Berryz工房、℃-ute） 32. メドレー： ザ☆ピ〜ス! → ハピネス〜幸福歓迎!〜 → 大阪ラプソディー → わっきゃない(Z) → カッチョイイゼ!JAPAN → ザ☆ピ〜ス! （モーニング娘。・Berryz工房） 33. MC 8 34. SHIP TO THE FUTURE （全員） 35. ALL FOR ONE & ONE FOR ALL! （全員） |                                              |
| 11 |                                              |
| 『Hello! Project 2007 Winter LIVE DVD BOX』 2007年3月28日 （6時間17分） - ディスク4枚仕様 - DISC 3（Hello! Project 2007 Winter 〜集結! 10th Anniversary〜）は同日に単独でも発売した。 - あさみ、みうな卒業コンサート - 特典映像集あり |                                              |
| 【 DISC 1 】 Hello! Project 2007 Winter 〜ワンダフルハーツ 乙女Gocoro〜 1. OPENING 2. 白いTOKYO （全員） 3. Mr.Moonlight 〜愛のビッグバンド〜 （全員） 4. VTR紹介（メンバー紹介）〜 MC 1 5. 桜チラリ （℃-ute） 6. タイムカプセル （℃-ute） 7. 雪/愛×あなた≧好き （高橋愛 with MC GAKI） 8. バラライカ （月島きらり starring 久住小春〈モーニング娘。〉） 9. やる気! IT'S EASY （田中れいな・徳永千奈美・熊井友理奈・梅田えりか・有原栞菜） 10. 晴れ 雨 のち スキ ♡ （辻希美・夏焼雅・須藤茉麻・菅谷梨沙子・矢島舞美・三好絵梨香・岡田唯） 11. MC 2 12. かっちょええ! （清水佐紀・嗣永桃子・鈴木愛理・中島早貴・岡井千聖・萩原舞） 13. 香水 （石川梨華・新垣里沙・亀井絵里・道重さゆみ） 14. MC 3 15. 大きな愛でもてなして （℃-ute・Berryz工房） 16. 友情 純情 oh 青春 （Berryz工房・℃-ute） 17. I know （全員） 18. MC 4 19. 寒いから冬だもん! 〜どうもこうもないっすよミキティ〜 （藤本美貴 With 萩原舞&岡井千聖） 20. コタツの歌〜 jyuken story〜 （吉澤ひとみ・新垣里沙・亀井絵里） 21. 胸さわぎスカーレット （Berryz工房） 22. ファイティングポーズはダテじゃない! （Berryz工房） 23. スッピンと涙。 （辻希美 with ℃-ute） 24. 愛すクリ〜ムとMyプリン （美勇伝） 25. まごころの道 （美勇伝） 26. MC 5 27. Ambitious! 野心的でいいじゃん （モーニング娘。） 28. Do it! Now （モーニング娘。） 29. 踊れ!モーニングカレー （モーニング娘。） 30. 愛の園 〜Touch My Heart!〜 （辻希美・美勇伝・Berryz工房・℃-ute） 31. Say yeah!〜もっとミラクルナイト〜 （全員） 32. MC 6 33. 歩いてる （全員） 【 DISC 2 】 Hello! Project 2007 Winter 〜エルダークラブ The Celebration〜 1. OPENING 2. ALL FOR ONE & ONE FOR ALL! （全員） 3. 来来!「幸福」 （全員） 4. VTR紹介（メンバー紹介）〜 MC 1 5. 日曜日 What's Going On? （安倍なつみ） 6. 東京みちくさ （安倍なつみ） 7. MC 2 8. 革命チックKISS （カントリー娘。） 9. お前の涙を俺にくれ （前田有紀） 10. MC 3 11. メロディーズ（ピアノ独唱バージョン） （松浦亜弥） 12. dearest. （松浦亜弥） 13. MC 4 14. うらら （中澤裕子） 15. お願い魅惑のターゲット （メロン記念日） 16. Papillon （飯田圭織） 17. MC 5 18. 僕らが生きる MY ASIA （安倍なつみ・飯田圭織・後藤真希） 19. ガラスのパンプス （後藤真希 with アヤカ・里田まい） 20. ガタメキラ （稲葉貴子・後藤真希・アヤカ・里田まい） 21. MC 6 22. ウソつきあんた （矢口真里・保田圭） 23. オシャレ! （松浦亜弥） 24. 三角関係 （松浦亜弥・稲葉貴子・大谷雅恵・柴田あゆみ） 25. 未来の扉 （中澤裕子・安倍なつみ・飯田圭織・保田圭・矢口真里） 26. MC 7 27. 甘すぎた果実 （安倍なつみ） 28. 先輩 〜LOVE AGAIN〜 （カントリー娘。・アヤカ・前田有紀） 29. 遠慮はなしよ! （メロン記念日・カントリー娘。・アヤカ・前田有紀） 30. SOME BOYS! TOUCH （後藤真希） 31. 好きすぎて バカみたい （後浦なつみ） 32. MC 8 33. Thanks! （全員） 【 DISC 3 】 Hello! Project 2007 Winter 〜集結!10th Anniversary〜 1. OPENING 2. Hello!のテーマ （全員） 3. 歩いてる （全員） 4. 来来!「幸福」 （全員） 5. VTR紹介（メンバー紹介）〜 MC 1 6. 胸さわぎスカーレット （Berryz工房） 7. 愛すクリ〜ムとMyプリン （美勇伝） 8. お前の涙を俺にくれ （前田有紀） 9. ずっと 好きでいいですか （松浦亜弥） 10. MC 2 11. 笑顔YESヌード （モーニング娘。） 12. お願い魅惑のターゲット （メロン記念日 with Berryz工房・℃-ute） 13. 人知れず 胸を奏でる 夜の秋 （中澤裕子・飯田圭織・安倍なつみ・矢口真里・保田圭・稲葉貴子） 14. MC 3 15. ヤングDAYS!! （THE ポッシボー） 16. MC 4 17. 桜チラリ （℃-ute） 18. 甘すぎた果実 （安倍なつみ） 19. メドレー（メロディーズ → Thanks!） （GAM） 20. MC 5 21. ガタメキラ （稲葉貴子・後藤真希・アヤカ・里田まい・メロン記念日） 22. ここにいるぜぇ! （辻希美・高橋愛・新垣里沙・亀井絵里・道重さゆみ・久住小春・嗣永桃子・夏焼雅・矢島舞美・鈴木愛理・萩原舞・菅谷梨沙子） 23. 遠慮はなしよ! （エルダークラブ） 24. 友情 純情 oh 青春 （ワンダフルハーツ） 25. I know （全員） 26. MC 6 27. バラライカ （月島きらり starring 久住小春〈モーニング娘。〉） 28. うらら （中澤裕子） 29. 晴れ 雨 のち スキ ♡ （モーニング娘。さくら組） 30. 愛の園 〜Touch My Heart!〜 （モーニング娘。おとめ組） 31. SOME BOYS! TOUCH （後藤真希） 32. 浮気なハニーパイ （カントリー娘。・石川梨華・藤本美貴） 33. MC 7 34. 革命チックKISS （カントリー娘。 with Berryz工房・℃-ute） 35. MC 8 36. 僕らが生きる MY ASIA （モーニング娘。〈現メンバー&OGメンバー〉） 37. LOVEマシーン （モーニング娘。） 38. 踊れ!モーニングカレー （全員） 39. MC 9 40. ALL FOR ONE & ONE FOR ALL! （全員） 【 Disc 4 】 1. 特典映像集 |                                              |
| 12 |                                              |
| 『Hello!Project 2007 Summer 10th アニバーサリー大感謝祭〜ハロ☆プロ夏祭り〜』 2007年10月17日 （2時間40分） - ディスク2枚仕様 - 特典映像集あり |                                              |
| DISC 1 1. OPENING 2. HELLO TO YOU〜ハロー!プロジェクト10周年記念テーマ〜 （全員） 3. 恋する♡エンジェル♡ハート （全員） 4. さぁ!恋人になろう （美勇伝・メロン記念日・Berryz工房・℃-ute） 5. VTR紹介（メンバー紹介） 6. MC 1 7. 女に 幸あれ （モーニング娘。） 8. まっさらブルージーンズ （℃-ute） 9. スッペシャル ジェネレ〜ション （Berryz工房） 10. MC 2 11. ふたりはNS （きら☆ぴか） 12. メドレー： 恋☆カナ → ハッピー☆彡 （月島きらり starring 久住小春〈モーニング娘。〉） 13. たんぽぽ （矢口真里・石川梨華・新垣里沙・柴田あゆみ） 14. BABY! 恋にKNOCK OUT! （吉澤ひとみ・アヤカ・里田まい） 15. アンフォゲッタブル （メロン記念日） 16. MC 3 17. 鳴り始めた恋のBell （音楽ガッタス） 18. MC 4 19. 幸せビーム! 好き好きビーム! （亀井絵里・岡田唯・斉藤瞳・徳永千奈美・須藤茉麻・萩原舞・有原栞菜） 20. 夏の夜はデインジャー! （高橋愛・村田めぐみ・熊井友理奈・梅田えりか） 21. 壊れない愛がほしいの （道重さゆみ・大谷雅恵・清水佐紀・夏焼雅・鈴木愛理・中島早貴・岡井千聖） 22. 黄色いお空で BOOM BOOM BOOM （田中れいな・三好絵梨香・嗣永桃子・菅谷梨沙子・矢島舞美） 23. 愛あらば IT'S ALL RIGHT （Berryz工房・℃-ute） 24. 青空がいつまでも続くような未来であれ! （全員） 25. MC 5 26. 風のうわさ （THE ポッシボー） 27. DANCE & CHANCE （吉澤ひとみ・アヤカ・里田まい・メロン記念日） 28. 告白の噴水広場 （Berryz工房） 29. めぐる恋の季節 （℃-ute） 30. 愛〜スイートルーム〜 （美勇伝） 31. LET'S LIVE （美勇伝・新垣里沙・亀井絵里・Berryz工房・℃-ute） 32. MC 6 33. シャイニング 愛しき貴方 （高橋愛・田中れいな） 34. ふるさと （ジュンジュン・リンリン・久住小春・光井愛佳） 35. ♡桃色片想い♡ （道重さゆみ・菅谷梨沙子・鈴木愛理） 36. 手を握って歩きたい （嗣永桃子・矢島舞美・中島早貴・夏焼雅・ハロプロエッグ） 37. MC 7 38. 悲しみトワイライト （モーニング娘。） 39. Ambitious! 野心的でいいじゃん （モーニング娘。） 40. そうだ! We're ALIVE （モーニング娘。・Berryz工房・℃-ute） DISC 2 1. MC 8 2. ザ☆ピ〜ス! （モーニング娘。〈現メンバー&OGゲストメンバー〉） 3. Mr.Moonlight 〜愛のビッグバンド〜 （モーニング娘。〈現メンバー&OGゲストメンバー〉） 4. JUMP （全員） 5. MC 9 6. でっかい宇宙に愛がある （全員） |                                              |
| 13 |                                              |
| 『Hello! Project 2008 Winter LIVE DVD BOX』 2008年3月26日 （6時間35分） - ディスク4枚仕様 - DISC 3（Hello!Project 2008 Winter 〜決定! ハロ☆プロ アワード '08〜）は同日に単独でも発売した。 - 特典映像集あり |                                              |
| 【 DISC 1 】 Hello! Project 2008 Winter 〜ワンダフルハーツ 年中夢求〜 1. OPENING 2. 青空がいつまでも続くような未来であれ! （全員） 3. 恋愛レボリューション21 （全員） 4. VTR（メンバー紹介） 5. MC 1 6. LALALA 幸せの歌 （全員） 7. 都会っ子 純情 （℃-ute） 8. チャンス! （月島きらり starring 久住小春〈モーニング娘。〉） 9. ハッピー☆彡 （月島きらり starring 久住小春〈モーニング娘。〉） 10. 付き合ってるのに片思い （Berryz工房） 11. 告白の噴水広場 （Berryz工房） 12. MC 2 13. みかん （モーニング娘。） 14. SEXY BOY 〜そよ風に寄り添って〜 （モーニング娘。） 15. 踊れ!モーニングカレー （モーニング娘。） 16. MC 3 17. 恋愛♥ライダー （Buono!） 18. 青春!LOVEランチ （アテナ&ロビケロッツ） 19. ロボキッス （道重さゆみ・菅谷梨沙子） 20. アイ〜ン!ダンスの唄 （亀井絵里・ジュンジュン・リンリン・須藤茉麻） 21. 直感2〜逃した魚は大きいぞ!〜 （全員） 22. MC 4 23. Everyday Everywhere （高橋愛・田中れいな） 24. EVERYDAY YEAH! 片想い （清水佐紀・萩原舞・有原栞菜） 25. 王子様と雪の夜 （徳永千奈美・熊井友理奈・梅田えりか・矢島舞美） 26. 恋愛戦隊シツレンジャー （高橋愛・新垣里沙・亀井絵里・道重さゆみ・田中れいな・光井愛佳・嗣永桃子・夏焼雅・菅谷梨沙子） 27. MC 5 28. めぐる恋の季節 （℃-ute） 29. 思い立ったら 吉でっせ! （Berryz工房） 30. スッペシャル ジェネレ〜ション （Berryz工房・℃-ute） 31. ボン キュッ!ボン キュッ!BOMB GIRL （モーニング娘。） 32. Go Girl 〜恋のヴィクトリー〜 （モーニング娘。） 33. Hand made CITY （モーニング娘。・Berryz工房・℃-ute） 34. MC 6 35. なんにも言わずに I LOVE YOU （全員） 【 DISC 2 】 Hello! Project 2008 Winter 〜かしまし エルダークラブ〜 1. OPENING 2. 女子かしまし物語（2008エルダーVer） （全員） 3. ザ☆ピ〜ス! （全員） 4. VTR紹介 （メンバー紹介） 5. MC 1 6. やったろうぜ! （音楽ガッタス） 7. 鳴り始めた恋のBELL （音楽ガッタス） 8. 相愛太鼓 （前田有紀） 9. お願い魅惑のターゲット オリジナルnew ver. （メロン記念日） 10. じゃじゃ馬パラダイス （美勇伝） 11. MC 2 12. HAPPY TO GO! （松浦亜弥） 13. 渡良瀬橋 （松浦亜弥） 14. ENDLESS LOVE〜I Love You More〜 （稲葉貴子・前田有紀・三好絵梨香・岡田唯） 15. WOW WOW WOW （保田圭・吉澤ひとみ・アヤカ） 16. 息を重ねましょう （安倍なつみ） 17. だって 生きてかなくちゃ （安倍なつみ） 18. MC 3 19. だんな様 （中澤裕子） 20. 人知れず 胸を奏でる 夜の秋 （中澤裕子・保田圭・稲葉貴子） 21. SEXY NIGHT 〜忘れられない彼〜 （矢口真里・石川梨華・アヤカ・里田まい・斉藤瞳） 22. 赤いフリージア （メロン記念日） 23. 恋する♡エンジェル♡ハート （美勇伝） 24. MC 4 25. モーニングメドレー： 抱いてHOLD ON ME! 〜 ハッピーサマーウェディング 〜 Happy Night （中澤裕子・安倍なつみ・保田圭・矢口真里・石川梨華・吉澤ひとみ・紺野あさ美） 26. 恋愛レボリューション21 （全員） 27. MC 5 28. 未知なる未来へ （全員） 【 DISC 3 】 Hello! Project 2008 Winter 〜決定! ハロ☆プロ アワード '08〜 1. MC 1 2. LOVEマシーン （全員） 3. 青空がいつまでも続くような未来であれ! （全員） 4. VTR紹介（メンバー紹介） 5. MC 2 6. LALALA 幸せの歌 （℃-ute） 7. 付き合ってるのに片思い （Berryz工房） 8. じゃじゃ馬パラダイス （美勇伝） 9. MC 3 10. 相愛太鼓 （前田有紀） 11. 16歳の恋なんて （安倍なつみ & 矢島舞美(℃-ute)） 12. お願い魅惑のターゲット オリジナルnew ver. （メロン記念日 with モーニング娘。・美勇伝） 13. やったろうぜ! （音楽ガッタス） 14. MC 4 15. チャンス! （月島きらり starring 久住小春〈モーニング娘。〉） 16. 青春!LOVEランチ （アテナ&ロビケロッツ） 17. I know （松浦亜弥） 18. MC 5 19. だんな様 （中澤裕子） 20. 息を重ねましょう （安倍なつみ） 21. みかん （モーニング娘。） 22. MC 5 23. 恋愛♥ライダー （Buono!） 24. 印象派 ルノアールのように （稲葉貴子・アヤカ・里田まい・前田有紀） 25. 乙女の心理学 （保田圭・矢口真里） 26. 友情 〜心のブスにはならねぇ!〜 （ワンダフルハーツ） 27. MC 7 28. 都会っ子 純情 （℃-ute） 29. スッペシャル ジェネレ〜ション （Berryz工房） 30. 鳴り始めた恋のBELL （音楽ガッタス） 31. Yeah! めっちゃホリディ （松浦亜弥 with 音楽ガッタス・Berryz工房・℃-ute） 32. MC 8 33. ラヴ&ピィ〜ス! HEROがやって来たっ。 （モーニング娘。） 34. ボン キュッ! ボン キュッ!BOMB GIRL （モーニング娘。） 35. 恋する♡エンジェル♡ハート （全員） 36. 恋愛レボリューション21 （全員） 37. MC 9 38. ALL FOR ONE & ONE FOR ALL! （全員） 【 DISC 4 】 1. 特典映像：バックステージ映像 |                                              |
| 14 |                                              |
| 『Hello! Project 2008 Summer ワンダフルハーツ公演〜避暑地でデートいたしまSHOW〜』 2008年10月22日 （2時間03分） - 特典映像集あり |                                              |
| |                                              |
| 15 |                                              |
| 『Hello! Project 2009 Winter ワンダフルハーツ公演 〜 革命元年 〜/エルダークラブ公演〜Thank you for your LOVE!〜』 2009年3月25日 （3時間） |                                              |
| |                                              |
| 16 |                                              |
| 『Hello! Project 2009 Winter 決定! ハロ☆プロ アワード'09 〜エルダークラブ卒業記念スペシャル〜』 2009年4月15日 （2時間30分） - エルダークラブ所属メンバー卒業コンサート - 特典映像集あり |                                              |
| |                                              |
| 17 |                                              |
| 『Hello! Project 2009 SUMMER 革命元年 〜Hello! チャンプル〜』 2009年11月4日 （2時間09分） |                                              |
| |                                              |
| 18 |                                              |
| 『Hello! Project 2010 WINTER 歌超風月 〜シャッフルデート〜』 2010年3月31日 - 2010年8月4日Blu-ray発売 |                                              |
| |                                              |
| 19 |                                              |
| 『Hello! Project 2010 WINTER 歌超風月〜モベキマス!〜』 2010年4月28日 - 2010年8月4日Blu-ray発売 |                                              |
| |                                              |
| 20 |                                              |
| 『Hello! Project 2010 SUMMER 〜ファンコラ!〜』 2010年10月27日 - 2010年12月15日Blu-ray発売 |                                              |
| |                                              |
| 21 |                                              |
| 『Hello! Project 2011 WINTER 〜歓迎新鮮まつり〜』 2011年4月27日（Aがなライブ・Bっくりライブ） - 2011年5月18日Blu-ray完全版発売 |                                              |
| 【 DISC 1 】 Hello! Project 2011 WINTER 〜歓迎新鮮まつり〜 Aがなライブ 【 DISC 2 】 Hello! Project 2011 WINTER 〜歓迎新鮮まつり〜 Bっくりライブ |                                              |
| 22 |                                              |
| 『Hello! Project 2011 SUMMER 〜ニッポンの未来は〜』 2011年11月16日（WOW WOW ライブ・YEAH YEAH ライブ） - 2011年12月14日Blu-ray完全版発売 |                                              |
| 【 DISC 1 】 Hello! Project 2011 SUMMER 〜ニッポンの未来は〜 WOW WOW ライブ 1. OPENING 2. LOVEマシーン（WOW WOW Ver.） （全員） 3. MC 1 4. VTR映像（メンバー紹介） 5. MC 2 6. 有頂天LOVE （スマイレージ） 7. スマイレージ 新メンバー発表 8. My Days for You （真野恵里菜） 9. 世界一HAPPYな女の子 （℃-ute） 10. ああ、夜が明ける （Berryz工房） 11. この地球の平和を本気で願ってるんだよ! （モーニング娘。） 12. MC 3 13. Danceでバコーン! （℃-ute） 14. チュッ! 夏パ〜ティ （スマイレージ） 15. 世界は サマー・パーティ （真野恵里菜） 16. MC 4 17. ドッキドキ!LOVEメール （萩原舞） 18. EVERYDAY 絶好調!! （和田彩花） 19. レモン色とミルクティ （矢島舞美） 20. MC 5 21. なんちゃって恋愛 （モーニング娘。） 22. 付き合ってるのに片思い （Berryz工房） 23. 恋愛レボリューション21 （全員） 24. MC 6 25. OSOZAKI 娘 （真野恵里菜） 26. 同じ時給で働く友達の美人ママ （スマイレージ） 27. 青春のセレナーデ （真野恵里菜+スマイレージ・℃-ute） 28. 桃色スパークリング （℃-ute） 29. 一丁目ロック! （Berryz工房） 30. MC 7 31. 負けるな わっしょい! （ベキマス） 32. MC 8 33. 気まぐれプリンセス （モーニング娘。） 34. まじですかスカ! （モーニング娘。+Berryz工房・℃-ute・真野恵里菜・スマイレージ） 35. MC 9 36. ここにいるぜぇ! （全員） DVD・Blu-ray特典映像 1 1. The Party! （菅谷梨沙子） 2. SOME BOYS! TOUCH （高橋愛） 3. ○○ がんばらなくてもええねんで!! （田中れいな） Blu-ray限定特典映像 1 1. 抱きしめて 抱きしめて （Berryz工房） 2. Kiss me 愛してる （℃-ute） 3. SEXY BOY 〜そよ風に寄り添って〜 （モーニング娘。） 4. The Party! （菅谷梨沙子） 5. SOME BOYS! TOUCH （高橋愛） 6. ○○ がんばらなくてもええねんで!! （田中れいな） 7. 元気者で行こう! （真野恵里菜） 8. 本気ボンバー!! （Berryz工房） 9. 元気ピカッピカッ! （全員） 【 DISC 2 】 Hello! Project 2011 SUMMER 〜ニッポンの未来は〜 YEAH YEAH ライブ 1. OPENING 2. LOVEマシーン（YEAH YEAH Ver.） （全員） 3. MC 1 4. VTR映像（メンバー紹介） 5. MC 2 6. この地球の平和を本気で願ってるんだよ! （モーニング娘。） 7. ああ、夜が明ける （Berryz工房） 8. 世界一HAPPYな女の子 （℃-ute） 9. My Days for You （真野恵里菜） 10. 有頂天LOVE （スマイレージ） 11. MC 3 12. FOREVER LOVE （℃-ute） 13. ちょこっとLOVE （スマイレージ） 14. LOVE涙色 （真野恵里菜） 15. MC 4 16. ライバル （小川紗季） 17. 恋ING （鈴木愛理） 18. 記憶の迷路〜C\C (シンデレラ\コンプレックス)（High-King） 19. MC 5 20. 流星ボーイ （Berryz工房） 21. みかん （モーニング娘。） 22. その場面でビビっちゃいけないじゃん! （全員） 23. MC 6 24. 夢見る 15歳 （スマイレージ） 25. 21世紀的恋愛事情 （真野恵里菜） 26. スキちゃん （Berryz工房+真野恵里菜・スマイレージ） 27. 愛の弾丸 （Berryz工房） 28. いざ、進め! Steady go! （℃-ute） 29. MC 7 30. 負けるな わっしょい! （ベキマス） 31. Only you （モーニング娘。） 32. ラヴ&ピィ〜ス! HEROがやって来たっ。 （モーニング娘。+ Berryz工房・℃-ute・真野恵里菜・スマイレージ） 33. MC 8 34. ALL FOR ONE & ONE FOR ALL! （全員） DVD・Blu-ray特典映像 2 1. ○○がんばらなくてもええねんで!! （須藤茉麻） 2. SOME BOYS! TOUCH （岡井千聖） 3. レモン色とミルクティ （真野恵里菜） Blu-ray限定特典映像 2 1. ギャグ100回分愛してください （Berryz工房） 2. ショートカット （スマイレージ） 3. 大きな愛でもてなして （℃-ute） 4. ○○ がんばらなくてもええねんで!! （須藤茉麻） 5. SOME BOYS! TOUCH （岡井千聖） 6. レモン色とミルクティ （真野恵里菜） 7. 笑顔YESヌード （モーニング娘。） 8. 笑っちゃおうよ BOYFRIEND （Berryz工房） 9. LALALA 幸せの歌 （全員） |                                              |
| 23 |                                              |
| 『Hello! Project 2012 WINTER ハロ☆プロ天国』 2012年4月11日（ロックちゃん・ファンキーちゃん） - 2012年5月16日Blu-ray完全版発売 |                                              |
| 【 DISC 1 】 Hello! Project 2012 WINTER ハロ☆プロ天国 〜ロックちゃん〜 1. OPENING 2. かっちょ良い歌 （全員） 3. MC 1 4. VTR映像（メンバー紹介） 5. MC 2 6. チョトマテクダサイ! （スマイレージ） 7. 黄昏交差点 （真野恵里菜） 8. 君は自転車 私は電車で帰宅 （℃-ute） 9. Be 元気＜成せば成るっ!＞ （Berryz工房） 10. ピョコピョコ ウルトラ （モーニング娘。） 11. MC 3 12. こんな私でよかったら （ゲスト：吉川友） 13. MC 4 14. もしも… （譜久村聖・嗣永桃子・中島早貴・真野恵里菜・和田彩花） 15. さぁ!恋人になろう （鈴木香音・工藤遥・菅谷梨沙子・福田花音） 16. 友情 〜心のブスにはならねぇ!〜 （生田衣梨奈・飯窪春菜・佐藤優樹・徳永千奈美・熊井友理奈・鈴木愛理・萩原舞・中西香菜・勝田里奈・田村芽実） 17. MC 5 18. 初めてのハッピーバースディ! （飯窪春菜・石田亜佑美・佐藤優樹・工藤遥） 19. 絶対解ける問題 X=♥ （中西香菜・竹内朱莉・勝田里奈・田村芽実） 20. 青春コレクション （譜久村聖・生田衣梨奈・鞘師里保・鈴木香音） 21. MC 6 22. 奇跡の香りダンス。 （新垣里沙・夏焼雅・矢島舞美） 23. ガラスのパンプス （鞘師里保・石田亜佑美・清水佐紀・岡井千聖・竹内朱莉） 24. 大きい瞳 （道重さゆみ・田中れいな） 25. MC 7 26. スキちゃん （スマイレージ） 27. 21世紀的恋愛事情 （真野恵里菜） 28. 世界一HAPPYな女の子 （℃-ute） 29. 本気ボンバー!! （Berryz工房） 30. MC 8 31. 彼と一緒にお店がしたい! （モーニング娘。） 32. 【ロックちゃんメドレー】 元気者で行こう! ⇒ Danceでバコーン! ⇒ 同じ時給で働く友達の美人ママ ⇒ 一丁目ロック! ⇒ ここにいるぜぇ! （モーニング娘。・Berryz工房・℃-ute・真野恵里菜・スマイレージ） 33. MC 9 34. ラヴ&ピィ～ス! HEROがやって来たっ。 （全員） DVD・Blu-ray特典映像 1-1 1. 恋のテレフォン GOAL （飯窪春菜・石田亜佑美・佐藤優樹・工藤遥） 2. 好きな先輩 （中西香菜・竹内朱莉・勝田里奈・田村芽実） 3. BABY! 恋にKNOCK OUT! （譜久村聖・生田衣梨奈・鞘師里保・鈴木香音） Blu-ray限定特典映像 1-2 1. さぁ!恋人になろう （鈴木香音・工藤遥・須藤茉麻・菅谷梨沙子・福田花音） 【 DISC 2 】 Hello! Project 2012 WINTER ハロ☆プロ天国 〜ファンキーちゃん〜 1. OPENING 2. ブスにならない哲学 （全員） 3. MC 1 4. 【ファンキーちゃんメドレー】 インスピレーション! ⇒ 流星ボーイ ⇒ まっさらブルージーンズ ⇒ 恋愛レボリューション21 （全員） 5. VTR映像（メンバー紹介） 6. MC 2 7. もしも… （鈴木香音・嗣永桃子・萩原舞・中西香菜・田村芽実） 8. 浮気なハニーパイ （生田衣梨奈・佐藤優樹・清水佐紀・嗣永桃子・菅谷梨沙子・中島早貴・岡井千聖） 9. 青春のカスタード （新垣里沙・鈴木愛理） 10. MC 3 11. 横浜蜃気楼 （夏焼雅） 12. DO YOU LOVE ME? （田中れいな） 13. MC 4 14. 恋する♡エンジェル♡ハート （譜久村聖・工藤遥・真野恵里菜・和田彩花・福田花音・竹内朱莉・勝田里奈） 15. やる気! IT'S EASY （道重さゆみ・飯窪春菜・徳永千奈美・熊井友理奈・矢島舞美） 16. 愛の園 〜Touch My Heart!〜 （田中れいな・鞘師里保・石田亜佑美・夏焼雅） 17. MC 5 18. こんな私でよかったら （ゲスト：吉川友） 19. MC 6 20. プリーズ ミニスカ ポストウーマン! （スマイレージ） 21. 有頂天LOVE （スマイレージ） 22. ドキドキベイビー （真野恵里菜） 23. Glory days （真野恵里菜） 24. MC 7 25. 君は自転車 私は電車で帰宅 （℃-ute） 26. Be 元気＜成せば成るっ!＞ （Berryz工房） 27. 【ベリキューメドレー】 行け 行け モンキーダンス ⇒ 都会っ子 純情 ⇒ SHOCK! ⇒ ヒロインになろうか! ⇒ 愛の弾丸 ⇒ サヨナラ 激しき恋 ⇒ JUMP ⇒ 超WONDERFUL! （Berryz工房×℃-ute） 28. MC 8 29. ピョコピョコ ウルトラ （モーニング娘。） 30. Go Girl 〜恋のヴィクトリー〜 （モーニング娘。） 31. OK YEAH! （モーニング娘。・Berryz工房・℃-ute・真野恵里菜・スマイレージ） 32. MC 9 33. この地球の平和を本気で願ってるんだよ! （全員） DVD・Blu-ray特典映像 2 1. せんこう花火 （嗣永桃子） 2. 横浜蜃気楼 （矢島舞美） 3. そっと口づけて ギュッと抱きしめて （福田花音） |                                              |
| 24 |                                              |
| 『Hello! Project 誕生15周年記念ライブ 2012 夏』 2012年11月14日（Ktkr（キタコレ）夏のFAN祭り!・Wkwk（ワクワク）夏のFAN祭り!） - 2012年12月5日Blu-ray完全版発売 |                                              |
| 【 DISC 1 】 Hello! Project 誕生15周年記念ライブ 2012 夏 〜Ktkr（キタコレ）夏のFAN祭り!〜 1. OPENING 2. 超HAPPY SONG （全員） 3. まじですかスカ! （モーニング娘。・Berryz工房・℃-ute・スマイレージ） 4. VTR映像（メンバー紹介） 5. MC 1 6. 好きよ、純情反抗期。 （スマイレージ） 7. ドットビキニ （スマイレージ） 8. Song for the DATE （真野恵里菜） 9. バンザイ!〜人生はめっちゃワンダッホーッ!〜 （真野恵里菜） 10. 君は自転車 私は電車で帰宅 （℃-ute） 11. 会いたい 会いたい 会いたいな （℃-ute） 12. MC 2 13. cha cha SING （Berryz工房） 14. Loving you Too much （Berryz工房） 15. One・Two・Three （モーニング娘。） 16. 私がいて 君がいる （モーニング娘。） 17. MC 3 18. 私がオバさんになっても （全員） 19. ハロプロ誕生15周年記念特別企画映像『つん倶楽部』 20. キャベツ白書 （ピーベリー） 21. MC 4 22. ここから始まるんだ! （ゲスト：吉川友） 23. すまいるブルース （須磨入姉妹〈福田花音・田村芽実〉） 24. 私の時代! （モーニング娘。ロッキーズ〈田中れいな・道重さゆみ〉） 25. 『ハロ☆プロ川柳』のコーナー 26. 「Ktkrスペシャルメドレー」 （モーニング娘。・Berryz工房・℃-ute・真野恵里菜・スマイレージ） 27. MC 5 28. チョトマテクダサイ! （全員） DVD特典映像 1 1. 8.11 & 8.12 & 8.18 & 8.19 at Nakano Sunplaza Live Document 2. 8.11 Sat. 15:00 Start at Nakano Sunplaza 3. 8.12 Sun. 18:30 Start at Nakano Sunplaza 4. 8.18 Sat. 18:30 Start at Nakano Sunplaza 5. 8.19 Sun. 11:30 Start at Nakano Sunplaza 6. おまけ 【 DISC 2 】 Hello! Project 誕生15周年記念ライブ 2012 夏 〜Wkwk（ワクワク）夏のFAN祭り!〜 1. OPENING 2. ももち! 許してにゃん♡体操 （全員） 3. 私がオバさんになっても （全員） 4. MC 1 5. ハロプロ誕生15周年記念特別企画映像『つん倶楽部』 6. MC 2 7. One・Two・Three （モーニング娘。） 8. cha cha SING （Berryz工房） 9. 会いたい 会いたい 会いたいな （℃-ute） 10. Song for the DATE （真野恵里菜） 11. 好きよ、純情反抗期。 （スマイレージ） 12. MC 3 13. ダーリンとマドンナ （ゲスト：吉川友） 14. MC 4 15. フォレフォレ 〜Forest For Rest〜 （DIY♡） 16. EVERYDAY 絶好調!! （譜久村聖・工藤遥・真野恵里菜・勝田里奈） 17. My Days for You （鈴木香音・清水佐紀・熊井友理奈・菅谷梨沙子・岡井千聖） 18. 付き合ってるのに片思い （生田衣梨奈・石田亜佑美・佐藤優樹・竹内朱莉） 19. 青春コレクション （嗣永桃子・須藤茉麻・鈴木愛理・萩原舞・中西香菜） 20. タチアガール （モーニング娘。・Berryz工房・℃-ute・真野恵里菜・スマイレージ） 21. MC 5 22. Because happiness （Berryz工房） 23. 幸せの途中 （℃-ute） 24. 超HAPPY SONG （Berryz工房×℃-ute） 25. The 摩天楼ショー （モーニング娘。） 26. ドキドキベイビー （真野恵里菜・スマイレージ） 27. 『ハロ☆プロ川柳』のコーナー 28. 「Wkwkスペシャルメドレー」 （モーニング娘。・Berryz工房・℃-ute・真野恵里菜・スマイレージ） 29. MC 6 30. 青空がいつまでも続くような未来であれ! （全員） 31. かっちょ良い歌 （全員） DVD特典映像 2 1. 8.11 & 8.12 & 8.18 & 8.19 at Nakano Sunplaza Live Document 2. 8.11 Sat. 18:30 Start at Nakano Sunplaza 3. 8.12 Sun. 11:30 Start at Nakano Sunplaza 4. 8.18 Sat. 15:00 Start at Nakano Sunplaza 5. 8.19 Sun. 15:00 Start at Nakano Sunplaza 6. 8.19 Sun. 18:30 Start at Nakano Sunplaza Blu-ray特典映像 1. 8.11 & 8.12 & 8.18 & 8.19 at Nakano Sunplaza Live Document 2. 8.11 Sat. 18:30 Start at Nakano Sunplaza 3. 8.12 Sun. 11:30 Start at Nakano Sunplaza 4. 8.18 Sat. 15:00 Start at Nakano Sunplaza 5. 8.19 Sun. 15:00 Start at Nakano Sunplaza 6. 8.19 Sun. 18:30 Start at Nakano Sunplaza |                                              |
| 25 |                                              |
| 『Hello! Project 誕生15周年記念ライブ 2013 冬』 2013年4月10日（ビバ!・ブラボー!） - 2013年4月24日Blu-ray完全版発売 |                                              |
| 【 DISC 1 】 Hello! Project 誕生15周年記念ライブ2013冬〜ビバ！〜 1. OPENING 2. Hello!のテーマ （オールキャスト） 3. ALL FOR ONE & ONE FOR ALL! （オールキャスト） 4. MC 1 5. VTR映像（メンバー紹介） 6. MC 2 7. 寒いね。 （スマイレージ） 8. 大人の途中 （スマイレージ） 9. マノピアノ （真野恵里菜） 10. NEXT MY SELF （真野恵里菜/ハロプロ研修生） 11. MC 3 12. この街 （℃-ute） 13. 悲しきヘブン （℃-ute） 14. アジアン セレブレイション （Berryz工房） 15. WANT! （Berryz工房） 16. Help me!! （モーニング娘。） 17. ワクテカ Take a chance （モーニング娘。） 18. MC 4 19. ハロプロ誕生15周年記念特別企画映像コーナー 『つん倶楽部Ⅱ』 20. Rolling Days （田﨑あさひ） 21. フォレフォレ ～Forest For Rest～ （DIY♡） 22. MC 5 23. The 摩天楼ショー （℃-ute） 24. まっさらブルージーンズ （Berryz工房） 25. あなたなしでは生きてゆけない （モーニング娘。） 26. BABY! 恋にKNOCK OUT! （吉澤ひとみ/中島早貴・萩原舞<℃-ute>/真野恵里菜） 27. MC 6 28. バンザイ!～人生はめっちゃワンダッホーッ!～ （真野恵里菜/スマイレージ/モーニング娘。9期・10期・11期/ハロプロ研修生） 29. 私、ちょいとカワイイ裏番長 （スマイレージ/真野恵里菜/モーニング娘。9期・10期・11期） 30. MC 7 31. 彼女になりたいっ!!! （ハロプロ研修生） 32. ビバ!スペシャルメドレー One・Two・Three ～ FOREVER LOVE ～ 青春のセレナーデ ～ ヒロインになろうか! ～ ねぇ 先輩 ～ 恋愛ハンター ～ 私の未来のだんな様 ～ 会いたい 会いたい 会いたいな ～ 有頂天LOVE ～ ドキドキベイビー ～ ドッカ～ン カプリッチオ （モーニング娘。・Berryz工房・℃-ute・真野恵里菜・スマイレージ） 33. MC 8 34. Be Alive （オールキャスト） DVD特典映像 1. 旅立ちの春が来た【1月20日(日)「名古屋公演」より】 （スマイレージ） 2. アジアン セレブレイション【1月20日(日)「名古屋公演」より】（Berryz工房） 3. Help me!!【1月20日(日)「名古屋公演」より】（モーニング娘。） 4. キャベツ白書〜春編〜【1月20日(日)「名古屋公演」より】（ピーベリー） Blu-ray特典映像 1. 旅立ちの春が来た【1月20日(日)「名古屋公演」より】 （スマイレージ） 2. ワクテカ Take a chance【1月20日(日)「名古屋公演」より】（モーニング娘。） 3. キャベツ白書～春編～【1月20日(日)「名古屋公演」より】（ピーベリー） 4. まっさらブルージーンズ【1月20日(日)「名古屋公演」より】（Berryz工房） 【 DISC 2 】Hello! Project 誕生15周年記念ライブ2013冬〜ブラボー！〜 1. OPENING(メンバー紹介 VTR映像) 2. MC 1 3. Good Morning （オールキャスト） 4. 恋愛レボリューション21 （オールキャスト） 5. MC 2 6. ハロプロ誕生15周年記念特別企画映像コーナー 『つん倶楽部Ⅱ』 7. MC 3 8. Help me!! （モーニング娘。） 9. アジアン セレブレイション （Berryz工房） 10. この街 （℃-ute） 11. NEXT MY SELF （真野恵里菜/ハロプロ研修生） 12. 寒いね。 （スマイレージ） 13. MC 4 14. 世界中に君は一人だけ （吉川友） 15. 彼女になりたいっ!!! （ハロプロ研修生） 16. MC 5 17. 手紙 （田﨑あさひ） 18. Boys be ambitious! （GREEN FIELDS） 19. MC 6 20. ガタメキラ （小田さくら<モーニング娘。>/鈴木愛理<℃-ute>/福田花音・田村芽実<スマイレージ>） 21. ロマンティック 浮かれモード （藤本美貴） 22. MC 7 23. うわさのSEXY GUY （田中れいな<モーニング娘。>/岡井千聖<℃-ute>） 24. 私の時代! （モーニング娘。/ハロプロ研修生） 25. cha cha SING （Berryz工房/℃-ute/ハロプロ研修生） 26. MC 8 27. ブラボー!スペシャルメドレー ラララのピピピ ～ 好きよ、純情反抗期。 ～ ラッキーオーラ ～ Only you ～ 超HAPPY SONG ～ チョトマテクダサイ! ～ 元気者で行こう! & スキちゃん ～ グルグルJUMP & Be 元気＜成せば成るっ!＞ ～ 本気ボンバー!! & 超WONDERFUL! ～ ここにいるぜぇ! （モーニング娘。・Berryz工房・℃-ute・真野恵里菜・スマイレージ） 28. MC 9 29. ブラボー! （オールキャスト） DVD特典映像 1. Help me!!【1月20日(日)「名古屋公演」より】 （モーニング娘。） 2. アジアン セレブレイション【1月20日(日)「名古屋公演」より】 （Berryz工房） 3. 旅立ちの春が来た【1月20日(日)「名古屋公演」より】 （スマイレージ） 4. キャベツ白書〜春編〜【1月20日(日)「名古屋公演」より】 （ピーベリー） Blu-ray特典映像 1 1. フォレフォレ ～Forest For Rest～【昼公演より】 （DIY♡） 2. Yeah! めっちゃホリディ【昼公演より】 （工藤遥<モーニング娘。>/熊井友理奈<Berryz工房>） 3. 恋のダンスサイト【昼公演より】 （矢口真里/モーニング娘。） 4. MC【昼公演より】 5. 赤いフリージア【昼公演より】 （道重さゆみ・譜久村聖<モーニング娘。）/菅谷梨沙子<Berryz工房>/萩原舞<℃-ute>） Blu-ray特典映像 2 1. Help me!!【1月20日(日)「名古屋公演」より】 （モーニング娘。） 2. アジアン セレブレイション【1月20日(日)「名古屋公演」より】 （Berryz工房） 3. 旅立ちの春が来た【1月20日(日)「名古屋公演」より】 （スマイレージ） 4. チョッパー☆チョッパー【1月20日(日)「名古屋公演」より】 （アップアップガールズ(仮)） 5. キャベツ白書～春編～【1月20日(日)「名古屋公演」より】 （ピーベリー） |                                              |
| 26 |                                              |
| 『Hello! Project 春の大感謝 ひな祭りフェスティバル』 2013年7月10日 （Berryz工房10年目突入スッペシャル!・Thank You For Your Love!） - Blu-ray完全版同時発売 |                                              |
| 【 DISC 1 】 1. OPENING〜MC 2. 私が言う前に抱きしめなきゃね （Juice=Juice） 3. 【モーニング娘。】アタック映像 4. One・Two・Three （モーニング娘。） 5. The 摩天楼ショー （モーニング娘。） 6. MC 7. ブレインストーミング （モーニング娘。） 8. ワクテカ Take a chance （モーニング娘。） 9. OK YEAH! （モーニング娘。） 10. 【℃-ute】アタック映像 11. Crazy 完全な大人 （℃-ute） 12. ジュリエット ジュリエット （℃-ute） 13. MC 14. 会いたい 会いたい 会いたいな （℃-ute） 15. いざ、進め! Steady go! （℃-ute） 16. JUMP （℃-ute） 17. MC 18. 彼女になりたいっ!!! （ハロプロ研修生） 19. キャベツ白書〜春編〜 （ピーベリー） 20. MC 21. サクラ時計 ⇒ Rolling Days （田﨑あさひ） 22. 都会田舎の彼 （GREEN FIELDS） 23. フォレフォレ 〜Forest For Rest〜 （DIY♡） 24. フォレストタイム （ハーベスト） 25. 私の魅力に 気付かない鈍感な人 （光井愛佳） 26. 【スマイレージ】アタック映像 27. 旅立ちの春が来た （スマイレージ） 28. プリーズ ミニスカ ポストウーマン! （スマイレージ） 29. MC 30. 寒いね。 （スマイレージ） 31. チョトマテクダサイ! （スマイレージ） 32. 夢見る 15歳 （スマイレージ） 33. 【Berryz工房】アタック映像 34. アジアン セレブレイション （Berryz工房） 35. 抱きしめて 抱きしめて （Berryz工房） 36. MC 37. ギャグ100回分愛してください （Berryz工房） 38. MC 39. WANT! （Berryz工房） 40. 友達は友達なんだ! （Berryz工房） 41. MC 42. あなたなしでは生きてゆけない （Berryz工房） 43. Be 元気＜成せば成るっ!＞ （Berryz工房） 44. バカにしないで （Berryz工房） 45. MC 46. 一丁目ロック! （Berryz工房） 47. MC 48. cha cha SING （オールキャスト） 【 DISC 2 】 1. OPENING〜MC 2. 私が言う前に抱きしめなきゃね （Juice=Juice） 3. MC 4. 恋のテレフォン GOAL （中島早貴） 5. 甘酸っぱい春にサクラサク （勝田里奈） 6. dearest. （清水佐紀） 7. ONLY YOU （岡井千聖） 8. ね〜え? （嗣永桃子） 9. 抱いてHOLD ON ME! （田中れいな） 10. 【Berryz工房】アタック映像 11. WANT! （Berryz工房） 12. ああ、夜が明ける （Berryz工房） 13. MC 14. アジアン セレブレイション （Berryz工房） 15. なんちゅう恋をやってるぅ YOU KNOW? （Berryz工房） 16. ライバル （Berryz工房） 17. 【モーニング娘。】アタック映像 18. ブレインストーミング （モーニング娘。） 19. 泣いちゃうかも （モーニング娘。） 20. MC 21. Help me!! （モーニング娘。） 22. One・Two・Three （モーニング娘。） 23. ドッカ〜ン カプリッチオ （モーニング娘。） 24. MC 25. 彼女になりたいっ!!! （ハロプロ研修生） 26. MC 27. サクラ時計 ⇒ Rolling Days （田﨑あさひ） 28. 都会田舎の彼 （GREEN FIELDS） 29. フォレフォレ 〜Forest For Rest〜 （DIY♡） 30. フォレストタイム （ハーベスト） 31. キャベツ白書〜春編〜 （ピーベリー） 32. 【℃-ute】アタック映像 33. 会いたい 会いたい 会いたいな （℃-ute） 34. キャンパスライフ〜生まれて来てよかった〜 （℃-ute） 35. MC 36. Crazy 完全な大人 （℃-ute） 37. 都会っ子 純情(2012神聖なるVer.) （℃-ute） 38. 青春ソング(2012神聖なるVer.) （℃-ute） 39. 【スマイレージ】アタック映像 40. スキちゃん （スマイレージ） 41. 私、ちょいとカワイイ裏番長 （スマイレージ） 42. MC 43. 旅立ちの春が来た （スマイレージ） 44. 大人の途中 （スマイレージ） 45. 有頂天LOVE （スマイレージ） 46. MC 47. ブスにならない哲学 （オールキャスト） |                                              |
| 27 |                                              |
| 『Hello!Project 2013 SUMMER COOL HELLO!』 2013年11月27日 （〜ソレゾーレ！〜・〜マゼコーゼ！〜） - Blu-ray完全盤同時発売 |                                              |
| 【 DISC 1 】 ～ソレゾーレ！～ 1. OPENING 2. ブスにならない哲学 （オールキャスト） 3. MC 4. VTR映像（メンバー紹介） 5. 天まで登れ! （ハロプロ研修生 feat. Juice=Juice） 6. MC 7. ロマンスの途中 （Juice=Juice） 8. 五月雨美女がさ乱れる(MEMORIAL EDIT) （Juice=Juice） 9. 新しい私になれ! （スマイレージ） 10. MC 11. 【スマイレージ・メドレー】 新・日本のすすめ! ⇒夢見る 15歳 ⇒私、ちょいとカワイイ裏番長 （スマイレージ） 12. どうしよう （スマイレージ） 13. MC （SATOUMI movement） 14. レディーマーメイド （ダイヤレディー） 15. エイヤサ!ブラザー （メロウクアッド） 16. 海岸清掃男子 （HI-FIN） 17. MC 18. 彼女になりたいっ!!! （ハロプロ研修生） 19. MC 20. ★憧れ My STAR★ （℃-ute） 21. MC 22. 【℃-ute・メドレー】 都会っ子 純情(2012神聖なるVer.) ⇒Crazy 完全な大人 ⇒Kiss me 愛してる ⇒会いたい 会いたい 会いたいな （℃-ute） 23. 悲しき雨降り （℃-ute） 24. アジアン セレブレイション （Berryz工房） 25. MC 26. 【Berryz工房・メドレー】 ああ、夜が明ける ⇒ WANT! ⇒ヒロインになろうか! ⇒Be 元気＜成せば成るっ!＞ （Berryz工房） 27. ゴールデン チャイナタウン （Berryz工房） 28. MC 29. みかん （モーニング娘。） 30. MC 31. 【モーニング娘。・メドレー】 ブレインストーミング ⇒ ワクテカ Take a chance ⇒Help me!! ⇒One・Two・Three 32. わがまま 気のまま 愛のジョーク （モーニング娘。） 33. スキちゃん ⇒超WONDERFUL! ⇒本気ボンバー!!（スマイレージ⇒℃-ute⇒Berryz工房） 34. MC 35. 元気ピカッピカッ!2013 SUMMER COOL HELLO!Ver. （オールキャスト） Blu-ray特典映像 1. 大人の途中 （スマイレージ） 2. Midnight Temptation （℃-ute） 3. MADAYADE （Berryz工房） 4. ドッカ～ン カプリッチオ （モーニング娘。） 【 DISC 2 】～マゼコーゼ！～ 1. OPENING 2. OK YEAH! （オールキャスト） 3. Danceでバコーン! （オールキャスト） 4. MC 5. VTR映像(メンバー紹介) 6. 彼女になりたいっ!!! （ハロプロ研修生） 7. MC 8. 黄色いお空で BOOM BOOM BOOM （佐藤優樹・小田さくら(モーニング娘。)/福田花音(スマイレージ)/宮崎由加・金澤朋子(Juice=Juice)） 9. 世界一HAPPYな女の子 （生田衣梨奈・飯窪春菜(モーニング娘。)/徳永千奈美(Berryz工房)/和田彩花(スマイレージ)） 10. 行くZYX! FLY HIGH （鞘師里保(モーニング娘。)/夏焼雅(Berryz工房)） 11. MC 12. サクラ時計 （田﨑あさひ） 13. MC 14. ほたる祭りの日 （ジュリン） 15. だって 生きてかなくちゃ （譜久村聖(モーニング娘。)/嗣永桃子(Berryz工房)/光井愛佳） 16. TODAY IS MY BIRTHDAY （工藤遥(モーニング娘。)/鈴木愛理・萩原舞(℃-ute)/中西香菜(スマイレージ)/高木紗友希(Juice=Juice)） 17. Magic of Love （鈴木香音(モーニング娘。)/須藤茉麻・菅谷梨沙子(Berryz工房)/岡井千聖(℃-ute)/勝田里奈・田村芽実(スマイレージ)） 18. MC 19. キャベツ白書～春編～ （ピーベリー） 20. 有頂天LOVE （道重さゆみ(モーニング娘。)/熊井友理奈(Berryz工房)/矢島舞美(℃-ute)/植村あかり(Juice=Juice)） 21. 抱いてよ! PLEASE GO ON （石田亜佑美(モーニング娘。)/清水佐紀(Berryz工房)/ 中島早貴(℃-ute)/竹内朱莉(スマイレージ)/宮本佳林(Juice=Juice)） 22. 天まで登れ! （オールキャスト） 23. MC 24. ロマンスの途中 （Juice=Juice） 25. 私が言う前に抱きしめなきゃね(MEMORIAL EDIT) （Juice=Juice） 26. MC 27. ヤッタルチャン （スマイレージ） 28. ドットビキニ （スマイレージ） 29. アダムとイブのジレンマ （℃-ute） 30. 青春ソング(2012神聖なるVer.) （℃-ute） 31. サヨナラ ウソつきの私 （Berryz工房） 32. 行け 行け モンキーダンス （Berryz工房） 33. 愛の軍団 （モーニング娘。） 34. 君さえ居れば何も要らない （モーニング娘。） 35. MC 36. 友情 純情 oh 青春 （オールキャスト） |                                              |
| 28 |                                              |
| 『Hello! Project 2014 WINTER』 2014年3月26日（GOiSU MODE･DE-HA MiX） - 2014年4月30日Blu-ray完全版発売 |                                              |
| 【 DISC 1 】 Hello! Project 2014 WINTER 〜GOiSU MODE〜 1. OPENING 2. 笑顔の君は太陽さ （オールキャスト） 3. cha cha SING （オールキャスト） 4. MC 5. おへその国からこんにちは （ハロプロ研修生） 6. MC 7. What is LOVE? （モーニング娘。'14） 8. イジワルしないで 抱きしめてよ （Juice=Juice） 9. ええか！？ （スマイレージ） 10. 都会の一人暮らし （℃-ute） 11. 大人なのよ！ （Berryz工房） 12. MC 13. ロマンスの途中 （Juice=Juice） 14. ヤッタルチャン （スマイレージ） 15. 愛の軍団 （モーニング娘。'14） 16. MC 17. 悲しき雨降り （℃-ute） 18. ROCKエロティック （Berryz工房） 19. MC 20. Bitter & Sweet （Bitter & Sweet） 21. MC 22. 笑顔に涙〜THANK YOU! DEAR MY FRIENDS〜 （中島早貴<℃-ute>） 23. My Days for You （道重さゆみ<モーニング娘。'14>） 24. MC 25. 天まで登れ！【GOiSU MODE スペシャルメドレー】 （Juice=Juice） 26. A B C D E-cha E-chaしたい【GOiSU MODE スペシャルメドレー】 （モーニング娘。'14） 27. ベーグルにハム＆チーズ【GOiSU MODE スペシャルメドレー】 （℃-ute） 28. サヨナラ ウソつきの私【GOiSU MODE スペシャルメドレー】 （Berryz工房） 29. 五月雨美女がさ乱れる(MEMORIAL EDIT)【GOiSU MODE スペシャルメドレー】 （Juice=Juice） 30. 新しい私になれ！【GOiSU MODE スペシャルメドレー】 （スマイレージ） 31. 私、ちょいとカワイイ裏番長【GOiSU MODE スペシャルメドレー】 （スマイレージ） 32. アダムとイブのジレンマ【GOiSU MODE スペシャルメドレー】 （℃-ute） 33. もっとずっと一緒に居たかった【GOiSU MODE スペシャルメドレー】 （Berryz工房） 34. One･Two･Three【GOiSU MODE スペシャルメドレー】 （モーニング娘。'14） 35. MC 36. かっちょ良い歌 （オールキャスト） 【 DISC 2 】Hello! Project 2014 WINTER 〜DE-HA MiX〜 1. OPENING 2. ロマンスの途中 （オールキャスト） 3. ドッカ〜ン カプリッチオ （オールキャスト） 4. MC〜メンバー紹介〜 5. 天まで登れ！ （ハロプロ研修生） 6. MC 7. 自信持って 夢を持って 飛び立つから （鞘師里保<モーニング娘。'14>） 8. I & YOU & I & YOU & I （道重さゆみ・佐藤優樹<モーニング娘。'14>/萩原舞<℃-ute>/植村あかり<Juice=Juice>） 9. The 美学 （鈴木香音<モーニング娘。'14>/福田花音<スマイレージ>＋ハロプロ研修生） 10. ショートカット （生田衣梨奈・工藤 遥<モーニング娘。'14>/徳永千奈美・須藤茉麻<Berryz工房>/岡井千聖<℃-ute>） 11. MC 12. スッピンと涙。 （菅谷梨沙子<Berryz工房>） 13. 悲しきヘブン （小田さくら<モーニング娘。'14>/宮本佳林<Juice=Juice>） 14. さくら満開 （飯窪春菜<モーニング娘。'14>/熊井友理奈<Berryz工房>/鈴木愛理<℃-ute>/和田彩花<スマイレージ>＋ハロプロ研修生） 15. MC 16. Bitter & Sweet （Bitter & Sweet） 17. 肉体は正直なEROS （譜久村聖<モーニング娘。'14>/菅谷梨沙子<Berryz工房>/金澤朋子<Juice=Juice>） 18. ヒロインになろうか！ （鞘師里保・石田亜佑美<モーニング娘。'14>/中島早貴<℃-ute>/中西香菜・竹内朱莉<スマイレージ>/宮崎由加<Juice=Juice>＋ハロプロ研修生） 19. Only you （清水佐紀・嗣永桃子・夏焼雅<Berryz工房>/矢島舞美<℃-ute>/勝田里奈・田村芽実<スマイレージ>/高木紗友希<Juice=Juice>） 20. いざ、進め！Steady go! （オールキャスト） 21. MC 22. おへその国からこんにちは （ハロプロ研修生） 23. MC 24. 笑顔の君は太陽さ （モーニング娘。'14） 25. 有頂天LOVE （Juice=Juice） 26. 初めてを経験中 （Juice=Juice） 27. アジアン セレブレイション （Berryz工房＋モーニング娘。'14＋ハロプロ研修生） 28. 「良い奴」 （スマイレージ） 29. 愛ってもっと斬新 （℃-ute） 30. MC 31. 1億3千万総ダイエット王国 （Berryz工房） 32. 私が言う前に抱きしめなきゃね(MEMORIAL EDIT) （Juice=Juice＋スマイレージ＋ハロプロ研修生） 33. わがまま 気のまま 愛のジョーク （モーニング娘。'14） 34. 世界一HAPPYな女の子 （℃-ute＋Berryz工房＋ハロプロ研修生） 35. MC 36. Happy大作戦 （オールキャスト） Blu-ray特典映像 1月5日(日)[朝公演]より 1. 通学ベクトル☂ （嗣永桃子〈Berryz工房〉） 2. 奇跡の香りダンス。 （鞘師里保〈モーニング娘。'14〉/萩原舞〈℃-ute〉） 3. たんぽぽ （工藤 遥〈モーニング娘。'14〉/清水佐紀〈Berryz工房〉/中西香菜〈スマイレージ〉） 4. チョトマテクダサイ！ （譜久村聖・鈴木香音・飯窪春菜〈モーニング娘。'14〉/ 中島早貴・鈴木愛理〈℃-ute〉/宮崎由加〈Juice=Juice〉） 5. 愛の弾丸 （竹内朱莉〈スマイレージ〉） 6. 会えない長い日曜日 （生田衣梨奈〈モーニング娘。'14〉/嗣永桃子〈Berryz工房〉/植村あかり〈Juice=Juice〉） 7. The 摩天楼ショー （徳永千奈美・須藤茉麻・熊井友理奈〈Berryz工房〉/岡井千聖〈℃-ute〉 /和田彩花・竹内朱莉・勝田里奈〈スマイレージ〉/高木紗友希〈Juice=Juice〉） 8. ロボキッス （佐藤優樹〈モーニング娘。'14〉/田村芽実〈スマイレージ〉） 9. 会いたい 会いたい 会いたいな （石田亜佑美・小田さくら〈モーニング娘。'14〉/夏焼雅 〈Berryz工房〉/福田花音〈スマイレージ〉/金澤朋子〈Juice=Juice〉） 10. スキちゃん （道重さゆみ〈モーニング娘。'14〉/菅谷梨沙子〈Berryz工房〉/矢島舞美 〈℃-ute〉/宮本佳林〈Juice=Juice〉） |                                              |
| |                                              |
| 29 |                                              |
| 『Hello! Project COUNTDOWN PARTY 2013 〜 GOOD BYE & HELLO ! 〜』 2014年5月14日 - DVD・Blu-ray同時発売 |                                              |
| （以下はBlu-rayの収録内容） 【 DISC 1 】 1. OPENING〜MC 2. おへその国からこんにちは （ハロプロ研修生） 3. 天まで登れ！ （ハロプロ研修生） 4. MC 5. イジワルしないで 抱きしめてよ （Juice=Juice） 6. 私が言う前に抱きしめなきゃね(MEMORIAL EDIT) （Juice=Juice） 7. MC 8. こんな私でよかったら （吉川友） 9. ここから始まるんだ！ （吉川友） 10. ええか！？ （スマイレージ） 11. MC 12. ヤッタルチャン （スマイレージ） 13. 「良い奴」 （スマイレージ） 14. 有頂天LOVE （スマイレージ） 15. NEXT MY SELF （真野恵里菜） 16. 元気者で行こう！ （真野恵里菜） 17. MC 18. 赤いフリージア （メロン記念日） 19. This is 運命 （メロン記念日） 20. MC 21. この愛を重ねて （高橋愛/新垣里沙） 22. MC 23. 女と男のララバイゲーム （高橋愛/新垣里沙/道重さゆみ/田中れいな/光井愛佳） 24. みかん （高橋愛/新垣里沙/道重さゆみ/田中れいな/光井愛佳） 25. MC 26. もっとずっと一緒に居たかった （Berryz工房） 27. MC 28. ゴールデン チャイナタウン （Berryz工房） 29. ROCKエロティック （Berryz工房） 30. スッペシャル ジェネレ〜ション （Berryz工房） 31. MC 32. ケンチャナ 〜大丈夫〜 （前田有紀） 33. デコボコセブンティーン （辻希美/嗣永桃子） 34. 鳴り始めた恋のBELL （音楽ガッタス） 35. 浮気なハニーパイ （里田まい/石川梨華/藤本美貴） 36. MC 37. 手紙 （Bitter & Sweet） 38. インストール （Bitter & Sweet） 39. MC 40. 恋☆カナ （久住小春） 41. SAMURAI GIRLS （アップアップガールズ(仮)） 42. チョッパー☆チョッパー （アップアップガールズ(仮)） 43. MC 44. GET （平家みちよ） 45. 悔し涙 ぽろり （中澤裕子） 46. 月と太陽 （太陽とシスコムーン） 47. MC 48. 宇宙でLa Ta Ta （太陽とシスコムーン） 49. Magic of Love （太陽とシスコムーン） 50. What is LOVE？ （モーニング娘。） 51. MC 52. Help me!! （モーニング娘。） 53. ブレインストーミング （モーニング娘。） 54. わがまま 気のまま 愛のジョーク （モーニング娘。） 55. ドッカ～ン カプリッチオ （モーニング娘。） 56. ロマンティック 浮かれモード （藤本美貴） 57. MC 58. 愛ってもっと斬新 （℃-ute） 59. MC 60. 都会の一人暮らし （℃-ute） 61. Crazy 完全な大人 （℃-ute） 62. Kiss me 愛してる （℃-ute） 63. MC〜なんちゃってカウントダウン〜 64. 青空がいつまでも続くような未来であれ！ （オールキャスト） 【 DISC 2 】 1. OPENING〜花と小父さん （堀内孝雄＋安倍なつみ） 2. MC 3. 君のひとみは10000ボルト （堀内孝雄） 4. MC 5. dearest. （松浦亜弥） 6. MC 7. Thanks! （GAM） 8. Bitter & Sweet （Bitter & Sweet） 9. MC 10. 恋する♡エンジェル♡ハート （美勇伝） 11. MC 12. 愛〜スイートルーム〜 （美勇伝） 13. MC 14. I know （松浦亜弥） 15. MC〜2014年カウントダウン〜 16. LOVEマシーン （ドリームモーニング娘。） 17. MC 18. サマーナイトタウン （ドリームモーニング娘。） 19. 恋愛レボリューション21 （ドリームモーニング娘。） 20. 君は自転車 私は電車で帰宅 （℃-ute+金澤朋子） 21. 超HAPPY SONG （Berryz工房×℃-ute） 22. たんぽぽ （タンポポ） 23. モーニングコーヒー （中澤裕子/飯田圭織/安倍なつみ/石黒彩） 24. BABY! 恋に KNOCK OUT! （プッチモニ） 25. MC 26. 880円 （LoVendoЯ） 27. MC 8 28. BINGO （LoVendoЯ） 29. PARTY TIME （ガーディアンズ4） 30. 晴れ 雨 のち スキ♡ （安倍なつみ） 31. MC 32. 愛しき人 （安倍なつみ） 33. HEY!真昼の蜃気楼 （太陽とシスコムーン） 34. MC 35. ガタメキラ （太陽とシスコムーン） 36. ヤング DAYS！！ （THEポッシボー） 37. 全力バンザーイ！My Glory! （THEポッシボー） 38. 恋愛♥ライダー （Buono!） 39. お願い魅惑のターゲット （メロン記念日） 40. MC 41. さぁ！ 恋人になろう （メロン記念日） 42. さあ、早速盛り上げて 行こか〜！！ （メロン記念日） 43. Oh my friends! （LoVendoЯ） 44. MC 45. Real （LoVendoЯ） 46. MC 47. 歩いてる （オールキャスト） |                                              |
| 30 |                                              |
| 『Hello! Project ひなフェス 2014 〜Full コース〜＜メインディッシュはモーニング娘。’14です。＞』 2014年7月30日 - DVD・Blu-ray同時発売 |                                              |
| 【 DISC 1 】 1. OPENING 〜 MC 2. 【℃-ute】アタック映像 3. 心の叫びを歌にしてみた （℃-ute） 4. MC 5. 愛ってもっと斬新 （℃-ute） 6. 【Berryz工房】アタック映像 7. 1億3千万総ダイエット王国 （Berryz工房） 8. MC 9. コイセヨ！ （Berryz工房） 10. 【Juice=Juice】アタック映像 11. 裸の裸の裸のKISS （Juice=Juice） 12. MC 13. イジワルしないで 抱きしめてよ （Juice=Juice） 14. 【スマイレージ】アタック映像 15. ミステリーナイト！ （スマイレージ） 16. MC 17. 「良い奴」 （スマイレージ） 18. 【モーニング娘。'14】アタック映像 19. Password is 0 （モーニング娘。'14） 20. MC 21. 君の代わりは居やしない （モーニング娘。'14） 22. コーナーMC 23. MC 24. Bitter & Sweet （Bitter & Sweet） 25. MC 〜 新ユニットメドレー 26. 木立を抜ける風のように （ODATOMO） 27. Dream Last Train （トリプレット） 28. 嗚呼、素晴らしき日々よ （さとのあかり） 29. 不器用 （LoVendoЯ） 30. BINGO （LoVendoЯ） 31. MC 32. 彼女になりたいっ！！！ （ハロプロ研修生） 33. MC 34. 原色GAL 派手に行くべ！ （竹内朱莉〈スマイレージ〉） 35. オシャレ！ （田村芽実〈スマイレージ〉） 【 DISC 2 】 1. MC(モーニング娘。'14 メインディッシュ) 2. 君さえ居れば何も要らない(updated) （モーニング娘。'14） 3. The 摩天楼ショー （モーニング娘。'14） 4. MC 5. みかん （モーニング娘。'14） 6. ラヴ＆ピィ〜ス！HEROがやって来たっ。 （モーニング娘。'14） 7. MC 8. One･Two･Three(updated) （モーニング娘。'14） 9. MC 10. アレコレしたい! （Juice=Juice） 11. ええか！？ （スマイレージ） 12. Love take it all （℃-ute） 13. 大人なのよ！ （Berryz工房） 14. Help me!!(updated) （モーニング娘。'14） 15. MC 16. 友情 純情 oh 青春 （オールキャスト） 特典映像 ＜メインディッシュはスマイレージとJuice=Juiceです。＞ 1. 【Juice=Juice】アタック映像(メインディッシュ) 2. 裸の裸の裸のKISS （Juice=Juice） 3. MC 4. 五月雨美女がさ乱れる(MEMORIAL EDIT) （Juice=Juice） 5. ロマンスの途中 （Juice=Juice） 6. 私が言う前に抱きしめなきゃね(MEMORIAL EDIT) （Juice=Juice） 7. 【スマイレージ】アタック映像(メインディッシュ) 8. ミステリーナイト！ （スマイレージ） 9. MC(サプライズ) 10. プリーズ ミニスカ ポストウーマン！ （スマイレージ） 11. 恋にBooing ブー！ （スマイレージ） 12. タチアガール （スマイレージ） 13. 有頂天LOVE （スマイレージ） 14. MC 15. おへその国からこんにちは （ハロプロ研修生） 16. MC 17. もしも… （工藤遥〈モーニング娘。'14〉） 18. My alright sky （鈴木愛理〈℃-ute〉） 19. MC 20. JUMP(2012神聖なるVer.) （オールキャスト） |                                              |
| 31 |                                              |
| 『Hello! Project ひなフェス 2014 〜Full コース〜＜メインディッシュは℃-uteです。＞』 2014年7月30日 - DVD・Blu-ray同時発売 |                                              |
| 【 DISC 1 】 1. OPENING 〜 MC 2. 【スマイレージ】アタック映像 3. ミステリーナイト！ （スマイレージ） 4. MC 5. 有頂天LOVE （スマイレージ） 6. 【Juice=Juice】アタック映像 7. 裸の裸の裸のKISS （Juice=Juice） 8. MC 9. 五月雨美女がさ乱れる(MEMORIAL EDIT) （Juice=Juice） 10. 【モーニング娘。'14】アタック映像 11. Password is 0 （モーニング娘。'14） 12. MC 13. What is LOVE? （モーニング娘。'14） 14. 【Berryz工房】アタック映像 15. 1億3千万総ダイエット王国 （Berryz工房） 16. MC 17. もっとずっと一緒に居たかった （Berryz工房） 18. 【℃-ute】アタック映像 19. 心の叫びを歌にしてみた （℃-ute） 20. MC 21. Crazy 完全な大人 （℃-ute） 22. コーナーMC 23. MC 24. インストール （Bitter & Sweet） 25. MC 〜 新ユニットメドレー 26. 木立を抜ける風のように （ODATOMO） 27. Dream Last Train （トリプレット） 28. 嗚呼、素晴らしき日々よ （さとのあかり） 29. 不器用 （LoVendoЯ） 30. BINGO （LoVendoЯ） 31. MC 32. 彼女になりたいっ！！！ （ハロプロ研修生） 33. MC 34. ダイアリー （福田花音〈スマイレージ〉） 35. スクランブル （清水佐紀〈Berryz工房〉） 【 DISC 2 】 1. MC(℃-ute メインディッシュ) 2. 都会っ子 純情(2012神聖なるVer.) （℃-ute） 3. 桜チラリ(2012神聖なるVer.) （℃-ute） 4. MC 5. 美少女心理 （℃-ute） 6. FOREVER LOVE （℃-ute） 7. MC 8. Danceでバコーン！ （℃-ute） 9. MC 10. アレコレしたい! （Juice=Juice） 11. ええか！？ （スマイレージ） 12. Love take it all （℃-ute） 13. 大人なのよ！ （Berryz工房） 14. Help me!!(updated) （モーニング娘。'14） 15. MC 16. 友情 純情 oh 青春 （オールキャスト） 特典映像 ＜メインディッシュはBerryz工房です。＞ 1. MC 2. おへその国からこんにちは （ハロプロ研修生） 3. MC 4. アンブレラ （勝田里奈〈スマイレージ〉） 5. 彼女になりたいっ！！！ （岡井千聖〈℃-ute〉） 6. MC(Berryz工房 メインディッシュ) 7. 恋の呪縛 （Berryz工房） 8. 付き合ってるのに片思い （Berryz工房） 9. MC 10. 桜→入学式 （Berryz工房） 11. CLAP! （Berryz工房） 12. MC 13. ライバル （Berryz工房） 14. MC 15. JUMP(2012神聖なるVer.) （オールキャスト） |                                              |
| 32 |                                              |
| 『Hello! Project 2014 SUMMER 〜KOREZO！・YAPPARI！〜完全版』 2014年11月26日 - DVD・Blu-ray同時発売 |                                              |
| 【 DISC 1 】 Hello! Project 2014 SUMMER〜KOREZO!〜 1. OPENING 2. Password is 0 （モーニング娘。'14） 3. LOVEマシーン(updated) （オールキャスト） 4. MC 5. VTR映像（メンバー紹介） 6. MC 7. Crying （ハロプロ研修生） 8. 時空を超え 宇宙を超え （モーニング娘。'14） 9. ブラックバタフライ （Juice=Juice） 10. 嗚呼 すすきの （スマイレージ） 11. 愛はいつも君の中に （Berryz工房） 12. The Power （℃-ute） 13. MC 14. 誰にもナイショ （Bitter & Sweet） 15. MC 16. アジアン セレブレイション （Berryz工房） 17. 裸の裸の裸のKISS （Juice=Juice） 18. 心の叫びを歌にしてみた （℃-ute） 19. エイティーン エモーション （スマイレージ） 20. わがまま 気のまま 愛のジョーク （モーニング娘。'14） 21. MC 22. 全力バンザーイ！My Glory! （THE ポッシボー） 23. MC 24. 愛の軍団【『KOREZO!』メドレー】 （モーニング娘。'14） 25. WANT!【『KOREZO!』メドレー】 （Berryz工房） 26. イジワルしないで 抱きしめてよ【『KOREZO!』メドレー】 （Juice=Juice） 27. ミステリーナイト！【『KOREZO!』メドレー】 （スマイレージ） 28. 愛ってもっと斬新【『KOREZO!』メドレー】 （℃-ute） 29. MC 〜 ダンスパフォーマンス【『KOREZO!』メドレー】 30. Love take it all【『KOREZO!』メドレー】 （℃-ute） 31. ROCKエロティック【『KOREZO!』メドレー】 （Berryz工房） 32. 私が言う前に抱きしめなきゃね(MEMORIAL EDIT)【『KOREZO!』メドレー】（Juice=Juice） 33. 新しい私になれ！【『KOREZO!』メドレー】 （スマイレージ） 34. What is LOVE?【『KOREZO!』メドレー】 （モーニング娘。'14） 35. MC 36. cha cha SING （オールキャスト） 特典映像 Berryz工房 無期限活動停止発表＆コメント映像 1. チャプター1 2. チャプター2 3. チャプター3 【 DISC 2 】Hello! Project 2014 SUMMER〜YAPPARI!〜 1. OPENING 2. 【メドレー:メンバー紹介】アレコレしたい！/「良い奴」/悲しき雨降り/すっちゃかめっちゃか〜/笑顔の君は太陽さ 3. MC 4. 青春Beatは16 （ハロプロ研修生） 5. MC 6. 夢見る 15歳 （佐藤優樹<モーニング娘。'14>/田村芽実<スマイレージ>/宮本佳林・植村あかり<Juice=Juice>） 7. 五月雨美女がさ乱れる(MEMORIAL EDIT) （譜久村聖・小田さくら<モーニング娘。'14>/徳永千奈美・須藤茉麻<Berryz工房>/萩原舞<℃-ute>） 8. ブスにならない哲学 （石田亜佑美<モーニング娘。'14>/清水佐紀・夏焼雅<Berryz工房>/中島早貴<℃-ute>/福田花音・勝田里奈<スマイレージ>） 9. 君は自転車 私は電車で帰宅 （鈴木香音<モーニング娘。'14>/熊井友理奈・菅谷梨沙子<Berryz工房>/竹内朱莉<スマイレージ>/金澤朋子<Juice=Juice>） 10. MC 11. ゴールデン チャイナタウン （生田衣梨奈・鞘師里保・飯窪春菜<モーニング娘。'14>/矢島舞美 <℃-ute>/和田彩花・中西香菜<スマイレージ>/宮崎由加<Juice=Juice>） 12. Dream Last Train （トリプレット） 13. ♡桃色片想い♡(道重さゆみver.) （道重さゆみ<モーニング娘。'14>/嗣永桃子<Berryz工房>/鈴木愛理<℃-ute>） 14. MC 15. 誰にもナイショ （Bitter & Sweet） 16. MC 17. Help me!! （スマイレージ/Juice=Juice） 18. 1億3千万総ダイエット王国 （モーニング娘。'14） 19. Crazy 完全な大人 （Berryz工房） 20. 私、ちょいとカワイイ裏番長 （℃-ute） 21. MC 22. 木立を抜ける風のように （ODATOMO） 23. BE HAPPY 恋のやじろべえ （譜久村聖<モーニング娘。'14>/嗣永桃子・熊井友理奈<Berryz工房>/福田花音<スマイレージ>） 24. Loving you Too much （工藤遥<モーニング娘。'14>/岡井千聖・萩原舞<℃-ute>/和田彩花・田村芽実<スマイレージ>/宮崎由加・宮本佳林<Juice=Juice>） 25. 嗚呼、素晴らしき日々よ （さとのあかり） 26. やる気! IT'S EASY （道重さゆみ<モーニング娘。'14>/菅谷梨沙子<Berryz工房>） 27. C＼C (シンデレラ＼コンプレックス) （鞘師里保・石田亜佑美 <モーニング娘。'14>/清水佐紀<Berryz工房>/矢島舞美℃-ute>） 28. BE ALL RIGHT! （生田衣梨奈・鈴木香音・飯窪春菜<モーニング娘。'14>/徳永千奈美・須藤茉麻・夏焼雅<Berryz工房>/中島早貴・鈴木愛理<℃-ute>/中西香菜・竹内朱莉<スマイレージ>/高木紗友希<Juice=Juice>） 29. MC 30. なんじゃこりゃ？！ （THE ポッシボー） 31. MC 32. Password is 0 （モーニング娘。'14） 33. 風に吹かれて （Juice=Juice） 34. 地球は今日も愛を育む （スマイレージ） 35. 普通、アイドル10年やってらんないでしょ！？ （Berryz工房） 36. 悲しきヘブン(Single Version) （℃-ute） 37. MC 38. 恋愛レボリューション21(updated) （オールキャスト） |                                              |
| 33 |                                              |
| 『Hello! Project COUNTDOWN PARTY 2014 〜 GOOD BYE & HELLO ! 〜』 2015年4月29日 - DVD・Blu-ray同時発売 |                                              |
| （以下はBlu-rayの収録内容） 【 DISC 1 】 1. OPENING 2. 【Juice=Juice】アタックVTR映像 （Juice=Juice） 3. ロマンスの途中 （Juice=Juice） 4. 裸の裸の裸のKISS （Juice=Juice） 5. MC （Juice=Juice） 6. アレコレしたい！ （Juice=Juice） 7. 伊達じゃないよ うちの人生は （Juice=Juice） 8. 【アンジュルム】アタックVTR映像 （アンジュルム） 9. 夢見る 15歳 （アンジュルム） 10. MC （アンジュルム） 11. ヤッタルチャン （アンジュルム） 12. MC （アンジュルム） 13. 有頂天LOVE （アンジュルム） 14. エイティーン エモーション （アンジュルム） 15. MC 16. 【Bitter & Sweet】アタックVTR映像 （Bitter & Sweet） 17. インストール （Bitter & Sweet） 18. MC （Bitter & Sweet） 19. 恋愛WARS （Bitter & Sweet） 20. MC 21. 【LoVendoЯ】アタックVTR映像 （LoVendoЯ） 22. この世に真実の愛が一つだけあるなら （LoVendoЯ） 23. MC （LoVendoЯ） 24. Stonez!! （LoVendoЯ） 25. ホントノキモチ （LoVendoЯ） 26. イクジナシ （LoVendoЯ） 27. MC 28. 【℃-ute】アタックVTR映像 （℃-ute） 29. 世界一HAPPYな女の子 （℃-ute） 30. MC （℃-ute） 31. かっちょ良い歌 （℃-ute） 32. 愛ってもっと斬新 （℃-ute） 33. 僕らの輝き （℃-ute） 34. MC （℃-ute） 35. THE FUTURE （℃-ute） 36. 【カントリー・ガールズ】アタックVTR映像 （カントリー・ガールズ） 37. 愛おしくってごめんね （カントリー・ガールズ） 38. MC （カントリー・ガールズ） 39. 恋泥棒 （カントリー・ガールズ） 40. 【モーニング娘。'14】アタックVTR映像 （モーニング娘。'14） 41. TIKI BUN （モーニング娘。'14） 42. MC （モーニング娘。'14） 43. 笑顔の君は太陽さ （モーニング娘。'14） 44. 時空を超え 宇宙を超え （モーニング娘。'14） 45. ドッカ〜ン カプリッチオ （モーニング娘。'14） 46. ラヴ＆ピィ〜ス！HEROがやって来たっ。 （モーニング娘。'14） 47. MC （モーニング娘。'14） 48. わがまま 気のまま 愛のジョーク （モーニング娘。'14） 49. MC〜なんちゃってカウントダウン〜 50. LOVEマシーン （オールキャスト） 51. 【アップアップガールズ(仮)】アタックVTR映像 （アップアップガールズ(仮)） 52. 全力！ Pump Up!! （アップアップガールズ(仮)） 53. UPPER ROCK （アップアップガールズ(仮)） 54. ジャンパー！ （アップアップガールズ(仮)） 55. 【吉川友】アタックVTR映像 （吉川友） 56. URAHARA テンプテーション （吉川友） 57. あまいメロディー （吉川友） 58. MC （吉川友） 59. 「すき」の数え方 （吉川友） 60. 【THE ポッシボー】アタックVTR映像 （THE ポッシボー） 61. 全力バンザーイ！My Glory! （THE ポッシボー） 62. 乙女！ Be Ambitious! （THE ポッシボー） 63. さぁ来い！ハピネス！ （THE ポッシボー） 64. 【Berryz工房】アタックVTR映像 （Berryz工房） 65. ハピネス 〜幸福歓迎！〜 （Berryz工房） 66. Be 元気＜成せば成るっ！＞ （Berryz工房） 67. MC （Berryz工房） 68. ロマンスを語って （Berryz工房） 69. 1億3千万総ダイエット王国 （Berryz工房） 70. 愛はいつも君の中に （Berryz工房） 71. MC （Berryz工房） 72. 大人なのよ！ （Berryz工房） 73. 普通、アイドル10年やってらんないでしょ！？ （Berryz工房） 74. 永久の歌 （Berryz工房） 75. 世の中薔薇色 （Berryz工房） 76. 友情 純情 oh 青春 （Berryz工房） 【 DISC 2 】 1. OPENING 2. 【Bitter & Sweet】アタックVTR映像 （Bitter & Sweet） 3. 恋愛WARS （Bitter & Sweet） 4. MC （Bitter & Sweet） 5. 恋心 （Bitter & Sweet） 6. MC 7. 【チーム・負けん気】アタックVTR映像 （チーム・負けん気） 8. 無限、Fly High!! （チーム・負けん気） 9. MC 10. 【THE ポッシボー】アタックVTR映像 （THE ポッシボー） 11. Do Me! Do! （THE ポッシボー） 12. なんじゃこりゃ？！ （THE ポッシボー） 13. MC 14. キャベツ白書〜春編〜 （和田彩花・譜久村聖） 15. MC 16. フォレストタイム （福田花音/飯窪春菜/宮崎由加/金澤朋子） 17. I WISH （オールキャスト） 18. MC〜2015年カウントダウン！〜 （オールキャスト） 19. Danceでバコーン！ （オールキャスト） 20. 偉大な力を！ （℃-ute） 21. MC （℃-ute） 22. 会いたい 会いたい 会いたいな （℃-ute） 23. Kiss me 愛してる （℃-ute） 24. ザ☆トレジャーボックス （℃-ute） 25. MC 26. 【LoVendoЯ】アタックVTR映像 （LoVendoЯ） 27. イクジナシ （LoVendoЯ） 28. MC （LoVendoЯ） 29. Stonez!! （LoVendoЯ） 30. 人生マニアック （LoVendoЯ） 31. MC 32. 【Buono!】アタックVTR映像 （Buono!） 33. 初恋サイダー （Buono!） 34. MC （Buono!） 35. - Winter Story - （Buono!） 36. 恋愛♥ライダー （Buono!） 37. 東京美人 （中澤裕子） 38. Mr.Moonlight〜愛のビッグバンド〜 （吉澤ひとみ＋Hello! Project） 39. でっかい宇宙に愛がある （中澤裕子/吉澤ひとみ＋Hello! Project） 40. MC 41. こんな私でよかったら （吉川友） 42. MC （吉川友） 43. URAHARA テンプテーション （吉川友） 44. Beautiful Dreamer （アップアップガールズ(仮)） 45. MC （アップアップガールズ(仮)） 46. チョッパー☆チョッパー （アップアップガールズ(仮)） 47. スペシャルメドレー （和田彩花/福田花音/譜久村聖/飯窪春菜/宮崎由加/金澤朋子） 48. cha cha SING （Berryz工房） 49. シャイニング パワー （Berryz工房） 50. MC （Berryz工房） 51. スッペシャル ジェネレ〜ション （Berryz工房） 52. すっちゃかめっちゃか〜 （Berryz工房）o 53. 一丁目ロック！ （Berryz工房） 54. ENDING （オールキャスト） 特典映像 1. 愛おしくってごめんね 「神戸国際会館こくさいホール公演」より （カントリー・ガールズ） 2. TIKI BUN 「神戸国際会館こくさいホール公演」より （モーニング娘。'14） 3. 永久の歌 「神戸国際会館こくさいホール公演」より （Berryz工房） 4. 風に吹かれて 「神戸国際会館こくさいホール公演」より （Juice=Juice） 5. 旅立ちの春が来た 「神戸国際会館こくさいホール公演」より （アンジュルム） 6. タチアガール 「神戸国際会館こくさいホール公演」より （オールキャスト） 7. ベーグルにハム＆チーズ 「神戸国際会館こくさいホール公演」より （℃-ute） |                                              |
| 33 |                                              |
| 『Hello! Project 2015 WINTER 〜DANCE MODE！・HAPPY EMOTION！〜完全版』 2015年5月6日 - DVD・Blu-ray同時発売 |                                              |
| 【 DISC 1 】 1. OPENING 2. 【ダンスパフォーマンス】都会っ子 純情(2012神聖なるVer.) ⇒この地球の平和を本気で願ってるんだよ！ ⇒都会の一人暮らし ⇒普通、アイドル10年やってらんないでしょ！？ （オールキャスト） 3. MC 4. VTR映像(メンバー紹介) 5. Say! Hello! （ハロプロ研修生） 6. MC 7. 大器晩成 （アンジュルム） 8. Love together! （Berryz工房） 9. I miss you （℃-ute） 10. TIKI BUN （モーニング娘。'15） 11. 背伸び （Juice=Juice） 12. MC 13. 愛おしくってごめんね （カントリー・ガールズ） 14. MC 15. 行くZYX! FLY HIGH （モーニング娘。'15<12期>/アンジュルム<3期>/カントリー・ガールズ） 16. Say Yeah！-もっとミラクルナイト- （オールキャスト） 17. MC 18. イクジナシ （LoVendoЯ） 19. For the future （LoVendoЯ） 20. MC 21. 女の園 （こぶしファクトリー） 22. 私が言う前に抱きしめなきゃね(MEMORIAL EDIT) （Juice=Juice） 23. 選ばれし私達 （Juice=Juice） 24. ええか！？ （アンジュルム） 25. 新しい私になれ！ （アンジュルム） 26. MC 27. ダンス部 パフォーマンス （ダンス部） 28. One･Two･Three(updated) （モーニング娘。'15） 29. わがまま 気のまま 愛のジョーク （モーニング娘。'15） 30. Love take it all （℃-ute） 31. 会いたい 会いたい 会いたいな （℃-ute） 32. CLAP! （Berryz工房） 33. 雄叫びボーイ WAO! （Berryz工房） 34. 永久の歌 （Berryz工房） 35. MC 36. cha cha SING （オールキャスト） Blu-ray特典映像 1. Say! Hello! （ハロプロ研修生） 2. TIKI BUN （モーニング娘。'15） 3. Love together! （Berryz工房） 4. 次の角を曲がれ （℃-ute） 5. 大器晩成 （アンジュルム） 6. Wonderful World （Juice=Juice） 7. 愛おしくってごめんね （カントリー・ガールズ） 8. 女の園 （こぶしファクトリー） 【 DISC 2 】 1. OPENING 2. 【メドレー】I know⇒ライバル （オールキャスト） 3. MC 4. 「アイドルはロボット」って昭和の話ね （ハロプロ研修生） 5. MC 6. 恋泥棒 （カントリー・ガールズ） 7. 有頂天LOVE （アンジュルム） 8. ワクテカ Take a chance(updated) （モーニング娘。'15） 9. MC 10. 全力バンザーイ！My Glory! （THE ポッシボー） 11. 乙女！ Be Ambitious! （THE ポッシボー） 12. MC 13. Bravo☆Bravo （Buono!） 14. 世の中薔薇色 （飯窪春菜/石田亜佑美<モーニング娘。'15>/田村芽実/室田瑞希<アンジュルム>/金澤朋子< Juice＝Juice>/稲場愛香<カントリー・ガールズ>） 15. ファイティングポーズはダテじゃない！ （こぶしファクトリー） 16. 友情 純情 oh 青春 （Berryz工房/アンジュルム/Juice=Juice） 17. MC 18. イクジナシ （LoVendoЯ） 19. For the future （LoVendoЯ） 20. MC 21. 風に吹かれて （Juice=Juice） 22. 乙女の逆襲 （アンジュルム） 23. TIKI BUN （モーニング娘。'15） 24. ロマンスを語って （Berryz工房） 25. 愛ってもっと斬新 （℃-ute） 26. MC 27. 伊達じゃないよ うちの人生は （Juice=Juice） 28. スキちゃん （アンジュルム） 29. 恋愛レボリューション21(updated) （モーニング娘。'15） 30. 胸さわぎスカーレット （Berryz工房） 31. THE FUTURE （℃-ute） 32. 超WONDERFUL! （℃-ute+オールキャスト） 33. MC 34. JUMP （オールキャスト） Blu-ray特典映像 1. 世の中薔薇色 （矢島舞美<℃-ute>/鈴木香音<モーニング娘。'15>/竹内朱莉・佐々木莉佳子<アンジュルム>/高木紗友希< Juice=Juice>/山木梨沙<カントリー・ガールズ>） |                                              |
| 34 |                                              |
| 『Hello! Project ひなフェス 2015 〜 満開！The Girls' Festival 〜＜アンジュルム＆Juice=Juice プレミアム＞』 2015年7月29日 - DVD・Blu-ray同時発売 |                                              |
| 1. 開演前メイキング 2. OPENING 3. アタックVTR映像【アンジュルム】 （アンジュルム） 4. 乙女の逆襲 （アンジュルム） 5. MC （アンジュルム） 6. 夢見る 15歳 （アンジュルム） 7. 地球は今日も愛を育む （アンジュルム） 8. アタックVTR映像【Juice=Juice】 （Juice=Juice） 9. Wonderful World （Juice=Juice） 10. MC （Juice=Juice） 11. Ça va ? Ça va ? (サヴァサヴァ) （Juice=Juice） 12. 伊達じゃないよ うちの人生は （Juice=Juice） 13. MC 14. 天まで登れ！ （ハロプロ研修生） 15. 彼女になりたいっ！！！ （ハロプロ研修生） 16. アタックVTR映像【カントリー・ガールズ】 （カントリー・ガールズ） 17. MC （カントリー・ガールズ） 18. 愛おしくってごめんね （カントリー・ガールズ） 19. MC （カントリー・ガールズ） 20. 初めてのハッピーバースディ！ （カントリー・ガールズ） 21. アタックVTR映像【モーニング娘。'15】 （モーニング娘。'15） 22. 青春小僧が泣いている （モーニング娘。'15） 23. MC （モーニング娘。'15） 24. 夕暮れは雨上がり （モーニング娘。'15） 25. アタックVTR映像【℃-ute】 （℃-ute） 26. The Middle Management〜女性中間管理職〜 （℃-ute） 27. MC （℃-ute） 28. Kiss me 愛してる （℃-ute） 29. MC 30. 桜ナイトフィーバー （オールキャスト） 31. MC 32. 全力！ Pump Up!! （ゲスト:アップアップガールズ(仮)） 33. MC （ゲスト:アップアップガールズ(仮)） 34. 美女の野獣 （ゲスト:アップアップガールズ(仮)） 35. MC 36. 抱いてよ！ PLEASE GO ON （まりあん♡LOVEりん(牧野真莉愛<モーニング娘。'15>)） 37. 好きすぎて バカみたい （はがたむ(田村芽実<アンジュルム>/羽賀朱音<モーニング娘。'15>)） 38. たんぽぽ （鈴木香音にピーベリーを添えて(和田彩花<アンジュルム>/鞘師里保・鈴木香音<モーニング娘。'15>)） 39. MC 40. 恋泥棒 （カントリー・ガールズ） 41. One・Two・Three(updated) （モーニング娘。'15） 42. 次の角を曲がれ （℃-ute） 43. MC 44. ロマンスの途中 （Juice=Juice） 45. 裸の裸の裸のKISS （Juice=Juice） 46. 五月雨美女がさ乱れる(MEMORIAL EDIT) （Juice=Juice） 47. エイティーン エモーション （アンジュルム） 48. 有頂天LOVE （アンジュルム） 49. 大器晩成 （アンジュルム） 50. MC 51. ショートカット （オールキャスト） 52. 終演後メイキング Blu-ray特典映像 1. 特典映像＜メイキング映像＞ |                                              |
| 35 |                                              |
| 『Hello! Project ひなフェス 2015 〜 満開！The Girls' Festival 〜＜モーニング娘。'15 プレミアム＞』 2015年7月29日 - DVD・Blu-ray同時発売 |                                              |
| 1. 開演前メイキング 2. OPENING 3. アタックVTR映像【モーニング娘。'15】 （モーニング娘。'15） 4. 青春小僧が泣いている （モーニング娘。'15） 5. MC （モーニング娘。'15） 6. 夕暮れは雨上がり （モーニング娘。'15） 7. TIKI BUN （モーニング娘。'15） 8. MC 9. 天まで登れ！ （ハロプロ研修生） 10. 青春Beatは16 （ハロプロ研修生） 11. アタックVTR映像【カントリー・ガールズ】 （カントリー・ガールズ） 12. MC （カントリー・ガールズ） 13. 愛おしくってごめんね （カントリー・ガールズ） 14. MC （カントリー・ガールズ） 15. 初めてのハッピーバースディ！ （カントリー・ガールズ） 16. アタックVTR映像【Juice=Juice】 （Juice=Juice） 17. Wonderful World （Juice=Juice） 18. MC （Juice=Juice） 19. Ça va ? Ça va ? (サヴァサヴァ) （Juice=Juice） 20. アタックVTR映像【アンジュルム】 （アンジュルム） 21. 乙女の逆襲 （アンジュルム） 22. MC （アンジュルム） 23. 旅立ちの春が来た （アンジュルム） 24. アタックVTR映像【℃-ute】 （℃-ute） 25. The Middle Management〜女性中間管理職〜 （℃-ute） 26. MC （℃-ute） 27. 都会っ子 純情(2012神聖なるVer.) （℃-ute） 28. MC 29. 桜ナイトフィーバー （オールキャスト） 30. MC 31. スタート （ゲスト:THE ポッシボー） 32. MC （ゲスト:THE ポッシボー） 33. 全力バンザーイ！My Glory! （ゲスト:THE ポッシボー） 34. MC 35. 元気者で行こう！ （小関ING(小関舞<カントリー・ガールズ>)） 36. 友情〜心のブスにはならねぇ！〜 （ハミーズ(工藤遥<モーニング娘。'15>/室田瑞希<アンジュルム>)） 37. 紫陽花アイ愛物語 （パティスリー(飯窪春菜＜モーニング娘。'15＞/植村あかり＜Juice=Juice＞ /島村嬉唄＜カントリー・ガールズ＞)） 38. MC 39. 恋泥棒 （カントリー・ガールズ） 40. イジワルしないで 抱きしめてよ （Juice=Juice） 41. 大器晩成 （アンジュルム） 42. 次の角を曲がれ （℃-ute） 43. MC 44. 時空を超え 宇宙を超え （モーニング娘。'15） 45. ワクテカ Take a chance(updated) （モーニング娘。'15） 46. わがまま 気のまま 愛のジョーク （モーニング娘。'15） 47. ブレインストーミング(updated) （モーニング娘。'15） 48. One・Two・Three(updated) （モーニング娘。'15） 49. 恋愛レボリューション21(updated) （モーニング娘。'15） 50. ドッカ〜ン カプリッチオ （モーニング娘。'15） 51. MC 52. The 摩天楼ショー （オールキャスト） 53. 終演後メイキング Blu-ray特典映像 1. 特典映像＜メイキング映像＞ |                                              |
| 36 |                                              |
| 『Hello! Project ひなフェス 2015 〜 満開！The Girls' Festival 〜＜℃-ute プレミアム＞』 2015年7月29日 - DVD・Blu-ray同時発売 |                                              |
| 1. 開演前メイキング 2. OPENING 3. アタックVTR映像【℃-ute】 （℃-ute） 4. The Middle Management〜女性中間管理職〜 （℃-ute） 5. MC （℃-ute） 6. 次の角を曲がれ （℃-ute） 7. ★憧れ My STAR★ （℃-ute） 8. MC 9. 天まで登れ！ （ハロプロ研修生） 10. Crying （ハロプロ研修生） 11. アタックVTR映像【カントリー・ガールズ】 （カントリー・ガールズ） 12. MC （カントリー・ガールズ） 13. 愛おしくってごめんね （カントリー・ガールズ） 14. MC （カントリー・ガールズ） 15. 初めてのハッピーバースディ！ （カントリー・ガールズ） 16. アタックVTR映像【Juice=Juice】 （Juice=Juice） 17. Wonderful World （Juice=Juice） 18. MC （Juice=Juice） 19. Ça va ? Ça va ? (サヴァサヴァ) （Juice=Juice） 20. アタックVTR映像【アンジュルム】 （アンジュルム） 21. 乙女の逆襲 （アンジュルム） 22. MC （アンジュルム） 23. タチアガール （アンジュルム） 24. アタックVTR映像【モーニング娘。'15】 （モーニング娘。'15） 25. 青春小僧が泣いている （モーニング娘。'15） 26. MC （モーニング娘。'15） 27. 夕暮れは雨上がり （モーニング娘。'15） 28. MC 29. 桜ナイトフィーバー （オールキャスト） 30. MC 31. こんな私でよかったら （ゲスト:吉川友） 32. MC （ゲスト:吉川友） 33. URAHARA テンプテーション （ゲスト:吉川友） 34. MC 35. さくら満開 （キラーン聖(譜久村聖<モーニング娘。'15>)） 36. DANCE&CHANCE （伊達姉妹(石田亜佑美<モーニング娘。'15>/佐々木莉佳子<アンジュルム>)） 37. かわいい彼 （SYS(中島早貴＜℃-ute＞/宮崎由加・高木紗友希＜Juice=Juice＞)） 38. MC 39. 恋泥棒 （カントリー・ガールズ） 40. イジワルしないで 抱きしめてよ （Juice=Juice） 41. 大器晩成 （アンジュルム） 42. One・Two・Three(updated) （モーニング娘。'15） 43. MC 44. 大きな愛でもてなして （℃-ute） 45. 「愛はいつもいつも」 （℃-ute） 46. ひとり占めしたかっただけなのに （℃-ute） 47. Midnight Temptation （℃-ute） 48. Danceでバコーン！ （℃-ute） 49. 我武者LIFE （℃-ute） 50. 僕らの輝き （℃-ute） 51. MC 52. めぐる恋の季節 （オールキャスト） 53. 終演後メイキング Blu-ray特典映像 1. 特典映像＜メイキング映像＞ |                                              |
| 37 |                                              |
| 『Hello! Project 2015 SUMMER 〜DISCOVERY・CHALLENGER〜』 2015年11月11日 - DVD・Blu-ray同時発売 |                                              |
| 【 DISC 1 】Hello! Project 2015 SUMMER 〜DISCOVERY〜 1. OPENING 2. 恋愛ハンター(updated)⇒ 【ダンスパフォーマンス】 ⇒ブスにならない哲学 （オールキャスト） 3. MC 4. メンバー紹介VTR 5. Crying （ハロプロ研修生） 6. 青春まんまんなか！ （つばきファクトリー） 7. ラーメン大好き小泉さんの唄 （こぶしファクトリー） 8. わかっているのにごめんね （カントリー・ガールズ） 9. MC 10. 赤いフリージア （鈴木愛理<℃-ute>/鈴木香音<モーニング娘。'15>/和田彩花<アンジュルム>/田口夏実<こぶしファクトリー>） 11. 生まれたてのBaby Love （Juice=Juice） 12. 乙女の逆襲 （アンジュルム） 13. Oh my wish! （モーニング娘。'15） 14. The Middle Management〜女性中間管理職〜 （℃-ute） 15. 伊達じゃないよ うちの人生は （Juice=Juice） 16. 七転び八起き （アンジュルム） 17. 青春小僧が泣いている （モーニング娘。'15） 18. 我武者LIFE （℃-ute） 19. Danceでバコーン！ （オールキャスト） 20. MC 21. ジリリ キテル （つばきファクトリー） 22. ドスコイ！ケンキョにダイタン （こぶしファクトリー） 23. ためらい サマータイム （カントリー・ガールズ） 24. MC 25. 【Kanon memorial medley 2004〜2015】 大きな愛でもてなして⇒安心感⇒夢見る 15歳 （福田花音＜アンジュルム＞ with ℃-ute/with 嗣永桃子＜カントリー・ガールズ＞/with 和田彩花＜アンジュルム＞） 26. 私、ちょいとカワイイ裏番長 （アンジュルム） 27. スカッとMy Heart （モーニング娘。'15） 28. CHOICE & CHANCE （Juice=Juice） 29. ザ☆トレジャーボックス （℃-ute） 30. ロマンスの途中 （Juice=Juice） 31. 大器晩成 （アンジュルム） 32. Kiss me 愛してる （℃-ute） 33. What is LOVE? （モーニング娘。'15） 34. MC 35. Wonderful World （オールキャスト） 特典映像 1. C＼C (シンデレラ＼コンプレックス) （岡井千聖＜℃-ute＞/佐藤優樹＜モーニング娘。'15＞/金澤朋子＜Juice＝Juice＞/井上玲音＜こぶしファクトリー＞/岸本ゆめの＜つばきファクトリー＞） 2. 赤い日記帳 （小田さくら<モーニング娘。'15>/中西香菜<アンジュルム > /嗣永桃子<カントリー・ガールズ>/広瀬彩海<こぶしファクトリー>） 【 DISC 2 】Hello! Project 2015 SUMMER 〜CHALLENGER〜 1. OPENING 2. 【メドレー】大器晩成⇒Love take it all⇒大器晩成 （オールキャスト） 3. MC 4. メンバー紹介VTR 5. おへその国からこんにちは （ハロプロ研修生） 6. 青春まんまんなか！ （つばきファクトリー） 7. ラーメン大好き小泉さんの唄 （こぶしファクトリー） 8. わかっているのにごめんね （カントリー・ガールズ） 9. MC 10. 今すぐ飛び込む勇気 （モーニング娘。'15） 11. GIRLS BE AMBITIOUS （Juice=Juice） 12. 魔法使いサリー （アンジュルム） 13. 次の角を曲がれ （℃-ute） 14. 【アクロバット&ダンスパフォーマンス】 15. MC 16. ヒロインになろうか！ （つばきファクトリー） 17. ROCKエロティック （こぶしファクトリー+つばきファクトリー） 18. ドスコイ！ケンキョにダイタン （こぶしファクトリー） 19. 念には念(念入りVer.) （こぶしファクトリー） 20. 初めてのハッピーバースディ！ ⇒浮気なハニーパイ （カントリー・ガールズ） 21. ためらい サマータイム （カントリー・ガールズ） 22. MC 23. 【ダンスパフォーマンス】 24. イジワルしないで 抱きしめてよ ⇒私が言う前に抱きしめなきゃね （Juice=Juice） 25. 選ばれし私達 （Juice=Juice） 26. ミステリーナイト！ ⇒好きよ、純情反抗期。 （アンジュルム） 27. 臥薪嘗胆 （アンジュルム） 28. Help me!!(updated) ⇒One･Two･Three(updated) （モーニング娘。'15） 29. Password is 0 （モーニング娘。'15） 30. 都会っ子 純情(2012神聖なるVer.) ⇒Crazy 完全な大人 （℃-ute） 31. いざ、進め！ Steady go! （℃-ute） 32. MC 33. そうだ！We're ALIVE(updated) （オールキャスト） |                                              |
| 38 |                                              |
| 『Hello! Project COUNTDOWN PARTY 2015 〜 GOOD BYE & HELLO ! 〜』 2016年4月6日 - 鞘師里保卒業コンサート - DVD・Blu-ray同時発売 |                                              |
| （以下はBlu-rayの収録内容） 【 DISC 1 】 1. OPENING 2. 青春まんまんなか！ （つばきファクトリー） 3. MC 4. 気高く咲き誇れ！ （つばきファクトリー） 5. 念には念(念入りVer.) （こぶしファクトリー） 6. This is 運命 （こぶしファクトリー） 7. MC 8. ラーメン大好き小泉さんの唄 （こぶしファクトリー） 9. ドスコイ！ケンキョにダイタン （こぶしファクトリー） 10. MC 11. Next is you! （NEXT YOU） 12. MC 13. 大人の事情 （NEXT YOU） 14. わかっているのにごめんね （カントリー・ガールズ） 15. MC 16. キスより先にできること （カントリー・ガールズ） 17. 恋泥棒 （カントリー・ガールズ） 18. MC 19. 愛おしくってごめんね （カントリー・ガールズ） 20. MC 21. キャベツ白書〜春編〜 （ピーベリー） 22. 愛・愛・傘 （Juice=Juice） 23. スクランブル （Juice=Juice） 24. MC 25. Wonderful World （Juice=Juice） 26. CHOICE & CHANCE （Juice=Juice） 27. GIRLS BE AMBITIOUS （Juice=Juice） 28. MC 29. 出すぎた杭は打たれない （アンジュルム） 30. MC 31. 七転び八起き （アンジュルム） 32. 乙女の逆襲 （アンジュルム） 33. ドンデンガエシ （アンジュルム） 34. 大器晩成 （アンジュルム） 35. MC 36. The Middle Management〜女性中間管理職〜 （℃-ute） 37. 次の角を曲がれ （℃-ute） 38. MC 39. 嵐を起こすんだ Exciting Fight! （℃-ute） 40. 情熱エクスタシー （℃-ute） 41. アイアンハート （℃-ute） 42. MC 43. ありがとう〜無限のエール〜 （℃-ute） 44. 我武者LIFE （℃-ute） 45. MC 46. One and Only （モーニング娘。'15） 47. 冷たい風と片思い （モーニング娘。'15） 48. 青春小僧が泣いている （モーニング娘。'15） 49. MC 50. 夕暮れは雨上がり （モーニング娘。'15） 51. イマココカラ （モーニング娘。'15） 52. Oh my wish! （モーニング娘。'15） 53. スカッとMy Heart （モーニング娘。'15） 54. 今すぐ飛び込む勇気 （モーニング娘。'15） 55. MC 56. 女と男のララバイゲーム （モーニング娘。'15） 57. OK YEAH! （モーニング娘。'15） 58. MC 59. One･Two･Three(updated) （モーニング娘。'15） 60. 鞘師里保 モーニング娘。'15 卒業セレモニー （モーニング娘。'15） 61. ENDLESS SKY （モーニング娘。'15） 62. Go Girl 〜恋のヴィクトリー〜 （モーニング娘。'15） 【 DISC 2 】 1. OPENING 2. 初めてのハッピーバースディ！ （カントリー・ガールズ） 3. MC 4. 恋泥棒 （カントリー・ガールズ） 5. 浮気なハニーパイ （カントリー・ガールズ） 6. ショートカット （アンジュルム） 7. MC 8. 有頂天LOVE （アンジュルム） 9. 涙GIRL （アンジュルム） 10. MC 11. インストール （Bitter & Sweet） 12. MC 13. ハレルヤ （Bitter & Sweet） 14. MC 15. 天まで登れ！ （譜久村聖/和田彩花/竹内朱莉/金澤朋子/高木紗友希/山木梨沙/稲場愛香） 16. MC〜2016年カウントダウン〜 17. 超HAPPY SONG （オールキャスト） 18. MC 19. HOW DO YOU LIKE JAPAN？〜日本はどんな感じでっか？〜 （高橋愛/新垣里沙/光井愛佳＋譜久村聖/生田衣梨奈/飯窪春菜/石田亜佑美） 20. リゾナント ブルー （高橋愛/新垣里沙/光井愛佳＋譜久村聖/生田衣梨奈/飯窪春菜/石田亜佑美） 21. MC 22. なんちゃって恋愛 （高橋愛/新垣里沙/光井愛佳＋譜久村聖/生田衣梨奈/飯窪春菜/石田亜佑美） 23. 気まぐれプリンセス （高橋愛/新垣里沙/光井愛佳＋譜久村聖/生田衣梨奈/飯窪春菜/石田亜佑美） 24. MC 25. みかん （高橋愛/新垣里沙/光井愛佳＋譜久村聖/生田衣梨奈/飯窪春菜/石田亜佑美） 26. MC 27. 恋愛♥ライダー （Buono!） 28. ロッタラ ロッタラ （Buono!） 29. MC 30. MY BOY （Buono!） 31. カタオモイ。 （Buono!） 32. 初恋サイダー （Buono!） 33. MC 34. - Winter Story - （Buono!） 35. Kiss!Kiss!Kiss! （Buono!） 36. MC 37. ライバル （生田衣梨奈/飯窪春菜/石田亜佑美/中西香菜/宮崎由加） 38. 鳴り始めた恋のBELL （Juice=Juice） 39. MC 40. 生まれたてのBaby Love （Juice=Juice） 41. MC 42. 都会っ子 純情(2012神聖なるVer.) （℃-ute） 43. まっさらブルージーンズ(2012神聖なるVer.) （℃-ute） 44. Please, love me more! （℃-ute） 45. MC 46. 心の叫びを歌にしてみた （℃-ute） 47. 誰にも内緒の恋しているの （℃-ute） 48. FOREVER LOVE （℃-ute） 49. Kiss me 愛してる （℃-ute） 50. Danceでバコーン！ （℃-ute） 51. MC 52. アイアンハート （℃-ute） 53. 世界一HAPPYな女の子 （℃-ute） 54. JUMP （℃-ute） 55. ENDING （オールキャスト） |                                              |
| 39 |                                              |
| 『Hello! Project 2016 WINTER 〜 DANCING！SINGING！EXCITING！〜』 2016年4月27日 - DVD・Blu-ray同時発売 |                                              |
| 【 DISC 1 】 1. OPENING 2. 負けるな わっしょい！ （オールキャスト） 3. MC 4. メンバー紹介VTR 5. 白いTOKYO （ハロプロ研修生） 6. Next is you! （NEXT YOU） 7. 気高く咲き誇れ！ （つばきファクトリー） 8. ドスコイ！ケンキョにダイタン （こぶしファクトリー） 9. ブギウギLOVE （カントリー・ガールズ） 10. 出すぎた杭は打たれない （アンジュルム） 11. 冷たい風と片思い （モーニング娘。'16） 12. ありがとう〜無限のエール〜 （℃-ute） 13. LALALA 幸せの歌 （オールキャスト） 14. MC(ハロプロなう！) 15. デコボコセブンティーン （田村芽実/宮本佳林） 16. SEXY NIGHT〜忘れられない彼〜 （鈴木愛理/石田亜佑美/竹内朱莉/広瀬彩海/小片リサ） 17. BE HAPPY 恋のやじろべえ （萩原舞/野中美希/佐々木莉佳子/谷本安美） 18. Thanks! （矢島舞美/和田彩花） 19. MC 20. cha cha SING （こぶしファクトリー/つばきファクトリー） 21. 悲しき雨降り （Juice=Juice/カントリー・ガールズ） 22. 念には念(念入りVer.) （アンジュルム） 23. ミステリーナイト！ （モーニング娘。'16） 24. 泣いちゃうかも （℃-ute） 25. MC 【 DISC 2 】 1. ダンス部パフォーマンス 2. カラダだけが大人になったんじゃない （Juice=Juice） 3. ドンデンガエシ （アンジュルム） 4. One and Only （モーニング娘。'16） 5. 嵐を起こすんだ Exciting Fight! （℃-ute） 6. 愛おしくってごめんね （カントリー・ガールズ） 7. 青春まんまんなか！ （つばきファクトリー） 8. 桜ナイトフィーバー （こぶしファクトリー） 9. Magic of Love (J=J 2015Ver.) （Juice=Juice） 10. 友よ （アンジュルム） 11. ENDLESS SKY （モーニング娘。'16） 12. MC 13. ALL FOR ONE & ONE FOR ALL! （オールキャスト） Blu-ray特典映像 1. 桃色スパークリング 2016年1月10日(日)昼公演シャッフルコーナー （野村みな美/井上玲音/山岸理子/岸本ゆめの） 2. Loving you Too much 2016年1月10日(日)昼公演シャッフルコーナー （中島早貴/生田衣梨奈/羽賀朱音/室田瑞希/上國料萌衣/稲場愛香/浜浦彩乃） 3. ヤッタルチャン 2016年1月10日(日)昼公演シャッフルコーナー （岡井千聖/飯窪春菜/尾形春水/植村あかり/船木結/田口夏実） 4. ロマンティック 浮かれモード 2016年1月10日(日)昼公演シャッフルコーナー （嗣永桃子/譜久村聖） 5. 印象派 ルノアールのように 2016年1月5日(火)公演シャッフルコーナー （小田さくら/中西香菜/金澤朋子/小川麗奈） 6. だって 生きてかなくちゃ 2016年1月5日(火)公演シャッフルコーナー （工藤遥/宮崎由加/山木梨沙/新沼希空） 7. お願い魅惑のターゲット 2016年1月5日(火)公演シャッフルコーナー （牧野真莉愛/勝田里奈/小関舞/浅倉樹々） 8. やったろうぜ！ 2016年1月5日(火)公演シャッフルコーナー （鈴木香音/佐藤優樹/相川茉穂/高木紗友希/森戸知沙希/梁川奈々美/藤井梨央/和田桜子） |                                              |
| 40 |                                              |
| 『Hello! Project ひなフェス 2016 ＜モーニング娘。'16 プレミアム＞』 2016年7月13日 - DVD・Blu-ray同時発売 |                                              |
| 【 DISC 1 】モーニング娘。'16 プレミアム 1. OPENING 2. Tokyoという片隅 （モーニング娘。'16） 3. MC 4. HOW DO YOU LIKE JAPAN？〜日本はどんな感じでっか？〜 （モーニング娘。'16） 5. ドッカ〜ン カプリッチオ （モーニング娘。'16） 6. MC 7. 彼女になりたいっ！！！ （ハロプロ研修生） 8. キャベツ白書〜春編〜 （つばきファクトリー） 9. MC 10. 気高く咲き誇れ！ （つばきファクトリー） 11. 恋泥棒 （カントリー・ガールズ） 12. MC 13. ランラルン〜あなたに夢中〜 （カントリー・ガールズ） 14. 大人の事情 （NEXT YOU） 15. MC 16. Next is you! （NEXT YOU） 17. 次々続々 （アンジュルム） 18. MC 19. ドンデンガエシ （アンジュルム） 20. 人生はSTEP! （℃-ute） 21. MC 22. The Middle Management〜女性中間管理職〜 （℃-ute） 23. チョット愚直に！猪突猛進 （こぶしファクトリー） 24. MC 25. 桜ナイトフィーバー （こぶしファクトリー） 26. リゾナント ブルー （高木紗友希） 27. 恋愛戦隊シツレンジャー （trugranful(中西香菜/田村芽実/宮本佳林)） 28. MC 29. 恋のダンスサイト （こぶしファクトリー/つばきファクトリー） 30. 愛の軍団 （Juice=Juice/カントリー・ガールズ） 31. シャボン玉 （アンジュルム） 32. 浪漫 〜MY DEAR BOY〜 （℃-ute） 33. MC 34. ENDLESS SKY （モーニング娘。'16） 35. 晴れ 雨 のち スキ♡ （モーニング娘。'16） 36. SEXY BOY〜そよ風に寄り添って〜 （モーニング娘。'16） 37. わがまま 気のまま 愛のジョーク （モーニング娘。'16） 38. What is LOVE? （モーニング娘。'16） 39. MC 40. この地球の平和を本気で願ってるんだよ！ （オールキャスト） 【 DISC 2 】Juice=Juice+カントリー・ガールズ プレミアム 1. 世の中薔薇色 （譜久村聖） 2. 恋をしちゃいました！ （あああぁ(鈴木愛理/羽賀朱音/植村あかり/浜浦彩乃)） 3. 初めてのハッピーバースディ！ （こぶしファクトリー/つばきファクトリー） 4. 恋人は心の応援団 （アンジュルム） 5. ブギウギLOVE （カントリー・ガールズ） 6. わかっているのにごめんね （カントリー・ガールズ） 7. 愛おしくってごめんね （カントリー・ガールズ） 8. イジワルしないで 抱きしめてよ （モーニング娘。'16） 9. 私が言う前に抱きしめなきゃね （℃-ute） 10. 愛のダイビング （Juice=Juice） 11. GIRLS BE AMBITIOUS （Juice=Juice） 12. CHOICE & CHANCE （Juice=Juice） 13. 五月雨美女がさ乱れる （Juice=Juice） 14. 浮気なハニーパイ〜Wonderful World （オールキャスト） Blu-ray特典映像 1. メイキング映像 |                                              |
| 41 |                                              |
| 『Hello! Project ひなフェス 2016 ＜℃-ute プレミアム＞』 2016年7月13日 - DVD・Blu-ray同時発売 |                                              |
| 【 DISC 1 】℃-ute プレミアム 1. OPENING 2. 人生はSTEP! （℃-ute） 3. MC 4. The Middle Management〜女性中間管理職〜 （℃-ute） 5. 嵐を起こすんだ Exciting Fight！ （℃-ute） 6. MC 7. おへその国からこんにちは （ハロプロ研修生） 8. キャベツ白書〜春編〜 （つばきファクトリー） 9. MC 10. 気高く咲き誇れ！ （つばきファクトリー） 11. Tokyoという片隅 （モーニング娘。'16） 12. MC 13. HOW DO YOU LIKE JAPAN？〜日本はどんな感じでっか？〜 （モーニング娘。'16） 14. 恋泥棒 （カントリー・ガールズ） 15. MC 16. ランラルン〜あなたに夢中〜 （カントリー・ガールズ） 17. 大人の事情 （NEXT YOU） 18. MC 19. Next is you! （NEXT YOU） 20. 次々続々 （アンジュルム） 21. MC 22. ドンデンガエシ （アンジュルム） 23. MC 24. One･Two･Three(updated) （モーニング娘。'16） 25. チョット愚直に！猪突猛進 （こぶしファクトリー） 26. MC 27. 桜ナイトフィーバー （オールキャスト） 28. Take off is now! （和田彩花） 29. BE ALL RIGHT! （6パック(矢島舞美/石田亜佑美/工藤遥/尾形春水/勝田里奈/岸本ゆめの)） 30. MC 31. 即 抱きしめて （こぶしファクトリー/つばきファクトリー） 32. 都会っ子 純情 （Juice=Juice/カントリー・ガールズ） 33. Bye Bye Bye! （アンジュルム） 34. THE FUTURE （モーニング娘。'16） 35. MC 36. 情熱エクスタシー （℃-ute） 37. Kiss me 愛してる （℃-ute） 38. ひとり占めしたかっただけなのに （℃-ute） 39. Danceでバコーン！ （℃-ute） 40. JUMP （℃-ute） 41. MC 42. 桜チラリ （オールキャスト） 【 DISC 2 】アンジュルム+こぶしファクトリー プレミアム 1. 桜→入学式 （小川麗奈） 2. 会えない長い日曜日 （つぼみファクトリー(上國料萌衣/野村みな美/田口夏実/井上玲音/新沼希空)） 3. ドスコイ！ケンキョにダイタン （Juice=Juice） 4. ラーメン大好き小泉さんの唄 （モーニング娘。'16） 5. 押忍！こぶし魂 （こぶしファクトリー） 6. 恋の呪縛 （こぶしファクトリー） 7. 一丁目ロック！ （こぶしファクトリー） 8. スキちゃん （カントリー・ガールズ/つばきファクトリー） 9. 七転び八起き （℃-ute） 10. 恋ならとっくに始まってる （アンジュルム） 11. 臥薪嘗胆 （アンジュルム） 12. 出すぎた杭は打たれない （アンジュルム） 13. 私、ちょいとカワイイ裏番長 （アンジュルム） 14. 念には念(念入りVer.)〜大器晩成 （オールキャスト） Blu-ray特典映像 1. メイキング映像 |                                              |
| 42 |                                              |
| 『Hello! Project 2016 SUMMER 〜 Sunshine Parade 〜・〜 Rainbow Carnival 〜』 2016年11月23日 - DVD・Blu-ray同時発売 |                                              |
| 【 DISC 1 】〜 Sunshine Parade 〜 1. OPENING 2. GOOD BYE 夏男 （オールキャスト） 3. MC 〜 VTR 4. Hello! まっさらの自分 （ハロプロ研修生） 5. 私がオバさんになっても （つばきファクトリー） 6. オラはにんきもの （こぶしファクトリー） 7. どーだっていいの （カントリー・ガールズ） 8. Dream Road〜心が躍り出してる〜 （Juice=Juice） 9. 糸島Distance （アンジュルム） 10. The Vision （モーニング娘。'16） 11. Summer Wind （℃-ute） 12. MC 13. 真夏の光線 （佐藤優樹/小田さくら/尾形春水/野中美希/相川茉穂/藤井梨央/広瀬彩海/谷本安美） 14. ちょこっとLOVE （工藤遥/上國料萌衣/新沼希空） 15. MC 16. 五月雨美女がさ乱れる （こぶしファクトリー/つばきファクトリー） 17. Crazy 完全な大人 （カントリー・ガールズ） 18. 臥薪嘗胆 （Juice=Juice） 19. チョット愚直に！猪突猛進 （アンジュルム） 20. 愛おしくってごめんね （モーニング娘。'16） 21. サマーナイトタウン （℃-ute） 22. MC 23. Dance Performance 24. 如雨露 （Juice=Juice） 25. 大器晩成 （アンジュルム） 26. Tokyoという片隅 （モーニング娘。'16） 27. 何故 人は争うんだろう？ （℃-ute） 28. 独り占め （つばきファクトリー） 29. MC 30. サンバ！こぶしジャネイロ （こぶしファクトリー） 31. リズムが呼んでいるぞ！ （カントリー・ガールズ） 32. KEEP ON 上昇志向！！ （Juice=Juice） 33. 次々続々 （アンジュルム） 34. シャボン玉 （モーニング娘。'16） 35. 嵐を起こすんだ Exciting Fight! （℃-ute） 36. MC 37. 泡沫サタデーナイト！ （オールキャスト） 特典映像 1. I WISH （小川麗奈/浜浦彩乃/岸本ゆめの/ハロプロ研修生） 2. 告白記念日 （森戸知沙希/野村みな美/田口夏実/浅倉樹々） 3. トロピカ〜ル恋して〜る （佐々木莉佳子/井上玲音） 4. 悔し涙 ぽろり （牧野真莉愛） 【 DISC 2 】〜 Rainbow Carnival〜 1. VTR 2. 一尺玉でぶっ放せ！ （ハロプロ研修生） 3. MC 4. ドットビキニ （萩原舞/譜久村聖/飯窪春菜/勝田里奈/金澤朋子/植村あかり/小関舞/梁川奈々美） 5. 初恋サイダー （中島早貴/尾形春水/室田瑞希/上國料萌衣/広瀬彩海/新沼希空） 6. 赤い日記帳⇒青いスポーツカーの男 （矢島舞美/和田彩花/金澤朋子/小川麗奈 ⇒石田亜佑美/竹内朱莉/小関舞/野村みな美） 7. MC 8. 独り占め （つばきファクトリー） 9. 押忍！こぶし魂 （こぶしファクトリー） 10. VIVA!!薔薇色の人生 （カントリー・ガールズ） 11. Dream Road〜心が躍り出してる〜 （Juice=Juice） 12. 次々続々 （アンジュルム） 13. 君の代わりは居やしない （モーニング娘。'16） 14. ありがとう〜無限のエール〜 （℃-ute） 15. MC 16. オシャレ！ （鈴木愛理/小田さくら/高木紗友希） 17. 夏 LOVE ロマンス （工藤遥/羽賀朱音/勝田里奈/森戸知沙希/田口夏実/小片リサ） 18. 元気者で行こう！ （萩原舞/飯窪春菜/佐々木莉佳子/高木紗友希/船木結/藤井梨央/岸本ゆめの） 19. 【メドレー】 はじめての経験⇒ 夢見る 15歳⇒ ためらい サマータイム ⇒ サマーれげぇ！レインボー⇒ シャニムニ パラダイス ⇒ 桃色スパークリング⇒ 本気ボンバー！！ （つばきファクトリー⇒アンジュルム⇒カントリー・ガールズ ⇒Juice=Juice⇒モーニング娘。'16⇒℃-ute ⇒こぶしファクトリー） 20. MC 21. 青春まんまんなか！ （つばきファクトリー） 22. どーだっていいの （カントリー・ガールズ） 23. バッチ来い青春！ （こぶしファクトリー） 24. 明日やろうはバカやろう （Juice=Juice） 25. KEEP ON 上昇志向！！ （Juice=Juice） 26. 恋ならとっくに始まってる （アンジュルム） 27. ドンデンガエシ （アンジュルム） 28. Tokyoという片隅 （モーニング娘。'16） 29. 泡沫サタデーナイト！ （モーニング娘。'16） 30. 人生はSTEP! （℃-ute） 31. The Middle Management〜女性中間管理職〜 （℃-ute） 32. MC 33. サンバ！こぶしジャネイロ （オールキャスト） 特典映像 1. ドットビキニ （生田衣梨奈/羽賀朱音/中西香菜/室田瑞希/宮崎由加/山木梨沙/船木結/小片リサ） 2. 初恋サイダー （小田さくら/野中美希/宮本佳林/梁川奈々美/井上玲音/谷本安美） 3. オシャレ！ （佐藤優樹/嗣永桃子/広瀬彩海） 4. 夏 LOVE ロマンス （鈴木愛理/譜久村聖/牧野真莉愛/中西香菜/宮崎由加/嗣永桃子/浜浦彩乃/浅倉樹々） 5. 元気者で行こう！ （生田衣梨奈/佐藤優樹/相川茉穂/植村あかり/山木梨沙/和田桜子/山岸理子） |                                              |
| 43 |                                              |
| 『Hello! Project COUNTDOWN PARTY 2016 〜 GOOD BYE & HELLO ! 〜』 2017年4月12日 - DVD・Blu-ray同時発売 |                                              |
| （以下はBlu-rayの収録内容） 【 DISC 1 】 1. OPENING〜MC 2. KEEP ON 上昇志向！！ （Juice=Juice） 3. カラダだけが大人になったんじゃない （Juice=Juice） 4. MC 5. Dream Road〜心が躍り出してる〜 （Juice=Juice） 6. Goal〜明日はあっちだよ〜 （Juice=Juice） 7. 生まれたてのBaby Love （Juice=Juice） 8. Magic of Love(J=J 2015Ver.) （Juice=Juice） 9. MC 10. うるわしのカメリア （つばきファクトリー） 11. 気高く咲き誇れ！ （つばきファクトリー） 12. MC 13. 青春まんまんなか！ （つばきファクトリー） 14. 独り占め （つばきファクトリー） 15. バッチ来い青春！ （こぶしファクトリー） 16. MC 17. チョット愚直に！猪突猛進 （こぶしファクトリー） 18. 押忍！こぶし魂 （こぶしファクトリー） 19. サンバ！こぶしジャネイロ （こぶしファクトリー） 20. MC 21. ランラルン〜あなたに夢中〜 （カントリー・ガールズ） 22. MC 23. 恋はマグネット （カントリー・ガールズ） 24. ブギウギLOVE （カントリー・ガールズ） 25. どーだっていいの （カントリー・ガールズ） 26. MC 27. 涙のリクエスト （カントリー・ガールズ） 28. MC 29. ロマンティック 浮かれモード （藤本美貴） 30. MC 31. セクシーキャットの演説 （モーニング娘。'16） 32. Tokyoという片隅 （モーニング娘。'16） 33. ムキダシで向き合って （モーニング娘。'16） 34. Password is 0 （モーニング娘。'16） 35. MC 36. The Vision （モーニング娘。'16） 37. 君の代わりは居やしない （モーニング娘。'16） 38. そうじゃない （モーニング娘。'16） 39. 泡沫サタデーナイト！ （モーニング娘。'16） 40. MC 41. 愛の軍団 （モーニング娘。'16） 42. わがまま 気のまま 愛のジョーク （モーニング娘。'16） 43. ドッカ〜ン カプリッチオ （モーニング娘。'16） 44. What is LOVE? （モーニング娘。'16） 45. MC 46. 夢幻クライマックス （℃-ute） 47. 人生はSTEP! （℃-ute） 48. MC 49. Singing〜あの頃のように〜 （℃-ute） 50. Summer Wind （℃-ute） 51. 何故 人は争うんだろう？ （℃-ute） 52. 愛はまるで静電気 （℃-ute） 53. MC 54. アイアンハート （℃-ute） 55. 世界一HAPPYな女の子 （オールキャスト） 56. MC 57. 次々続々 （アンジュルム） 58. 愛のため今日まで進化してきた人間 愛のためすべて退化してきた人間 （アンジュルム） 59. MC 60. 糸島Distance （アンジュルム） 61. 恋ならとっくに始まってる （アンジュルム） 62. 忘れてあげる （アンジュルム） 63. 上手く言えない （アンジュルム） 64. MC 65. 同じ時給で働く友達の美人ママ （アンジュルム） 66. 私、ちょいとカワイイ裏番長 （アンジュルム） 67. スキちゃん （アンジュルム） 68. MC 69. 大器晩成 （アンジュルム） 70. お正月 （オールキャスト） 【 DISC 2 】 1. OPENING〜MC 2. 彼女になりたいっ！！！ （譜久村聖/和田彩花/竹内朱莉/勝田里奈/室田瑞希/金澤朋子/高木紗友希/宮本佳林/植村あかり/山木梨沙/山岸理子/小片リサ） 3. 丸い太陽-winter ver.- （中西香菜/宮崎由加/山岸理子/小片リサ） 4. 恋にBooing ブー！ （和田彩花/中西香菜/竹内朱莉/勝田里奈/室田瑞希） 5. MC 6. OH YEAH （Lovelys） 7. もしも… （嗣永桃子/中島早貴/譜久村聖/和田彩花） 8. 桃色スパークリング （嗣永桃子/℃-ute） 9. MC 10. 恋人は心の応援団 （石川梨華/嗣永桃子/山木梨沙） 11. 恋をしちゃいました！ （石川梨華/熊井友理奈/岡井千聖） 12. MC 13. シャボン玉 （石川梨華/譜久村聖/生田衣梨奈/飯窪春菜/石田亜佑美） 14. ザ☆ピ〜ス！ （石川梨華/譜久村聖/生田衣梨奈/飯窪春菜/石田亜佑美） 15. MC 16. かっちょ良い歌 （オールキャスト） 17. MC 18. Kiss!Kiss!Kiss! （Buono!） 19. MC 20. ソラシド〜ねえねえ〜 （Buono!） 21. Bravo☆Bravo （Buono!） 22. MY BOY （Buono!） 23. MC 24. - Winter Story - （Buono!） 25. 恋愛♥ライダー （Buono!） 26. MC 27. 如雨露 （Juice=Juice） 28. アレコレしたい！ （Juice=Juice） 29. MC 30. 明日やろうはバカやろう （Juice=Juice） 31. イジワルしないで 抱きしめてよ （Juice=Juice） 32. Wonderful World （Juice=Juice） 33. MC 34. OPENING （℃-ute） 35. 男と女とForever （℃-ute） 36. 羨んじゃう （℃-ute） 37. MC 38. 夜風のMessage （℃-ute） 39. Crazy 完全な大人 （℃-ute） 40. アダムとイブのジレンマ （℃-ute） 41. デジタリック→0 (LOVE) （℃-ute） 42. MC 43. Kiss me 愛してる （℃-ute） 44. 情熱エクスタシー （℃-ute） 45. Danceでバコーン！ （℃-ute） 46. MC〜ENDING （オールキャスト） |                                              |
| 44 |                                              |
| 『Hello! Project 2017 WINTER 〜 Crystal Clear ・Kaleidoscope 〜』 2017年4月26日 - DVD・Blu-ray同時発売 |                                              |
| 【 DISC 1 】〜 Crystal Clear 〜 1. OPENING 2. スッペシャル ジェネレ〜ション （オールキャスト） 3. MC 4. VTR 5. 初恋サンライズ （つばきファクトリー） 6. Oh my wish! （モーニング娘。'17） 7. 女の園 （ハロプロ研修生） 8. カクゴして！ （アンジュルム） 9. どーだっていいの （カントリー・ガールズ） 10. 生まれたてのBaby Love （Juice=Juice） 11. GO TO THE TOP!! （こぶしファクトリー） 12. MC 13. 愛・愛・傘 （Juice=Juice） 14. 忘れてあげる （アンジュルム） 15. うるわしのカメリア （つばきファクトリー） 16. 辛夷の花 （こぶしファクトリー） 17. ピーナッツバタージェリーラブ （カントリー・ガールズ） 18. セクシーキャットの演説 （モーニング娘。'17） 19. Bye Bye Bye! （オールキャスト） 20. MC 21. ギャグ100回分愛してください （嗣永桃子/譜久村聖/佐々木莉佳子/宮本佳林/梁川奈々美/浜浦彩乃/岸本ゆめの） 22. Just Try! （つばきファクトリー） 23. Goal〜明日はあっちだよ〜 （Juice=Juice） 24. そうじゃない （モーニング娘。'17） 25. 愛のため今日まで進化してきた人間 愛のためすべて退化してきた人間 （アンジュルム） 26. 急がば回れ （こぶしファクトリー） 27. Good Boy Bad Girl （カントリー・ガールズ） 28. KEEP ON 上昇志向！！ （Juice=Juice） 29. ムキダシで向き合って （モーニング娘。'17） 30. 上手く言えない （アンジュルム） 31. MC 32. みかん （オールキャスト） 【 DISC 2 】〜 Kaleidoscope 〜 1. OPENING【ダンスパフォーマンス】 2. MC 3. チョコレート魂 ⇒寒いね。 ⇒ロマンスを語って （宮本佳林/井上玲音/岸本ゆめの ⇒羽賀朱音/宮崎由加/野村みな美/小片リサ ⇒譜久村聖/飯窪春菜/小田さくら/勝田里奈/和田桜子） 4. MC 5. 愛の種 （モーニング娘。'17） 6. あなたなしでは生きてゆけない （ハロプロ研修生） 7. 初恋サンライズ （つばきファクトリー） 8. 懸命ブルース （こぶしファクトリー） 9. Good Boy Bad Girl （カントリー・ガールズ） 10. 愛のため今日まで進化してきた人間 愛のためすべて退化してきた人間 （アンジュルム） 11. Goal〜明日はあっちだよ〜 （Juice=Juice） 12. ハロプロ向上委員会 13. CRAZY ABOUT YOU ⇒HEY!真昼の蜃気楼 ⇒悲しみトワイライト （野中美希/上國料萌衣/嗣永桃子/田口夏実 ⇒石田亜佑美/室田瑞希/金澤朋子/山木梨沙 ⇒加賀楓/横山玲奈/和田彩花/高木紗友希/ 森戸知沙希/浜浦彩乃/山岸理子/浅倉樹々） 14. MC 15. 独り占め ⇒青春まんまんなか！ ⇒気高く咲き誇れ！ （つばきファクトリー） 16. 恋泥棒 ⇒浮気なハニーパイ ⇒ブギウギLOVE （カントリー・ガールズ） 17. CHOICE & CHANCE ⇒ロマンスの途中 ⇒選ばれし私達 ⇒カラダだけが大人になったんじゃない （Juice=Juice） 18. MC 19. ガールズパワー・愛するパワー ⇒まっさらブルージーンズ ⇒バラライカ （竹内朱莉/船木結/藤井梨央/秋山眞緒 ⇒生田衣梨奈/工藤遥/尾形春水/中西香菜/佐々木莉佳子/植村あかり/広瀬彩海/小野田紗栞 ⇒牧野真莉愛/梁川奈々美/小川麗奈/谷本安美/小野瑞歩） 20. 次々続々 ⇒臥薪嘗胆 ⇒新しい私になれ！ ⇒出すぎた杭は打たれない （アンジュルム） 21. 念には念(念入りVer.) ⇒ラーメン大好き小泉さんの唄 ⇒チョット愚直に！猪突猛進 （こぶしファクトリー） 22. スカッとMy Heart ⇒The 摩天楼ショー ⇒泡沫サタデーナイト！ ⇒ラヴ＆ピィ〜ス！HEROがやって来たっ。 （モーニング娘。'17） 23. MC 24. 友よ （オールキャスト） |                                              |
| 45 |                                              |
| 『Hello! Project ひなフェス 2017＜モーニング娘。'17プレミアム＞』 2017年7月12日 - DVD・Blu-ray同時発売 |                                              |
| 【 DISC 1 】モーニング娘。'17プレミアム 1. OPENING 2. ジェラシー ジェラシー （モーニング娘。'17） 3. MC 4. BRAND NEW MORNING （モーニング娘。'17） 5. セクシーキャットの演説 （モーニング娘。'17） 6. MC 7. Hello! まっさらの自分 （ハロプロ研修生） 8. 独り占め （つばきファクトリー） 9. MC 10. キャベツ白書〜春編〜 （つばきファクトリー） 11. MC 12. ふるさとの夢 （かみいしなか かな） 13. 闇に抜け駆け （こぶしファクトリー） 14. MC 15. 未熟半熟トロトロ （こぶしファクトリー） 16. ピーナッツバタージェリーラブ （カントリー・ガールズ） 17. MC 18. Good Boy Bad Girl （カントリー・ガールズ） 19. 地団駄ダンス （Juice=Juice） 20. MC 21. Goal〜明日はあっちだよ〜 （Juice=Juice） 22. 次々続々 （アンジュルム） 23. MC 24. ドンデンガエシ （アンジュルム） 25. The Curtain Rises （℃-ute） 26. MC 27. アダムとイブのジレンマ （℃-ute） 28. 桜ナイトフィーバー （オールキャスト） 29. MC 30. 涙の星 （金澤朋子） 31. 絶対解ける問題 X=♥ （矢島舞美/生田衣梨奈/梁川奈々美） 32. MC 33. わがまま 気のまま 愛のジョーク （つばきファクトリー） 34. なんちゃって恋愛 （アンジュルム） 35. 気まぐれプリンセス （℃-ute） 36. MC 37. さくら満開 （モーニング娘。'17） 38. 愛の園〜Touch My Heart!〜 （モーニング娘。'17） 39. ムキダシで向き合って （モーニング娘。'17） 40. What is LOVE? （モーニング娘。'17） 41. LOVEマシーン(updated) （モーニング娘。'17） 42. MC 43. 恋のダンスサイト （オールキャスト） 【 DISC 2 】アンジュルム プレミアム 1. OPENING 2. 次々続々 （アンジュルム） 3. MC 4. ドンデンガエシ （アンジュルム） 5. 上手く言えない （アンジュルム） 6. MC 7. Say! Hello! （ハロプロ研修生） 8. ふるさとの夢 （かみいしなか かな） 9. 桜ナイトフィーバー （オールキャスト） 10. ガラスのパンプス （鈴木愛理/秋山眞緒） 11. 恋にBooing ブー！ （岡井千聖/中西香菜/野村みな美/田口夏実） 12. MC 13. 恋ならとっくに始まってる （モーニング娘。'17） 14. オトナになるって難しい！！！ （カントリー・ガールズ） 15. 有頂天LOVE （Juice=Juice） 16. MC 17. 愛のため今日まで進化してきた人間 愛のためすべて退化してきた人間 （アンジュルム） 18. 出すぎた杭は打たれない （アンジュルム） 19. 臥薪嘗胆 （アンジュルム） 20. プリーズ ミニスカ ポストウーマン！ （アンジュルム） 21. 大器晩成 （アンジュルム） 22. MC 23. スキちゃん （オールキャスト） |                                              |
| 46 |                                              |
| 『Hello! Project ひなフェス 2017＜℃-uteプレミアム＞』 2017年7月12日 - DVD・Blu-ray同時発売 |                                              |
| 【 DISC 1 】℃-uteプレミアム 1. OPENING 2. The Curtain Rises （℃-ute） 3. MC 4. アダムとイブのジレンマ （℃-ute） 5. 愛ってもっと斬新 （℃-ute） 6. MC 7. 青春Beatは16 （ハロプロ研修生） 8. 初恋サンライズ （つばきファクトリー） 9. MC 10. キャベツ白書〜春編〜 （つばきファクトリー） 11. MC 12. ふるさとの夢 （かみいしなか かな） 13. 急がば回れ （こぶしファクトリー） 14. MC 15. GO TO THE TOP!! （こぶしファクトリー） 16. ピーナッツバタージェリーラブ （カントリー・ガールズ） 17. MC 18. Good Boy Bad Girl （カントリー・ガールズ） 19. 地団駄ダンス （Juice=Juice） 20. MC 21. Wonderful World （Juice=Juice） 22. 次々続々 （アンジュルム） 23. MC 24. ドンデンガエシ （アンジュルム） 25. ジェラシー ジェラシー （モーニング娘。'17） 26. MC 27. BRAND NEW MORNING （モーニング娘。'17） 28. 桜ナイトフィーバー （オールキャスト） 29. MC 30. 春 ビューティフル エブリデイ （横山玲奈） 31. C＼C (シンデレラ＼コンプレックス) （萩原舞/羽賀朱音/加賀楓/和田彩花/浜浦彩乃） 32. MC 33. 大きな愛でもてなして （カントリー・ガールズ） 34. The Power （アンジュルム） 35. Kiss me 愛してる （Juice=Juice） 36. MC 37. Midnight Temptation （℃-ute） 38. The Middle Management〜女性中間管理職〜 （℃-ute） 39. ファイナルスコール （℃-ute） 40. MC 41. 誰にも内緒の恋しているの （℃-ute） 42. Danceでバコーン！ （℃-ute） 43. 嵐を起こすんだ Exciting Fight! （℃-ute） 44. 情熱エクスタシー （℃-ute） 45. MC 46. To Tomorrow （オールキャスト） 【 DISC 2 】嗣永桃子 プレミアム 1. 世の中薔薇色 （嗣永桃子） 2. ピーナッツバタージェリーラブ （カントリー・ガールズ） 3. MC 4. Good Boy Bad Girl （カントリー・ガールズ） 5. 愛おしくってごめんね （カントリー・ガールズ） 6. MC 7. おへその国からこんにちは （ハロプロ研修生） 8. 桜ナイトフィーバー （オールキャスト） 9. MC 10. LOVE涙色 （上國料萌衣） 11. 行くZYX! FLY HIGH （中島早貴/佐々木莉佳子/小川麗奈/浅倉樹々/小野瑞歩） 12. MC 13. 恋の呪縛 （℃-ute） 14. 恋泥棒 （モーニング娘。'17） 15. アジアン セレブレイション （こぶしファクトリー） 16. MC 17. 初恋サイダー （Buono!） 18. ロッタラ ロッタラ （Buono!） 19. MC 20. co・no・mi・chi （Buono!） 21. MY BOY （Buono!） 22. ワープ！ （Buono!） 23. MC 24. ありがとう！おともだち。 （オールキャスト） |                                              |
| 47 |                                              |
| 『Hello! Project 2017 SUMMER 〜 HELLO! MEETING ・ HELLO! GATHERING 〜』 2017年11月15日 - DVD・Blu-ray同時発売 |                                              |
| 【 DISC 1 】Hello! Project 2017 SUMMER ～ HELLO! MEETING ～ 1. OPENING 2. 初恋サンライズ （オールキャスト） 3. MC1 4. VTR 5. 小生意気ガール （カントリー・ガールズ） 6. ありがた迷惑物語 （ハロプロ研修生） 7. 笑って （つばきファクトリー） 8. 闇に抜け駆け （こぶしファクトリー） 9. Fiesta! Fiesta! （Juice=Juice） 10. 愛さえあればなんにもいらない （アンジュルム） 11. 笑顔YESヌード （モーニング娘。'17） 12. MC2 13. 誤爆～We Can't Go Back～ （一岡伶奈・段原瑠々・川村文乃・高瀬くるみ・清野桃々姫） 14. Yeah！めっちゃホリディ → 世界は サマー・パーティ → 恋のテレフォンGOAL （工藤遥・加賀楓・佐々木莉佳子・梁川奈々美・岸本ゆめの・清野桃々姫 → 石田亜佑美・尾形春水・宮崎由加・井上玲音・山岸理子・新沼希空 → 生田衣梨奈・羽賀朱音・竹内朱莉・小関舞・田口夏実・小野瑞歩） 15. 色っぽい女～SEXY BABY～ → MI DA RA 摩天楼 → SEXY BOY～そよ風に寄り添って～ （佐藤優樹・横山玲奈・勝田里奈・植村あかり・山木梨沙・高瀬くるみ → 飯窪春菜・牧野真莉愛・森戸知沙希・笠原桃奈・段原瑠々 → 和田彩花・室田瑞希・川村文乃・秋山眞緒） 16. I & YOU & I & YOU & I → 恋する♡エンジェル♡ハート → Go Girl ～恋のヴィクトリー～ （野中美希・上國料萌衣・野村みな美 → 譜久村聖・小田さくら・中西香菜・金澤朋子・和田桜子・小片リサ → 船木結・高木紗友希・広瀬彩海・浜浦彩乃・谷本安美・小野田紗栞・一岡伶奈） 17. MC3 18. ダンス部パフォーマンス 19. MC4 20. 超HAPPY SONG （こぶしファクトリー/つばきファクトリー） 21. The Middle Management～女性中間管理職～ （Juice=Juice/カントリー・ガールズ） 22. ヒロインになろうか！ （モーニング娘。'17/アンジュルム） 23. MC5 24. 就活センセーション （つばきファクトリー(バックダンサー：モーニング娘。'17)） 25. シャララ！やれるはずさ （こぶしファクトリー(バックダンサー：つばきファクトリー)） 26. 愛おしくってごめんね （カントリー・ガールズ(バックダンサー：こぶしファクトリー)） 27. 地団駄ダンス （Juice=Juice(バックダンサー：カントリー・ガールズ)） 28. 魔女っ子メグちゃん （アンジュルム(バックダンサー：Juice=Juice)） 29. ジェラシー ジェラシー （モーニング娘。'17(バックダンサー：アンジュルム)） 30. MC 31. I WISH （オールキャスト） 【 DISC 2 】Hello! Project 2017 SUMMER ～ HELLO! GATHERING ～ 1. OPENING 2. ダンス部パフォーマンス 3. VTR 4. 目立ってDo Dance （ハロプロ研修生） 5. 独り占め （モーニング娘。'17） 6. バッチ来い青春！ （Juice=Juice） 7. ブギウギLOVE （アンジュルム） 8. CHOICE & CHANCE （カントリー・ガールズ） 9. 次々続々 （つばきファクトリー） 10. ムキダシで向き合って （こぶしファクトリー） 11. MC1 12. SEXY BOY～そよ風に寄り添って～ → 色っぽい女～SEXY BABY～ → Go Girl ～恋のヴィクトリー～ （和田彩花・室田瑞希・川村文乃・宮本佳林・秋山眞緒 → 佐藤優樹・横山玲奈・勝田里奈・植村あかり・山木梨沙・高瀬くるみ → 船木結・高木紗友希・広瀬彩海・浜浦彩乃・谷本安美・小野田紗栞・一岡伶奈） 13. 恋のテレフォンGOAL → I & YOU & I & YOU & I → 恋する♡エンジェル♡ハート （生田衣梨奈・羽賀朱音・竹内朱莉・小関舞・田口夏実・小野瑞歩 → 野中美希・上國料萌衣・野村みな美 → 譜久村聖・小田さくら・中西香菜・金澤朋子・和田桜子・小片リサ） 14. MI DA RA 摩天楼 → 世界は サマー・パーティ → Yeah！めっちゃホリディ （飯窪春菜・牧野真莉愛・森戸知沙希・笠原桃奈・段原瑠々 → 石田亜佑美・尾形春水・宮崎由加・井上玲音・山岸理子・新沼希空 → 工藤遥・加賀楓・佐々木莉佳子・梁川奈々美・岸本ゆめの・清野桃々姫） 15. MC2 16. 誤爆～We Can't Go Back～ （一岡伶奈・段原瑠々・川村文乃・高瀬くるみ・清野桃々姫） 17. 流星ボーイ （Juice=Juice/こぶしファクトリー） 18. 会いたい 会いたい 会いたいな （アンジュルム/カントリー・ガールズ） 19. Bravo☆Bravo （モーニング娘。'17/つばきファクトリー） 20. MC3 21. I 無双 Strong！ （アンジュルム） 22. エエジャナイカ ニンジャナイカ （こぶしファクトリー） 23. 恋泥棒 （カントリー・ガールズ） 24. ハナモヨウ （つばきファクトリー） 25. 青春Say A-HA （モーニング娘。'17） 26. Fiesta! Fiesta! （Juice=Juice） 27. MC4 28. リズムが呼んでいるぞ！ （オールキャスト） 29. ドンデンガエシ （オールキャスト） |                                              |
| 48 |                                              |
| 『Hello! Project 20th Anniversary!! Hello! Project COUNTDOWN PARTY 2017 ～ GOOD BYE & HELLO ! ～』 2018年4月18日 - DVD・Blu-ray同時発売 |                                              |
| （以下はBlu-rayの収録内容） 【 DISC 1 】 1. OPENING 2. ありがた迷惑物語 （ハロプロ研修生） 3. 目立ってDo Dance （ハロプロ研修生） 4. Good Boy Bad Girl （カントリー・ガールズ） 5. 浮気なハニーパイ （カントリー・ガールズ） 6. MC 7. 小生意気ガール （カントリー・ガールズ） 8. 妄想リハーサル （カントリー・ガールズ） 9. 気ままな片想い （カントリー・ガールズ） 10. MC 11. 初恋サンライズ （つばきファクトリー） 12. MC 13. 就活センセーション （つばきファクトリー） 14. うるわしのカメリア （つばきファクトリー） 15. ハナモヨウ （つばきファクトリー） 16. 低温火傷 （つばきファクトリー） 17. 念には念(念入りVer.) （こぶしファクトリー） 18. MC 19. チョット愚直に！猪突猛進 （こぶしファクトリー） 20. エエジャナイカ ニンジャナイカ （こぶしファクトリー） 21. シャララ！やれるはずさ （こぶしファクトリー） 22. 辛夷の花 （こぶしファクトリー） 23. MC 24. 乙女 パスタに感動 （矢口真里・一岡伶奈・高瀬くるみ・清野桃々姫） 25. MC 26. アレコレしたい！ （Juice=Juice） 27. チクタク 私の旬 （Juice=Juice） 28. GIRLS BE AMBITIOUS 2017 （Juice=Juice） 29. MC 30. 未来へ、さあ走り出せ！ （Juice=Juice） 31. 五月雨美女がさ乱れる （Juice=Juice） 32. CHOICE & CHANCE （Juice=Juice） 33. 地団駄ダンス （Juice=Juice） 34. Magic of Love(J=J 2015Ver.) （Juice=Juice） 35. Fiesta! Fiesta! （Juice=Juice） 36. MC 37. MC 38. バッチ来い青春！ （清水佐紀・鈴木愛理・こぶしファクトリー） 39. Just Try! （清水佐紀・鈴木愛理・つばきファクトリー） 40. MC 41. マナーモード （アンジュルム） 42. 次々続々 （アンジュルム） 43. MC 44. 寒いね。 （アンジュルム） 45. 君だけじゃないさ...friends （アンジュルム） 46. MC 47. ドンデンガエシ （アンジュルム） 48. 大器晩成 （アンジュルム） 49. MC 50. ジェラシー ジェラシー （モーニング娘。'17） 51. ナルシス カマってちゃん協奏曲第5番 （モーニング娘。'17） 52. 気まぐれプリンセス （モーニング娘。'17） 53. Say Yeah!－もっとミラクルナイト－ （モーニング娘。'17） 54. MC 55. 邪魔しないで Here We Go！ （モーニング娘。'17） 56. Good Morning （尾形春水・野中美希・牧野真莉愛・羽賀朱音・加賀楓・横山玲奈・森戸知沙希） 57. サマーナイトタウン （譜久村聖・生田衣梨奈・飯窪春菜・石田亜佑美・佐藤優樹・小田さくら） 58. みかん （モーニング娘。'17） 59. 五線譜のたすき （モーニング娘。'17） 60. One･Two･Three(updated) （アンジュルム） 61. What is LOVE? （モーニング娘。'17） 62. JUMP （オールキャスト） 63. ENDING 64. ドレドレ【特典映像】 （Lovelys） 【 DISC 2 】 1. OPENING 2. 誤爆～We Can't Go Back～ （室田瑞希・川村文乃・一岡伶奈・高瀬くるみ） 3. ふるさとの夢 （かみいしなか かな） 4. メドレー 恋泥棒⇒気高く咲き誇れ！⇒ラーメン大好き小泉さんの唄 （山木梨沙・広瀬彩海・山岸理子・新沼希空・谷本安美） 5. MC 6. The 摩天楼ショー （譜久村聖・生田衣梨奈・飯窪春菜・石田亜佑美・佐藤優樹・小田さくら・尾形春水・野中美希・加賀楓） 7. 元気ピカッピカッ！ （譜久村聖・生田衣梨奈・飯窪春菜・石田亜佑美・佐藤優樹・小田さくら・尾形春水・野中美希・加賀楓） 8. OK YEAH! （譜久村聖・生田衣梨奈・飯窪春菜・石田亜佑美・佐藤優樹・小田さくら・尾形春水・野中美希・加賀楓） 9. Be Alive （譜久村聖・生田衣梨奈・飯窪春菜・石田亜佑美・佐藤優樹・小田さくら・尾形春水・野中美希・加賀楓） 10. MC 11. ライバル （清水佐紀・熊井友理奈・山木梨沙・広瀬彩海・山岸理子・新沼希空・谷本安美） 12. MC～カウントダウン 13. 愛あらば IT'S ALL RIGHT （オールキャスト） 14. MC 15. 未完成ガール （鈴木愛理） 16. MC 17. HOW DO YOU LIKE JAPAN？～日本はどんな感じでっか？～ （高橋愛・新垣里沙・譜久村聖・生田衣梨奈・飯窪春菜・石田亜佑美・佐藤優樹・小田さくら・尾形春水・野中美希・加賀楓） 18. 恋愛ハンター （高橋愛・新垣里沙・譜久村聖・生田衣梨奈・飯窪春菜・石田亜佑美・佐藤優樹・小田さくら・尾形春水・野中美希・加賀楓） 19. SONGS （高橋愛・新垣里沙・譜久村聖・生田衣梨奈・飯窪春菜・石田亜佑美・佐藤優樹・小田さくら・尾形春水・野中美希・加賀楓） 20. MC 21. 女と男のララバイゲーム （高橋愛・新垣里沙・譜久村聖・生田衣梨奈・飯窪春菜・石田亜佑美・佐藤優樹・小田さくら・尾形春水・野中美希・加賀楓） 22. SEXY BOY～そよ風に寄り添って～ （高橋愛・新垣里沙・譜久村聖・生田衣梨奈・飯窪春菜・石田亜佑美・佐藤優樹・小田さくら・尾形春水・野中美希・加賀楓） 23. MC 24. Next is you! （宮崎由加・金澤朋子・高木紗友希・宮本佳林） 25. 風に吹かれて （宮崎由加・金澤朋子・高木紗友希・宮本佳林） 26. 続いていくSTORY （宮崎由加・金澤朋子・高木紗友希・宮本佳林） 27. 大人の事情 （宮崎由加・金澤朋子・高木紗友希・宮本佳林） 28. MC 29. 有頂天LOVE （中西香菜・勝田里奈・室田瑞希・上國料萌衣・川村文乃） 30. 同じ時給で働く友達の美人ママ （中西香菜・勝田里奈・室田瑞希・上國料萌衣・川村文乃） 31. 私、ちょいとカワイイ裏番長 （中西香菜・勝田里奈・室田瑞希・上國料萌衣・川村文乃） 32. スキちゃん （中西香菜・勝田里奈・室田瑞希・上國料萌衣・川村文乃） 33. MC 34. ENDING |                                              |
| 49 |                                              |
| 『Hello! Project 20th Anniversary!! Hello! Project 2018 WINTER ～PERFECT SCORE・FULL SCORE～』 2018年5月2日 - DVD・Blu-ray同時発売 |                                              |
| 【 DISC 1 】Hello! Project 20th Anniversary!! Hello! Project 2018 WINTER ～PERFECT SCORE～ 1. OPENING 2. Hello！のテーマ （オールキャスト） 3. MC 4. VTR 5. 低温火傷 （つばきファクトリー） 6. やっちゃえ！GO！GO！ （ハロプロ研修生） 7. 書いては消しての “I Love You” （カントリー・ガールズ） 8. これからだ！ （こぶしファクトリー） 9. TOKYOグライダー （Juice=Juice） 10. キソクタダシクウツクシク （アンジュルム） 11. 花が咲く 太陽浴びて （モーニング娘。'18） 12. MC 13. 好きすぎて バカみたい （一岡伶奈・高瀬くるみ・清野桃々姫・稲場愛香） 14. 誤爆～We Can't Go Back～ （一岡伶奈・高瀬くるみ・清野桃々姫・稲場愛香） 15. MC 16. 20周年記念メドレー ガタメキラ ⇒ミニモニ。ジャンケンぴょん！ ⇒青春時代 1.2.3！ ⇒だって 生きてかなくちゃ ⇒たんぽぽ(Single Version) （野中美希・佐々木莉佳子・段原瑠々・秋山眞緒 ⇒横山玲奈・船木結・稲場愛香 ⇒飯窪春菜・小田さくら・室田瑞希・宮崎由加・小野田紗栞・一岡伶奈 ⇒石田亜佑美・川村文乃・梁川奈々美・小片リサ ⇒譜久村聖・高木紗友希・井上玲音） 17. GET （オールキャスト） 18. MC 19. ダンス部 パフォーマンス 20. MC 21. 奇跡の香りダンス。 （カントリー・ガールズ/つばきファクトリー） 22. 原色GAL 派手に行くべ！ （アンジュルム/こぶしファクトリー） 23. 涙GIRL （モーニング娘。'18/Juice=Juice） 24. 初恋サンライズ （つばきファクトリー） 25. VIVA!!薔薇色の人生 （カントリー・ガールズ） 26. ドスコイ！ケンキョにダイタン （こぶしファクトリー） 27. Fiesta! Fiesta! （Juice=Juice） 28. 君だけじゃないさ...friends （アンジュルム） 29. ナルシス カマってちゃん協奏曲第5番 （モーニング娘。'18） 30. MC 31. ザ☆ピ～ス！ （オールキャスト） 【 DISC 2 】Hello! Project 20th Anniversary!! Hello! Project 2018 WINTER ～FULL SCORE～ 1. OPENING 2. モーニングコーヒー（20th Anniversary Ver.） （オールキャスト） 3. MC 4. 彼女になりたいっ！！！ （ハロプロ研修生） 5. 女子かしまし物語(モーニング娘。'18 Ver.) （モーニング娘。'18） 6. 就活センセーション （つばきファクトリー） 7. 気ままな片想い （カントリー・ガールズ） 8. 念には念(念入りVer.) （こぶしファクトリー） 9. 五月雨美女がさ乱れる （Juice=Juice） 10. 大器晩成 （アンジュルム） 11. MC 12. 20周年記念メドレー 都会っ子 純情 ⇒胸さわぎスカーレット ⇒恋愛♥ライダー ⇒鳴り始めた恋のBELL ⇒ドキドキベイビー （加賀楓・和田彩花・金澤朋子・山木梨沙・野村みな美 ⇒生田衣梨奈・牧野真莉愛・竹内朱莉・植村あかり・浜浦彩乃・山岸理子・高瀬くるみ ⇒森戸知沙希・笠原桃奈・広瀬彩海・新沼希空 ⇒尾形春水・中西香菜・和田桜子・谷本安美・岸本ゆめの・清野桃々姫 ⇒佐藤優樹・羽賀朱音・勝田里奈・上國料萌衣・小関舞・浅倉樹々・小野瑞歩） 13. MC 14. お願い魅惑のターゲット （アンジュルム/Juice=Juice/清野桃々姫） 15. カッチョイイゼ！JAPAN （カントリー・ガールズ/こぶしファクトリー/一岡伶奈/高瀬くるみ） 16. 革命チックKISS （モーニング娘。'18/つばきファクトリー/稲場愛香） 17. 天まで登れ！ （オールキャスト） 18. MC 19. 愛の園～Touch My Heart!～ （一岡伶奈・高瀬くるみ・清野桃々姫・稲場愛香） 20. 春恋歌 （つばきファクトリー） 21. 小生意気ガール （カントリー・ガールズ） 22. 誤爆～We Can't Go Back～ （一岡伶奈・高瀬くるみ・清野桃々姫・稲場愛香） 23. シャララ！やれるはずさ （こぶしファクトリー） 24. Never Never Surrender （Juice=Juice） 25. 地団駄ダンス （Juice=Juice） 26. マナーモード （アンジュルム） 27. ドンデンガエシ （アンジュルム） 28. 五線譜のたすき （モーニング娘。'18） 29. この地球の平和を本気で願ってるんだよ！ （モーニング娘。'18） 30. MC 31. ショートカット （オールキャスト） |                                              |
| 50 |                                              |
| 『Hello! Project 20th Anniversary!! Hello! Project ひなフェス 2018 【Hello! Project 20th Anniversary!! プレミアム】』 2018年7月18日 - DVD・Blu-ray同時発売 |                                              |
| 【 DISC 1 】 1. 愛の種(20th Anniversary Ver.) （モーニング娘。1期） 2. MC 3. ENDLESS HOME （安倍なつみ・譜久村聖・小田さくら） 4. MC 5. ラストキッス （タンポポ(石黒彩・飯田圭織・矢口真里)） 6. たんぽぽ （タンポポ(石黒彩・飯田圭織・矢口真里)） 7. MC 8. Hello! まっさらの自分 （ハロプロ研修生） 9. Midnight Temptation （一岡伶奈・高瀬くるみ・清野桃々姫・稲場愛香） 10. 笑って （つばきファクトリー） 11. MC 12. ハナモヨウ （つばきファクトリー） 13. チョット愚直に！猪突猛進 （こぶしファクトリー） 14. MC 15. これからだ！ （こぶしファクトリー） 16. 浮気なハニーパイ （カントリー・ガールズ） 17. MC 18. リズムが呼んでいるぞ！ （カントリー・ガールズ） 19. ガタメキラ （太陽とシスコムーン） 20. 月と太陽 （太陽とシスコムーン） 21. MC 22. 宇宙でLa Ta Ta （太陽とシスコムーン） 23. Magic of Love （太陽とシスコムーン） 24. MC 25. スクランブル （山木梨沙） 26. ロッタラ ロッタラ （和田彩花・中西香菜・一岡伶奈） 27. 桜ナイトフィーバー （オールキャスト） 28. SEXY SEXY （Juice=Juice） 29. MC 30. Vivid Midnight （Juice=Juice） 31. 大器晩成 （アンジュルム） 32. MC 33. ドンデンガエシ （アンジュルム） 34. 花が咲く 太陽浴びて （モーニング娘。'18） 35. MC 36. 五線譜のたすき （モーニング娘。'18） 37. モーニングコーヒー(20th Anniversary Ver.) （モーニング娘。1期） 38. 抱いて HOLD ON ME！ （モーニング娘。1期） 39. MC 40. LOVEマシーン （オールキャスト） 【 DISC 2 】【モーニング娘。20th Anniversary!! プレミアム】 1. Mr.Moonlight～愛のビッグバンド～ （矢口真里/吉澤ひとみ/高橋愛/藤本美貴/道重さゆみ/田中れいな/モーニング娘。'18） 2. MC 3. BABY！ 恋に KNOCK OUT！ （吉澤ひとみ・野村みな美・稲場愛香） 4. ミニモニ。ひなまつり！ （矢口真里・石田亜佑美・小田さくら・横山玲奈） 5. 黄昏交差点 （飯窪春菜） 6. Independent Girl～独立女子であるために （譜久村聖・森戸知沙希・竹内朱莉・植村あかり） 7. ロマンティック 浮かれモード （藤本美貴/ハロプロ研修生） 8. ラララのピピピ （道重さゆみ・室田瑞希・梁川奈々美） 9. Give me 愛 （高橋愛・道重さゆみ・田中れいな） 10. 悲しみトワイライト （吉澤ひとみ・高橋愛・藤本美貴・道重さゆみ・田中れいな） 11. 浪漫 ～MY DEAR BOY～ （オールキャスト） 12. ドレドレ【オープニングアクト】 （Lovelys） |                                              |
| 51 |                                              |
| 『Hello! Project 20th Anniversary!! Hello! Project ひなフェス 2018 【モーニング娘。'18 プレミアム】』 2018年7月18日 - DVD・Blu-ray同時発売 |                                              |
| 【 DISC 1 】 1. A gonna （モーニング娘。'18） 2. MC 3. TIKI BUN （モーニング娘。'18） 4. 青春Say A-HA （モーニング娘。'18） 5. MC 6. 正しい青春ってなんだろう （ハロプロ研修生） 7. Midnight Temptation （一岡伶奈・高瀬くるみ・清野桃々姫・稲場愛香） 8. 初恋サンライズ （つばきファクトリー） 9. MC 10. 春恋歌 （つばきファクトリー） 11. Good Boy Bad Girl （カントリー・ガールズ） 12. MC 13. キスより先にできること （カントリー・ガールズ） 14. 押忍！こぶし魂 （こぶしファクトリー） 15. MC 16. 明日テンキになあれ （こぶしファクトリー） 17. SEXY SEXY （Juice=Juice） 18. MC 19. Vivid Midnight （Juice=Juice） 20. 大器晩成 （アンジュルム） 21. ドンデンガエシ （アンジュルム） 22. MC 23. HAPPY TO GO! （岸本ゆめの） 24. 好きよ、純情反抗期。 （佐藤優樹・羽賀朱音・宮本佳林・小野田紗栞・高瀬くるみ・清野桃々姫） 25. 桜ナイトフィーバー （オールキャスト） 26. MC 27. Oh my wish! （こぶしファクトリー/つばきファクトリー） 28. 青春コレクション （Juice=Juice/一岡伶奈/高瀬くるみ/清野桃々姫） 29. ワクテカ Take a chance （アンジュルム/山木梨沙/小関舞/稲場愛香） 30. MC 31. 弩級のゴーサイン （モーニング娘。'18） 32. 私のなんにもわかっちゃない （モーニング娘。'18） 33. Help me！！(updated) （モーニング娘。'18） 34. ジェラシー ジェラシー （モーニング娘。'18） 35. One・Two・Three(updated) （モーニング娘。'18） 36. MC 37. 泡沫サタデーナイト！ （オールキャスト） 【 DISC 2 】【アンジュルム & Juice=Juice プレミアム】 1. Wonderful World （オールキャスト） 2. Never Never Surrender （Juice=Juice） 3. MC 4. Fiesta! Fiesta! （Juice=Juice） 5. GIRLS BE AMBITIOUS （Juice=Juice） 6. SEXY SEXY （Juice=Juice） 7. 花が咲く 太陽浴びて （モーニング娘。'18） 8. MC 9. 五線譜のたすき （モーニング娘。'18） 10. MC 11. キャンパスライフ～生まれて来てよかった～ （川村文乃） 12. 女が目立って なぜイケナイ （勝田里奈・上國料萌衣・船木結・宮崎由加） 13. 桜ナイトフィーバー （オールキャスト） 14. MC 15. KEEP ON 上昇志向！！ （山木梨沙/小関舞/つばきファクトリー） 16. 乙女の逆襲⇒大人の事情 （こぶしファクトリー/一岡伶奈/高瀬くるみ/清野桃々姫） 17. カクゴして！ （モーニング娘。'18/稲場愛香） 18. MC 19. 泣けないぜ・・・共感詐欺 （アンジュルム） 20. マナーモード （アンジュルム） 21. 私、ちょいとカワイイ裏番長 （アンジュルム） 22. 次々続々 （アンジュルム） 23. 君だけじゃないさ...friends （アンジュルム） 24. MC 25. 有頂天LOVE （オールキャスト） |                                              |
| 52 |                                              |
| 『Hello! Project 20th Anniversary!! Hello! Project 2018 SUMMER ～ALL FOR ONE・ONE FOR ALL～』 2018年12月12日 - DVD・Blu-ray同時発売 - 特典DVD2枚付属 |                                              |
| 【 DISC 1 】～ALL FOR ONE～ 1. OPENING 2. ALL FOR ONE & ONE FOR ALL！ 3. MC 4. VTR 5. 43度 （ハロプロ研修生） 6. 待てないアフターファイブ （カントリー・ガールズ） 7. きっと私は （こぶしファクトリー） 8. 今夜だけ浮かれたかった （つばきファクトリー） 9. 禁断少女 （Juice=Juice） 10. Are you Happy? （モーニング娘。'18） 11. 夏将軍 （アンジュルム） 12. MC 13. U.S.A. （一岡伶奈・島倉りか・西田汐里・江口紗耶・高瀬くるみ・前田こころ・山﨑夢羽・岡村美波・清野桃々姫） 14. MC 15. 幸せですか？ （佐藤優樹・小田さくら・佐々木莉佳子・段原瑠々・ 浜浦彩乃・浅倉樹々・高瀬くるみ・山﨑夢羽） 16. チュッ！夏パ～ティ （牧野真莉愛・川村文乃・小片リサ） 17. サマーれげぇ！レインボー （飯窪春菜・横山玲奈・和田彩花・稲場愛香・小関舞・岸本ゆめの・清野桃々姫） 18. ダンシング！夏祭り （生田衣梨奈・森戸知沙希・竹内朱莉・船木結・宮崎由加・和田桜子・新沼希空・小野瑞歩・江口紗耶・野口胡桃） 19. MC 20. ダンス部 パフォーマンス 21. MC 22. 世界一HAPPYな女の子 （石田亜佑美・小田さくら・野中美希・牧野真莉愛・羽賀朱音・加賀楓・広瀬彩海・浜浦彩乃・和田桜子） 23. 次の角を曲がれ （宮崎由加・高木紗友希・宮本佳林・植村あかり・小片リサ・新沼希空・谷本安美・岸本ゆめの・秋山眞緒） 24. MADAYADE （和田彩花・中西香菜・竹内朱莉・笠原桃奈・船木結・小関舞・一岡伶奈） 25. MC 26. 眼鏡の男の子 （一岡伶奈・島倉りか・西田汐里・江口紗耶・高瀬くるみ・前田こころ・山﨑夢羽・岡村美波・清野桃々姫） 27. 明日テンキになあれ （こぶしファクトリー） 28. ピーナッツバタージェリーラブ （カントリー・ガールズ） 29. ハッピークラッカー （つばきファクトリー） 30. Vivid Midnight （Juice=Juice） 31. 泣けないぜ・・・共感詐欺 （アンジュルム） 32. ロマンスに目覚める妄想女子の歌 （モーニング娘。'18） 33. MC 34. わがまま 気のまま 愛のジョーク 35. YEAH YEAH YEAH 【 DISC 2 】～ONE FOR ALL～ 1. OPENING 2. ハロー！ヒストリー （オールキャスト） 3. MC 4. 一尺玉でぶっ放せ！ （ハロプロ研修生） 5. 純情cm(センチメートル) （つばきファクトリー） 6. 待てないアフターファイブ （カントリー・ガールズ） 7. ナセバナル （こぶしファクトリー） 8. あばれてっか?! ハヴアグッタイ （Juice=Juice） 9. Uraha=Lover （アンジュルム） 10. A gonna （モーニング娘。'18） 11. MC 12. U.S.A. （一岡伶奈・島倉りか・西田汐里・江口紗耶・高瀬くるみ・前田こころ・山﨑夢羽・岡村美波・清野桃々姫） 13. MC 14. FIRST KISS （田中れいな・鈴木愛理） 15. MC 16. 青春Say A-HA （田中れいな/モーニング娘。'18） 17. 桃色スパークリング （鈴木愛理/加賀楓・室田瑞希・段原瑠々・浜浦彩乃・山岸理子・前田こころ） 18. MC 19. 幸せビーム！好き好きビーム！ （羽賀朱音・上國料萌衣・宮本佳林・植村あかり・山木梨沙・谷本安美・岡村美波） 20. 壊れない愛がほしいの （譜久村聖・笠原桃奈・金澤朋子・井上玲音・山岸理子・一岡伶奈・西田汐里） 21. GET UP！ラッパー （石田亜佑美・室田瑞希・梁川奈々美・野村みな美・島倉りか） 22. BE ALL RIGHT！ （野中美希・加賀楓・中西香菜・勝田里奈・高木紗友希・広瀬彩海・小野田紗栞・秋山眞緒・前田こころ・米村姫良々・中山夏月姫） 23. MC 24. シャイニング バタフライ （譜久村聖・生田衣梨奈・飯窪春菜・佐藤優樹・横山玲奈・森戸知沙希・野村みな美・井上玲音） 25. 紫陽花アイ愛物語 （金澤朋子・梁川奈々美・段原瑠々・稲場愛香・山岸理子・浅倉樹々・小野瑞歩・小野田紗栞） 26. 赤いフリージア （勝田里奈・室田瑞希・佐々木莉佳子・上國料萌衣・川村文乃・山木梨沙・高瀬くるみ・清野桃々姫） 27. MC 28. 眼鏡の男の子 （一岡伶奈・島倉りか・西田汐里・江口紗耶・高瀬くるみ・前田こころ・山﨑夢羽・岡村美波・清野桃々姫） 29. どーだっていいの （カントリー・ガールズ） 30. デートの日は二度くらいシャワーして出かけたい （つばきファクトリー） 31. 消せやしないキモチ （こぶしファクトリー） 32. ひょっこりひょうたん島 （こぶしファクトリー＆つばきファクトリー） 33. カラダだけが大人になったんじゃない （Juice=Juice） 34. Goal～明日はあっちだよ～ （Juice=Juice） 35. 君だけじゃないさ...friends(2018アコースティックVer.) （アンジュルム） 36. マナーモード （アンジュルム） 37. 青春小僧が泣いている （モーニング娘。'18） 38. でっかい宇宙に愛がある （モーニング娘。'18） 39. MC 40. 次々続々 41. ALL FOR ONE & ONE FOR ALL！ 【 DISC 3 】OG出演コーナー 1. MC 「7/14 オリックス劇場(大阪)」 2. 大阪 恋の歌 「7/14 オリックス劇場(大阪)」 （高橋愛） 3. ブギートレイン'03 「7/14 オリックス劇場(大阪)」 （藤本美貴） 4. MC 「7/14 オリックス劇場(大阪)」 5. SEXY BOY～そよ風に寄り添って～ 「7/14 オリックス劇場(大阪)」 （高橋愛・藤本美貴/モーニング娘。'18） 6. HEY！真昼の蜃気楼 「7/15 オリックス劇場(大阪)」 （太陽とシスコムーン） 7. MC 「7/15 オリックス劇場(大阪)」 8. ガタメキラ 「7/15 オリックス劇場(大阪)」 （太陽とシスコムーン） 9. Magic of Love 「7/15 オリックス劇場(大阪)」 （太陽とシスコムーン） 10. ラララのピピピ 「7/21 日本特殊陶業市民会館 フォレストホール(愛知)」 （道重さゆみ） 11. Loving you Too much 「7/21 日本特殊陶業市民会館 フォレストホール(愛知)」 （清水佐紀） 12. MC 「7/21 日本特殊陶業市民会館 フォレストホール(愛知)」 13. ドッキドキ！LOVEメール 「7/21 日本特殊陶業市民会館 フォレストホール(愛知)」 （道重さゆみ・清水佐紀） 14. 本気ボンバー！！ 「7/22 日本特殊陶業市民会館 フォレストホール(愛知)」 （熊井友理奈） 15. 夏DOKI リップスティック 「7/22 日本特殊陶業市民会館 フォレストホール(愛知)」 （矢島舞美） 16. MC 「7/22 日本特殊陶業市民会館 フォレストホール(愛知)」 17. 一丁目ロック！ 「7/22 日本特殊陶業市民会館 フォレストホール(愛知)」 （熊井友理奈・矢島舞美） 18. 悔し涙 ぽろり 「7/29 福岡国際会議場メインホール(福岡)」 （中澤裕子） 19. Moonlight night ～月夜の晩だよ～ 「7/29 福岡国際会議場メインホール(福岡)」 （新垣里沙） 20. MC 「7/29 福岡国際会議場メインホール(福岡)」 21. サマーナイトタウン 「7/29 福岡国際会議場メインホール(福岡)」 （中澤裕子・新垣里沙/モーニング娘。'18） 22. 恋の呪縛 「8/4 中野サンプラザ(東京)」（夏焼雅・須藤茉麻） 23. MC 「8/4 中野サンプラザ(東京)」 24. ライバル 「8/4 中野サンプラザ(東京)」（夏焼雅・須藤茉麻） 【 DISC 4 】OG出演コーナー 1. 元気者で行こう！ 「8/5 中野サンプラザ(東京)」 （真野恵里菜/譜久村聖・和田彩花・竹内朱莉・勝田里奈・室田瑞希・高木紗友希・宮本佳林・野村みな美・浜浦彩乃・山岸理子） 2. MC 「8/5 中野サンプラザ(東京)」 3. My Days for You 「8/5 中野サンプラザ(東京)」（真野恵里菜） 4. ジリリ キテル 「8/11 仙台サンプラザホール(宮城)」 （清水佐紀・夏焼雅） 5. MC 「8/11 仙台サンプラザホール(宮城)」 6. 本気ボンバー！！ 「8/11 仙台サンプラザホール(宮城)」 （清水佐紀・夏焼雅） 7. たんぽぽ 「8/18 わくわくホリデーホール(北海道)」 （飯田圭織・矢口真里） 8. 恋をしちゃいました！ 「8/18 わくわくホリデーホール(北海道)」 （飯田圭織・矢口真里） 9. MC 10. ふるさと 「8/18 わくわくホリデーホール(北海道)」 （飯田圭織・矢口真里/モーニング娘。'18） 11. 乙女 パスタに感動 「8/25 中野サンプラザ(東京)1公演目」 （加護亜依・鈴木愛理） 12. MC 「8/25 中野サンプラザ(東京)1公演目」 13. ロッタラ ロッタラ 「8/25 中野サンプラザ(東京)1公演目」 （鈴木愛理） 14. 恋ING 「8/25 中野サンプラザ(東京)1公演目」 （加護亜依） 15. スクランブル 「8/25 中野サンプラザ(東京)1公演目」 （後藤真希） 16. MC 「8/25 中野サンプラザ(東京)1公演目」 17. 抱いてよ！ PLEASE GO ON 「8/25 中野サンプラザ(東京)1公演目」 （後藤真希/上國料萌衣・川村文乃・梁川奈々美・小関舞・井上玲音・岸本ゆめの） 18. 晴れ 雨 のち スキ ♡ 「8/25 中野サンプラザ(東京)2公演目」 （加護亜依） 19. MC 「8/25 中野サンプラザ(東京)2公演目」 20. 恋のバカンス 「8/25 中野サンプラザ(東京)2公演目」（加護亜依・福田花音） 21. MC 「8/25 中野サンプラザ(東京)2公演目」 22. 夢見る 15歳 「8/25 中野サンプラザ(東京)2公演目」（福田花音/和田彩花） 23. MC 「8/25 中野サンプラザ(東京)2公演目」 24. Crazy 完全な大人 「9/1 広島文化学園HBGホール(広島)」（中島早貴・岡井千聖） 25. MC 「9/1 広島文化学園HBGホール(広島)」 26. Kiss me 愛してる 「9/1 広島文化学園HBGホール(広島)」（中島早貴・岡井千聖） |                                              |
| 53 |                                              |
| 『Hello! Project 20th Anniversary!! Hello! Project ハロ！フェス 2018【Hello! Project 20th Anniversary!! プレミアム】』 2019年2月20日 - DVD・Blu-ray同時発売 |                                              |
| 【 DISC 1 】 1. OPENING 2. YEAH YEAH YEAH 3. MC 4. おへその国からこんにちは （ハロプロ研修生） 5. 眼鏡の男の子 （BEYOOOOONDS） 6. MC 7. 文化祭実行委員長の恋 （BEYOOOOONDS） 8. 表面張力～Surface Tension～ （つばきファクトリー） 9. MC 10. 低温火傷 （つばきファクトリー） 11. 今夜だけ浮かれたかった （つばきファクトリー） 12. VIVA!!薔薇色の人生 （カントリー・ガールズ） 13. MC 14. 傘をさす先輩 （カントリー・ガールズ） 15. 気ままな片想い （カントリー・ガールズ） 16. ラーメン大好き小泉さんの唄 （こぶしファクトリー） 17. MC 18. GO TO THE TOP!! （こぶしファクトリー） 19. 亀になれ！ （こぶしファクトリー） 20. 負けるな わっしょい！ 21. MC 22. コンプレックスにサヨウナラ！ （ミニーズ。？(横山玲奈・森戸知沙希・上國料萌衣・船木結)） 23. MC 24. メロン記念日のテーマ 25. さぁ！ 恋人になろう （メロン記念日） 26. 赤いフリージア （メロン記念日） 27. MC 28. かわいい彼 （メロン記念日） 29. お願い魅惑のターゲット （メロン記念日） 30. This is 運命 （メロン記念日） 31. ロマンスの途中 （Juice=Juice） 32. MC 33. 素直に甘えて （Juice=Juice） 34. シンクロ。 （Juice=Juice） 35. タデ食う虫もLike it! （アンジュルム） 36. MC 37. 泣けないぜ・・・共感詐欺 （アンジュルム） 38. 46億年LOVE （アンジュルム） 39. フラリ銀座 （モーニング娘。'18） 40. MC 41. 邪魔しないで Here We Go！ （モーニング娘。'18） 42. 自由な国だから （モーニング娘。'18） 43. MC 44. かっちょ良い歌 【 DISC 2 】 1. 自由な国だから【モーニング娘。'18 プレミアム】 （モーニング娘。'18） 2. MC【モーニング娘。'18 プレミアム】 3. シャボン玉【モーニング娘。'18 プレミアム】 （モーニング娘。'18） 4. フラリ銀座【モーニング娘。'18 プレミアム】 （モーニング娘。'18） 5. Y字路の途中【モーニング娘。'18 プレミアム】 （モーニング娘。'18） 6. わがまま 気のまま 愛のジョーク【モーニング娘。'18 プレミアム】 （モーニング娘。'18） 7. ラヴ＆ピィ～ス！HEROがやって来たっ。 【モーニング娘。'18 プレミアム】 （モーニング娘。'18） 8. 出すぎた杭は打たれない【アンジュルム プレミアム】 （アンジュルム） 9. MC【アンジュルム プレミアム】 10. 46億年LOVE【アンジュルム プレミアム】 （アンジュルム） 11. タデ食う虫もLike it!【アンジュルム プレミアム】 （アンジュルム） 12. ドンデンガエシ【アンジュルム プレミアム】 （アンジュルム） 13. 次々続々【アンジュルム プレミアム】 （アンジュルム） 14. 大器晩成【アンジュルム プレミアム】 （アンジュルム） 15. マナーモード【モーニング娘。'18 プレミアム】 （アンジュルム） 16. 禁断少女【モーニング娘。'18 プレミアム】 （Juice=Juice） 17. リズムが呼んでいるぞ！【モーニング娘。'18 プレミアム】 （カントリー・ガールズ） 18. 念には念(念入り Ver.)【モーニング娘。'18 プレミアム】 （こぶしファクトリー） 19. 雪のプラネタリウム【モーニング娘。'18 プレミアム】 （つばきファクトリー） 20. 彼女になりたいっ！！！【モーニング娘。'18 プレミアム】 （ハロプロ研修生） 21. MC【モーニング娘。'18 プレミアム】 22. モーニングコーヒー【モーニング娘。'18 プレミアム】 （カントリー・ガールズ） 23. 笑顔の君は太陽さ【モーニング娘。'18 プレミアム】 （BEYOOOOONDS） 24. 直感2～逃した魚は大きいぞ！～【モーニング娘。'18 プレミアム】 （こぶしファクトリー） 25. リゾナント ブルー【モーニング娘。'18 プレミアム】 （Juice=Juice） 26. みかん【モーニング娘。'18 プレミアム】 （つばきファクトリー） 27. まじですかスカ！【モーニング娘。'18 プレミアム】 （アンジュルム） 28. MC【アンジュルム プレミアム】 29. プリーズ ミニスカ ポストウーマン！【アンジュルム プレミアム】 （つばきファクトリー） 30. チョトマテクダサイ！【アンジュルム プレミアム】 （カントリー・ガールズ） 31. 乙女の逆襲【アンジュルム プレミアム】 （BEYOOOOONDS） 32. 「良い奴」【アンジュルム プレミアム】 （モーニング娘。'18） 33. 七転び八起き【アンジュルム プレミアム】 （Juice=Juice） 34. 上手く言えない【アンジュルム プレミアム】 （こぶしファクトリー） |                                              |
| 54 |                                              |
| 『Hello! Project 20th Anniversary!! Hello! Project COUNTDOWN PARTY 2018 ～ GOOD BYE & HELLO ! ～』 2019年5月15日 - DVD・Blu-ray同時発売 |                                              |
| （以下はBlu-rayの収録内容） 【 DISC 1 】 1. OPENING 2. Hello! まっさらの自分 （ハロプロ研修生） 3. やっちゃえ！GO！GO！ （ハロプロ研修生） 4. 眼鏡の男の子 （BEYOOOOONDS） 5. 文化祭実行委員長の恋 （BEYOOOOONDS） 6. U.S.A. （BEYOOOOONDS） 7. MC 8. ピーナッツバタージェリーラブ （カントリー・ガールズ） 9. 気ままな片想い （カントリー・ガールズ） 10. 傘をさす先輩 （カントリー・ガールズ） 11. MC 12. 恋泥棒 （カントリー・ガールズ） 13. 待てないアフターファイブ （カントリー・ガールズ） 14. MC 15. I Need You ～夜空の観覧車～ （つばきファクトリー） 16. 春恋歌 （つばきファクトリー） 17. MC 18. 表面張力～Surface Tension～ （つばきファクトリー） 19. 雪のプラネタリウム （つばきファクトリー） 20. 今夜だけ浮かれたかった （つばきファクトリー） 21. MC 22. 明日テンキになあれ （こぶしファクトリー） 23. きっと私は （こぶしファクトリー） 24. MC 25. GO TO THE TOP!! （こぶしファクトリー） 26. これからだ！ （こぶしファクトリー） 27. MC 28. ナセバナル （こぶしファクトリー） 29. MC 30. コンプレックスにサヨウナラ！ （ミニーズ。？(横山玲奈・森戸知沙希・上國料萌衣・船木結)） 31. MC 32. 銀色のテレパシー （Juice=Juice） 33. 禁断少女 （Juice=Juice） 34. Vivid Midnight （Juice=Juice） 35. MC 36. Dream Road～心が躍り出してる～ （Juice=Juice） 37. SEXY SEXY （Juice=Juice） 38. あばれてっか?! ハヴアグッタイ （Juice=Juice） 39. 地団駄ダンス （Juice=Juice） 40. Fiesta! Fiesta! （Juice=Juice） 41. Goal～明日はあっちだよ～ （Juice=Juice） 42. MC 43. MC 44. 大器晩成 （アンジュルム） 45. マナーモード （アンジュルム） 46. MC 47. ミステリーナイト！ （アンジュルム） 48. キソクタダシクウツクシク （アンジュルム） 49. 君だけじゃないさ...friends （アンジュルム） 50. Uraha=Lover （アンジュルム）# MC 51. MC 52. タデ食う虫もLike it! （アンジュルム） 53. 泣けないぜ・・・共感詐欺 （アンジュルム） 54. 46億年LOVE （アンジュルム） 55. MC 56. HOW DO YOU LIKE JAPAN？～日本はどんな感じでっか？～ （モーニング娘。'18） 57. 自由な国だから （モーニング娘。'18） 58. Are you Happy? （モーニング娘。'18） 59. I surrender 愛されど愛 （モーニング娘。'18） 60. MC 61. A gonna （モーニング娘。'18） 62. 花が咲く 太陽浴びて （モーニング娘。'18） 63. フラリ銀座 （モーニング娘。'18） 64. MC 65. LOVEマシーン(updated) （モーニング娘。'18） 66. ラヴ＆ピィ～ス！HEROがやって来たっ。 （モーニング娘。'18） 67. MC 68. YEAH YEAH YEAH 69. ENDING 【 DISC 2 】 1. OPENING 2. 誤爆～We Can't Go Back～ （山木梨沙・一岡伶奈・島倉りか・高瀬くるみ） 3. わかっているのにごめんね （山木梨沙・一岡伶奈・島倉りか・高瀬くるみ） 4. BE HAPPY 恋のやじろべえ （山木梨沙・一岡伶奈・島倉りか・高瀬くるみ） 5. MC 6. デートの日は二度くらいシャワーして出かけたい （つばきファクトリー） 7. 私がオバさんになっても （つばきファクトリー） 8. 純情cm(センチメートル) （つばきファクトリー） 9. MC 10. ハッピークラッカー （つばきファクトリー） 11. オラはにんきもの （こぶしファクトリー） 12. バッチ来い青春！ （こぶしファクトリー） 13. MC 14. 地球からの三重奏 （こぶしファクトリー） 15. 未熟半熟トロトロ（こぶしファクトリー） 16. 一丁目ロック！ （こぶしファクトリー/つばきファクトリー） 17. MC ～カウントダウン～ 18. そうだ！We're ALIVE 19. MC 20. Danceでバコーン！ （矢島舞美・中島早貴） 21. いざ、進め！Steady go！ （矢島舞美・中島早貴） 22. Danceでバコーン！ （矢島舞美・中島早貴） 23. 付き合ってるのに片思い （矢島舞美・中島早貴） 24. 世の中薔薇色 （須藤茉麻・熊井友理奈） 25. MC 26. 選ばれし私達 （Juice=Juice） 27. GIRLS BE AMBITIOUS （Juice=Juice） 28. 大人の事情 （Juice=Juice） 29. Magic of Love(J=J 2015Ver.) （Juice=Juice） 30. MC 31. 新・日本のすすめ！ （アンジュルム） 32. MC 33. 好きよ、純情反抗期。 （アンジュルム） 34. ショートカット （アンジュルム） 35. 手を握って歩きたい （アンジュルム） 36. MC 37. Hand made CITY （モーニング娘。'19） 38. 泡沫サタデーナイト！ （モーニング娘。'19） 39. MC 40. 恋愛ハンター(updated) （モーニング娘。'19） 41. 元気ピカッピカッ！ （モーニング娘。'19） 42. OK YEAH！ （モーニング娘。'19） 43. MC 44. 青空がいつまでも続くような未来であれ！ （モーニング娘。'19） 45. MC 46. ENDING |                                              |
| 55 |                                              |
| 『Hello! Project 20th Anniversary!! Hello! Project 2019 WINTER ～YOU & I・NEW AGE～』 2019年5月29日 - DVD・Blu-ray同時発売 |                                              |
| 【 DISC 1 】～YOU & I～ 1. OPENING 2. 大器晩成 3. MC 4. VTR 5. アツイ！ （BEYOOOOONDS） 6. Rainbow （ハロプロ研修生） 7. 弱気女子退部届 （カントリー・ガールズ） 8. ハルウララ （こぶしファクトリー） 9. 三回目のデート神話 （つばきファクトリー） 10. 微炭酸 （Juice=Juice） 11. タデ食う虫もLike it! （アンジュルム） 12. I surrender 愛されど愛 （モーニング娘。'19） 13. MC 14. Everyday Everywhere （太陽とシスコムーン） 15. MC 16. Magic of Love （太陽とシスコムーン） 17. MC 18. 抱いて HOLD ON ME！ （高木紗友希・小野田紗栞） 19. LOVEマシーン （上國料萌衣・金澤朋子・山岸理子） 20. 恋愛レボリューション21 （船木結・浜浦彩乃・清野桃々姫） 21. This is 運命 （牧野真莉愛・室田瑞希・稲場愛香・広瀬彩海） 22. ♡桃色片想い♡ （梁川奈々美・山﨑夢羽） 23. MC 24. 夢見る 15歳 （笠原桃奈・太田遥香・伊勢鈴蘭・西田汐里・江口紗耶） 25. Danceでバコーン！ （加賀楓・段原瑠々・小野瑞歩） 26. 元気者で行こう！ （宮崎由加・小片リサ） 27. この地球の平和を本気で願ってるんだよ！ （勝田里奈・植村あかり・小関舞） 28. 初恋サイダー （佐藤優樹・宮本佳林・岸本ゆめの） 29. MC 30. ダンス部 パフォーマンス 31. MC 32. 笑顔に涙～THANK YOU! DEAR MY FRIENDS～ 33. MC 34. 眼鏡の男の子 （BEYOOOOONDS） 35. 念には念(念入り Ver.) （こぶしファクトリー） 36. 愛おしくってごめんね （カントリー・ガールズ） 37. 表面張力～Surface Tension～ （つばきファクトリー） 38. フラリ銀座 （モーニング娘。'19） 39. Good bye & Good luck！ （Juice=Juice） 40. 46億年LOVE （アンジュルム） 41. MC 42. Are you Happy? 特典映像 1. MC 2. サマーナイトタウン （保田圭・矢口真里・市井紗耶香） 3. MC 4. 恋のダンスサイト （保田圭・矢口真里・市井紗耶香） 【 DISC 2 】～NEW AGE～ 1. OPENING 2. ハロー！ヒストリー 3. MC 4. VTR 5. LALALA 幸せの歌 （ハロプロ研修生） 6. 都営大江戸線の六本木駅で抱きしめて （CHICA#TETSU） 7. 夢幻クライマックス （平井美葉・小林萌花・里吉うたの） 8. GIRL ZONE （雨ノ森 川海） 9. ふわり、恋時計 （つばきファクトリー） 10. 傘をさす先輩 （カントリー・ガールズ） 11. 亀になれ！ （こぶしファクトリー） 12. ポツリと （Juice=Juice） 13. 自由な国だから （モーニング娘。'19） 14. エイティーン エモーション （アンジュルム） 15. MC 16. ガタメキラ （太陽とシスコムーン） 17. MC 18. YES！しあわせ （太陽とシスコムーン） 19. MC 20. ブギートレイン'03 （井上玲音・島倉りか） 21. スクランブル （和田彩花・浅倉樹々） 22. 恋のテレフォンGOAL （横山玲奈・川村文乃） 23. スッペシャル ジェネレ～ション （小田さくら・和田桜子・新沼希空・高瀬くるみ） 24. 恋する♡エンジェル♡ハート （譜久村聖・山木梨沙・松永里愛） 25. MC 26. ロマンスの途中 （佐々木莉佳子・野村みな美・秋山眞緒） 27. 恋泥棒 （羽賀朱音・岡村美波） 28. ラーメン大好き小泉さんの唄 （生田衣梨奈・竹内朱莉・谷本安美） 29. 次々続々 （石田亜佑美・前田こころ・平井美葉・里吉うたの） 30. 初恋サンライズ （森戸知沙希・一岡伶奈・小林萌花） 31. MC 32. ダンス部 パフォーマンス 33. MC 34. 友情 純情 oh 青春 35. MC 36. アツイ！ （BEYOOOOONDS） 37. 可能性のコンチェルト （つばきファクトリー） 38. 小生意気ガール （カントリー・ガールズ） 39. シャララ！やれるはずさ （こぶしファクトリー） 40. Borderline （Juice=Juice） 41. マナーモード （アンジュルム） 42. みかん （モーニング娘。'19） 43. MC 44. Wonderful World 特典映像 1. MC 2. Midnight Temptation （矢島舞美・中島早貴・岡井千聖） 3. MC 4. Danceでバコーン！ （矢島舞美・中島早貴・岡井千聖） |                                              |
| 56 |                                              |
| 『Hello! Project 20th Anniversary!! Hello! Project ひなフェス 2019 【Hello! Project 20th Anniversary!! プレミアム】』 2018年8月14日 - DVD・Blu-ray同時発売 |                                              |
| 【 DISC 1 】 1. OPENING 2. ロボキッス （辻希美・加護亜依） 3. MC 4. Missラブ探偵 （辻希美・加護亜依） 5. MC 6. Crying （ハロプロ研修生） 7. 都営大江戸線の六本木駅で抱きしめて （CHICA#TETSU） 8. GIRL ZONE （雨ノ森 川海） 9. MC 10. 眼鏡の男の子 （BEYOOOOONDS） 11. ふわり、恋時計 （つばきファクトリー） 12. MC 13. 春恋歌 （つばきファクトリー） 14. 三回目のデート神話 （つばきファクトリー） 15. 革命チックKISS （カントリー・ガールズ） 16. MC 17. 妄想リハーサル （カントリー・ガールズ） 18. 浮気なハニーパイ （カントリー・ガールズ） 19. Oh No 懊悩 （こぶしファクトリー） 20. MC 21. ハルウララ （こぶしファクトリー） 22. チョット愚直に！猪突猛進 （こぶしファクトリー） 23. 桜ナイトフィーバー 24. MC 25. ミニモニ。ひなまつり！ （辻希美・加護亜依・上國料萌衣・船木結） 26. MC 27. ラッキーチャチャチャ！ （辻希美・加護亜依・上國料萌衣・船木結） 28. MC 29. I WISH （辻希美/加護亜依/モーニング娘。'19） 30. MC 31. Moonlight night ～月夜の晩だよ～ （清野桃々姫） 32. ひとり占めしたかっただけなのに （かれいぱん(加賀楓・広瀬彩海・井上玲音)） 33. 地団駄ダンス （Juice=Juice） 34. MC 35. 微炭酸 （Juice=Juice） 36. Borderline （Juice=Juice） 37. 恋はアッチャアッチャ （アンジュルム） 38. MC 39. 泣けないぜ・・・共感詐欺 （アンジュルム） 40. タデ食う虫もLike it! （アンジュルム） 41. 青春Night （モーニング娘。'19） 42. MC 43. The 摩天楼ショー （モーニング娘。'19） 44. I surrender 愛されど愛 （モーニング娘。'19） 45. MC 46. Only you～One･Two･Three(updated) （鞘師里保・譜久村聖・生田衣梨奈・石田亜佑美・佐藤優樹・小田さくら） 47. 哀愁ロマンティック （道重さゆみ・譜久村聖） 48. 気まぐれプリンセス （新垣里沙・野中美希・牧野真莉愛・羽賀朱音・加賀楓・横山玲奈・森戸知沙希） 49. MC 50. Fantasyが始まる （新垣里沙/道重さゆみ/鞘師里保/モーニング娘。'19） 51. MC 52. YEAH YEAH YEAH 【 DISC 2 】【Juice=Juice プレミアム】 1. ロマンスの途中 （Juice=Juice） 2. MC 3. CHOICE & CHANCE （Juice=Juice） 4. 桜ナイトフィーバー 5. MC 6. お願い魅惑のターゲット （羽賀朱音） 7. 印象派 ルノアールのように （あふるり(和田彩花・船木結・段原瑠々・山岸理子)） 8. MC 9. TOKYOグライダー （カントリー・ガールズ/BEYOOOOONDS） 10. 禁断少女 （アンジュルム/つばきファクトリー） 11. Goal～明日はあっちだよ～ （モーニング娘。'19/こぶしファクトリー） 12. MC 13. 微炭酸 （Juice=Juice） 14. KEEP ON 上昇志向！！ （Juice=Juice） 15. Fiesta! Fiesta! （Juice=Juice） 16. カラダだけが大人になったんじゃない （Juice=Juice） 17. MC 18. Magic of Love (J=J 2015Ver.) |                                              |
| 57 |                                              |
| 『Hello! Project 20th Anniversary!! Hello! Project ひなフェス 2019 【モーニング娘。'19 プレミアム】』 2018年8月14日 - DVD・Blu-ray同時発売 |                                              |
| 【 DISC 1 】 1. OPENING 2. 青春Night （モーニング娘。'19） 3. MC 4. I surrender 愛されど愛 （モーニング娘。'19） 5. MC 6. 目立ってDo Dance （ハロプロ研修生） 7. 都営大江戸線の六本木駅で抱きしめて （CHICA#TETSU） 8. GIRL ZONE （雨ノ森 川海） 9. MC 10. アツイ！ （BEYOOOOONDS） 11. ふわり、恋時計 （つばきファクトリー） 12. MC 13. 春恋歌 （つばきファクトリー） 14. 今夜だけ浮かれたかった （つばきファクトリー） 15. 革命チックKISS （カントリー・ガールズ） 16. MC 17. 書いては消しての “I Love You” （カントリー・ガールズ） 18. 浮気なハニーパイ （カントリー・ガールズ） 19. Oh No 懊悩 （こぶしファクトリー） 20. MC 21. ハルウララ （こぶしファクトリー） 22. サンバ！こぶしジャネイロ （こぶしファクトリー） 23. 桜ナイトフィーバー 24. MC 25. 愛して 愛して 後一分 （和田桜子） 26. グルグルJUMP （毎日楽しく過ごし隊！(横山玲奈・竹内朱莉・上國料萌衣・太田遥香・宮本佳林・一岡伶奈)） 27. Fiesta! Fiesta! （Juice=Juice） 28. MC 29. 微炭酸 （Juice=Juice） 30. Borderline （Juice=Juice） 31. 恋はアッチャアッチャ （アンジュルム） 32. MC 33. 泣けないぜ・・・共感詐欺 （アンジュルム） 34. 大器晩成 （アンジュルム） 35. MC 36. BRAND NEW MORNING （Juice=Juice/こぶしファクトリー） 37. 女が目立って なぜイケナイ （カントリー・ガールズ/つばきファクトリー） 38. What is LOVE? （アンジュルム/BEYOOOOONDS） 39. MC 40. ジェラシー ジェラシー （モーニング娘。'19） 41. 恋してみたくて （モーニング娘。'19） 42. 泡沫サタデーナイト！ （モーニング娘。'19） 43. わがまま 気のまま 愛のジョーク （モーニング娘。'19） 44. MC 45. 恋愛レボリューション21 【 DISC 2 】【アンジュルム プレミアム】 1. 恋はアッチャアッチャ （アンジュルム） 2. MC 3. マナーモード （アンジュルム） 4. 桜ナイトフィーバー 5. MC 6. ブギウギLOVE （平井美葉） 7. 最高ミュージック （COOOOOUNGERME。(森戸知沙希・中西香菜・川村文乃・小関舞・里吉うたの)） 8. MC 9. タチアガール （カントリー・ガールズ/こぶしファクトリー） 10. MC 11. 桜ナイトフィーバー （オールキャスト） 12. キソクタダシクウツクシク （つばきファクトリー/BEYOOOOONDS） 13. 旅立ちの春が来た （モーニング娘。'19/Juice=Juice） 14. MC 15. I 無双 Strong！ （アンジュルム） 16. 有頂天LOVE （アンジュルム） 17. 夢見た 15年 （アンジュルム） 18. 46億年LOVE （アンジュルム） 19. MC 20. 夢見る 15歳 |                                              |
| 58 |                                              |
| 『Hello! Project 2019 SUMMER 「beautiful/harmony」』 2019年12月25日 - DVD・Blu-ray同時発売 |                                              |
| 【 DISC 1 】Hello! Project 2019 SUMMER 「beautiful」 1. OPENING VTR 2. 泡沫サタデーナイト！ （モーニング娘。'19） 3. 初恋サンライズ （つばきファクトリー） 4. 文化祭実行委員長の恋 （BEYOOOOONDS） 5. Goal～明日はあっちだよ～ （Juice=Juice） 6. Good Boy Bad Girl （カントリー・ガールズ） 7. シャララ！やれるはずさ （こぶしファクトリー） 8. 恋はアッチャアッチャ （アンジュルム） 9. MC 10. ニッポンノD・N・A！ （BEYOOOOONDS） 11. One Summer Night～真夏の決心～ （カントリー・ガールズ） 12. 悪いヒト （ハロプロ研修生） 13. Oh No 懊悩 （こぶしファクトリー） 14. ナインティーンの蜃気楼 （つばきファクトリー） 15. 「ひとりで生きられそう」って それってねえ、褒めているの？ （Juice=Juice） 16. 赤いイヤホン （アンジュルム） 17. ENDLESS SKY （モーニング娘。'19） 18. MC 19. さあ、早速盛り上げて 行こか〜！！ （横山玲奈(モーニング娘。'19)/佐々木莉佳子(アンジュルム)/高木紗友希(Juice=Juice)/船木結(アンジュルム/カントリー・ガールズ)/岸本ゆめの(つばきファクトリー)/江口紗耶(BEYOOOOONDS)） 20. ドットビキニ （小田さくら・野中美希(モーニング娘。'19)/川村文乃(アンジュルム)/宮本佳林(Juice=Juice)/井上玲音(こぶしファクトリー)/谷本安美(つばきファクトリー)/島倉りか・平井美葉(BEYOOOOONDS)） 21. 魔女っ子メグちゃん （生田衣梨奈(モーニング娘。'19)/植村あかり(Juice=Juice)/山木梨沙(カントリー・ガールズ)/山岸理子(つばきファクトリー)/高瀬くるみ(BEYOOOOONDS)） 22. まじですかスカ！ （室田瑞希・上國料萌衣(アンジュルム)/広瀬彩海(こぶしファクトリー)/新沼希空(つばきファクトリー)/一岡伶奈・前田こころ(BEYOOOOONDS)） 23. My Days for You （牧野真莉愛(モーニング娘。'19)/中西香菜(アンジュルム)/浜浦彩乃(こぶしファクトリー)/小野田紗栞(つばきファクトリー)/岡村美波(BEYOOOOONDS)） 24. 愛すクリ～ムとMyプリン （譜久村聖(モーニング娘。'19)/笠原桃奈(アンジュルム)/稲場愛香(Juice=Juice)/西田汐里(BEYOOOOONDS)） 25. ソラシド～ねえねえ～ （加賀楓(モーニング娘。'19)/金澤朋子(Juice=Juice)/秋山眞緒(つばきファクトリー)/山﨑夢羽(BEYOOOOONDS)） 26. あぁ いいな！ （佐藤優樹(モーニング娘。'19)/太田遥香(アンジュルム)/和田桜子(こぶしファクトリー)/小野瑞歩(つばきファクトリー)/小林萌花(BEYOOOOONDS)） 27. 友情 ～心のブスにはならねぇ!～ （石田亜佑美(モーニング娘。'19)/竹内朱莉(アンジュルム)/小関舞(カントリー・ガールズ)/野村みな美(こぶしファクトリー)/里吉うたの(BEYOOOOONDS)） 28. ブスにならない哲学 （羽賀朱音(モーニング娘。'19)/勝田里奈・伊勢鈴蘭(アンジュルム)/段原瑠々(Juice=Juice)/森戸知沙希(モーニング娘。'19/カントリー・ガールズ)/小片リサ(つばきファクトリー)/清野桃々姫(BEYOOOOONDS)） 29. MC 30. Go Waist 31. MC 32. ダンス部 パフォーマンス 33. MC 34. 眼鏡の男の子 （BEYOOOOONDS） 35. わかっているのにごめんね （カントリー・ガールズ） 36. ドカンとBREAK！ （こぶしファクトリー） 37. 今夜だけ浮かれたかった （つばきファクトリー） 38. Fiesta! Fiesta! （Juice=Juice） 39. 青春Night （モーニング娘。'19） 40. 夏将軍 （アンジュルム） 41. MC 42. 愛の軍団 【 DISC 2 】Hello! Project 2019 SUMMER 「harmony」 1. OPENING VTR 2. GIRL ZONE （雨ノ森 川海） 3. 都営大江戸線の六本木駅で抱きしめて （CHICA#TETSU） 4. ためらい サマータイム （カントリー・ガールズ） 5. 純情cm(センチメートル) （つばきファクトリー） 6. バッチ来い青春！ （こぶしファクトリー） 7. KEEP ON 上昇志向！！ （Juice=Juice） 8. 臥薪嘗胆 （アンジュルム） 9. ハッピーサマーウェディング （モーニング娘。'19） 10. MC 11. Go Waist （BEYOOOOONDS） 12. 情熱スパークル （ハロプロ研修生） 13. 夏色のパレット （カントリー・ガールズ） 14. 就活センセーション （つばきファクトリー） 15. 消せやしないキモチ （こぶしファクトリー） 16. 微炭酸 （Juice=Juice） 17. 人生、すなわちパンタ・レイ （アンジュルム） 18. 人生Blues （モーニング娘。'19） 19. MC 20. 青春ソング （小田さくら(モーニング娘。'19)/室田瑞希・笠原桃奈(アンジュルム)/高木紗友希・宮本佳林(Juice=Juice)/広瀬彩海(こぶしファクトリー)/山岸理子(つばきファクトリー)/西田汐里(BEYOOOOONDS)） 21. Midnight Temptation （野中美希・牧野真莉愛・羽賀朱音(モーニング娘。'19)/和田桜子(こぶしファクトリー)/新沼希空・小野田紗栞(つばきファクトリー)/山﨑夢羽(BEYOOOOONDS)） 22. 蝉 （譜久村聖(モーニング娘。'19)/勝田里奈(アンジュルム)/山木梨沙(カントリー・ガールズ)/野村みな美(こぶしファクトリー)/小片リサ(つばきファクトリー)/一岡伶奈・清野桃々姫・小林萌花(BEYOOOOONDS)） 23. SHINES （石田亜佑美・佐藤優樹(モーニング娘。'19)/佐々木莉佳子・太田遥香・伊勢鈴蘭(アンジュルム)/稲場愛香(Juice=Juice)/谷本安美(つばきファクトリー)） 24. HAPPY!Stand Up （横山玲奈(モーニング娘。'19)/森戸知沙希(モーニング娘。'19/カントリー・ガールズ)/竹内朱莉(アンジュルム)/金澤朋子(Juice=Juice)/浜浦彩乃(こぶしファクトリー)/高瀬くるみ・前田こころ(BEYOOOOONDS)） 25. 人生はSTEP! （生田衣梨奈(モーニング娘。'19)/川村文乃・上國料萌衣(アンジュルム)/段原瑠々(Juice=Juice)） 26. ライバル （加賀楓(モーニング娘。'19)/小関舞(カントリー・ガールズ)/井上玲音(こぶしファクトリー)/小野瑞歩(つばきファクトリー)/島倉りか・平井美葉・里吉うたの(BEYOOOOONDS)） 27. 一丁目ロック！ （中西香菜(アンジュルム)/船木結(アンジュルム/カントリー・ガールズ)/植村あかり(Juice=Juice)/岸本ゆめの・秋山眞緒(つばきファクトリー)/江口紗耶・岡村美波(BEYOOOOONDS)） 28. MC 29. さあ、早速盛り上げて 行こか〜！！ （横山玲奈(モーニング娘。'19)/佐々木莉佳子(アンジュルム)/高木紗友希(Juice=Juice)/船木結(アンジュルム/カントリー・ガールズ)/岸本ゆめの(つばきファクトリー)/江口紗耶(BEYOOOOONDS)） 30. ドットビキニ （小田さくら・野中美希(モーニング娘。'19)/川村文乃(アンジュルム)/宮本佳林(Juice=Juice)/井上玲音(こぶしファクトリー)/谷本安美(つばきファクトリー)/島倉りか・平井美葉(BEYOOOOONDS)） 31. 魔女っ子メグちゃん （生田衣梨奈(モーニング娘。'19)/植村あかり(Juice=Juice)/山木梨沙(カントリー・ガールズ)/山岸理子(つばきファクトリー)/高瀬くるみ(BEYOOOOONDS)） 32. まじですかスカ！ （室田瑞希・上國料萌衣(アンジュルム)/広瀬彩海(こぶしファクトリー)/新沼希空(つばきファクトリー)/一岡伶奈・前田こころ(BEYOOOOONDS)） 33. My Days for You （牧野真莉愛(モーニング娘。'19)/中西香菜(アンジュルム)/浜浦彩乃(こぶしファクトリー)/小野田紗栞(つばきファクトリー)/岡村美波(BEYOOOOONDS)） 34. 愛すクリ～ムとMyプリン （譜久村聖(モーニング娘。'19)/笠原桃奈(アンジュルム)/稲場愛香(Juice=Juice)/西田汐里(BEYOOOOONDS)） 35. ソラシド～ねえねえ～ （加賀楓(モーニング娘。'19)/金澤朋子(Juice=Juice)/秋山眞緒(つばきファクトリー)/山﨑夢羽(BEYOOOOONDS)） 36. あぁ いいな！ （佐藤優樹(モーニング娘。'19)/太田遥香(アンジュルム)/和田桜子(こぶしファクトリー)/小野瑞歩(つばきファクトリー)/小林萌花(BEYOOOOONDS)） 37. 友情 ～心のブスにはならねぇ!～ （石田亜佑美(モーニング娘。'19)/竹内朱莉(アンジュルム)/小関舞(カントリー・ガールズ)/野村みな美(こぶしファクトリー)/里吉うたの(BEYOOOOONDS)） 38. ブスにならない哲学 （羽賀朱音(モーニング娘。'19)/勝田里奈・伊勢鈴蘭(アンジュルム)/段原瑠々(Juice=Juice)/森戸知沙希(モーニング娘。'19/カントリー・ガールズ)/小片リサ(つばきファクトリー)/清野桃々姫(BEYOOOOONDS)） 39. MC 40. でっかい宇宙に愛がある 41. MC 42. ダンス部 パフォーマンス 43. MC 44. アツイ！ （BEYOOOOONDS） 45. どーだっていいの （カントリー・ガールズ） 46. 帰ろう レッツゴー！ （つばきファクトリー） 47. サンバ！こぶしジャネイロ 2019 （こぶしファクトリー） 48. 生まれたてのBaby Love （Juice=Juice） 49. Goal～明日はあっちだよ～ （Juice=Juice） 50. I 無双 Strong！ （アンジュルム） 51. 浪漫 ～MY DEAR BOY～ （モーニング娘。'19） 52. MC 53. 46億年LOVE |                                              |
| 59 |                                              |
| 『Hello! Project COUNTDOWN PARTY 2019 ～ GOOD BYE & HELLO ! ～』 2020年5月20日 - Blu-rayのみ発売 |                                              |
| 【 DISC 1 】 1. OPENING 2. 絶対アイドル宣言 （ハロプロ研修生） 3. 情熱スパークル （ハロプロ研修生） 4. 眼鏡の男の子 （BEYOOOOONDS） 5. 恋のおスウィング （BEYOOOOONDS） 6. 文化祭実行委員長の恋 （BEYOOOOONDS） 7. 元年バンジージャンプ （BEYOOOOONDS） 8. MC 9. ニッポンノD・N・A！ （BEYOOOOONDS） 10. MC 11. ふわり、恋時計 （つばきファクトリー） 12. I Need You ～夜空の観覧車～ （つばきファクトリー） 13. MC 14. 抱きしめられてみたい （つばきファクトリー） 15. 三回目のデート神話 （つばきファクトリー） 16. 今夜だけ浮かれたかった （つばきファクトリー） 17. MC 18. LOVEマシーン （こぶしファクトリー） 19. MC 20. ハルウララ （こぶしファクトリー） 21. Oh No 懊悩 （こぶしファクトリー） 22. 開き直っちゃえ！ （こぶしファクトリー） 23. 亀になれ！ （こぶしファクトリー） 24. MC 25. Fantasyが始まる（道重さゆみ） 26. MC 27. 瞬間Watcher （道重さゆみ） 28. OK！生きまくっちゃえ （道重さゆみ） 29. MC （道重さゆみ） 30. MC 31. 「ひとりで生きられそう」って それってねえ、褒めているの？ (New Vocal Ver.) （Juice=Juice） 32. ポツリと （Juice=Juice） 33. MC 34. Va-Va-Voom （Juice=Juice） 35. 微炭酸 （Juice=Juice） 36. Borderline （Juice=Juice） 37. Fiesta! Fiesta! （Juice=Juice） 38. GIRLS BE AMBITIOUS （Juice=Juice） 39. Magic of Love(J=J 2015Ver.) （Juice=Juice） 40. MC 41. 赤いイヤホン （アンジュルム） 42. 私を創るのは私 （アンジュルム） 43. 恋はアッチャアッチャ （アンジュルム） 44. MC 45. 全然起き上がれないSUNDAY （アンジュルム） 46. マナーモード （アンジュルム） 47. 人生、すなわちパンタ・レイ （アンジュルム） 48. 46億年LOVE （アンジュルム） 49. 大器晩成 （アンジュルム） 50. MC 51. LOVEペディア（モーニング娘。'19） 52. 人間関係No way way （モーニング娘。'19） 53. MC 54. KOKORO＆KARADA （モーニング娘。'19） 55. 青春Night （モーニング娘。'19） 56. 恋してみたくて （モーニング娘。'19） 57. 人生Blues （モーニング娘。'19） 58. Hey！Unfair Baby （モーニング娘。'19） 59. I surrender 愛されど愛 （モーニング娘。'19） 60. ENDLESS SKY （モーニング娘。'19） 61. MC 62. みかん 63. ENDING 【 DISC 2 】 1. 恋はアッチャアッチャ （公式アッチャアッチャ応援隊） 2. OPENING 3. We Need a Name！ （BEYOOOOONDS） 4. 都営大江戸線の六本木駅で抱きしめて （BEYOOOOONDS） 5. GIRL ZONE （BEYOOOOONDS） 6. 恋愛奉行 （BEYOOOOONDS） 7. 初恋サンライズ （つばきファクトリー） 8. 笑って （つばきファクトリー） 9. MC 10. ハナモヨウ （つばきファクトリー） 11. ハッピークラッカー （つばきファクトリー） 12. Come with me （こぶしファクトリー） 13. MC 14. 好きかもしれない （こぶしファクトリー） 15. アンラッキーの事情 （こぶしファクトリー） 16. 明日の私は今日より綺麗 （こぶしファクトリー） 17. MC ～カウントダウン～ 18. Hello！のテーマ 19. MC 20. 雑煮でケンカしてんじゃねーよ （宮崎由加・牧野真莉愛・川村文乃） 21. MC 22. Escape （鈴木愛理） 23. MC 24. Break it down （鈴木愛理） 25. 初恋サイダー （鈴木愛理） 26. MC 27. エイティーン エモーション （アンジュルム） 28. チョトマテクダサイ！ （アンジュルム） 29. MC 30. ショートカット （アンジュルム） 31. ええか！？ （アンジュルム） 32. 有頂天LOVE （アンジュルム） 33. MC 34. ロマンスの途中 （Juice=Juice） 35. 生まれたてのBaby Love （Juice=Juice） 36. MC 37. 「ひとりで生きられそう」って それってねえ、褒めているの？ （Juice=Juice） 38. 25歳永遠説 （Juice=Juice） 39. MC 40. Wonderful World （Juice=Juice） 41. Goal～明日はあっちだよ～ （Juice=Juice） 42. MC 43. BRAND NEW MORNING （モーニング娘。'20） 44. Password is 0 （モーニング娘。'20） 45. MC 46. Mr.Moonlight～愛のビッグバンド～ （モーニング娘。'20/工藤遥） 47. Oh my wish！ （モーニング娘。'20/工藤遥） 48. MC 49. ムキダシで向き合って （モーニング娘。'20） 50. 歩いてる （モーニング娘。'20） 51. MC 52. ENDING 特典映像 1. 戦う大人【オープニングアクト】 （Lovelys） |                                              |
| 60 |                                              |
| 『Hello! Project 2020 Winter HELLO! PROJECT IS [ ] ～side A / side B～』 2020年5月27日 - DVD・Blu-ray同時発売 |                                              |
| 【 DISC 1 】Hello! Project 2020 Winter HELLO! PROJECT IS [ ] ～side A～ 1. OPENING VTR 2. One・Two・Three(updated) （モーニング娘。'20） 3. 低温火傷 （つばきファクトリー） 4. Go Waist （BEYOOOOONDS） 5. 天まで登れ！ （ハロプロ研修生） 6. ドスコイ！ケンキョにダイタン （こぶしファクトリー） 7. 46億年LOVE （アンジュルム） 8. Wonderful World （Juice=Juice） 9. MC 10. 表参道A5 （ハロプロ研修生） 11. 都会っ子 純情 （横山玲奈・川村文乃・橋迫鈴・西田汐里・山﨑夢羽） 12. ROCKエロティック （羽賀朱音・船木結・段原瑠々・新沼希空） 13. 僕らの世代！ （広瀬彩海・井上玲音・小片リサ） 14. 女が目立って なぜイケナイ （笠原桃奈・小野瑞歩・秋山眞緒・前田こころ） 15. タチアガール （伊勢鈴蘭・平井美葉・小林萌花・里吉うたの） 16. 恋泥棒 （山﨑愛生・太田遥香・工藤由愛） 17. 黄色いお空で BOOM BOOM BOOM （生田衣梨奈・石田亜佑美・佐藤優樹・北川莉央・岡村ほまれ） 18. 君の代わりは居やしない 19. サンバ！こぶしジャネイロ 2019 20. MC 21. ダンス部 パフォーマンス 22. MC 23. ミステイク （ハロプロ研修生ユニット） 24. 恋愛奉行 （BEYOOOOONDS） 25. 意識高い乙女のジレンマ （つばきファクトリー） 26. 明日の私は今日より綺麗 （こぶしファクトリー） 27. 青春の花 （こぶしファクトリー） 28. MC 29. あなたなしでは生きてゆけない （譜久村聖・小田さくら・竹内朱莉・高木紗友希・宮本佳林・浜浦彩乃） 30. 涙の色 （室田瑞希・植村あかり・野村みな美・山岸理子） 31. すっちゃかめっちゃか～ （野中美希・森戸知沙希・上國料萌衣・谷本安美・浅倉樹々・小野田紗栞） 32. 桃色スパークリング （牧野真莉愛・加賀楓・金澤朋子・和田桜子・岸本ゆめの・一岡伶奈） 33. 好きよ、純情反抗期。 （松永里愛・島倉りか・江口紗耶・岡村美波） 34. SONGS （佐々木莉佳子・稲場愛香・高瀬くるみ・清野桃々姫） 35. 「ひとりで生きられそう」って それってねえ、褒めているの？(New Vocal Ver.) （Juice=Juice） 36. 私を創るのは私 （アンジュルム） 37. LOVEペディア （モーニング娘。'20） 38. 人間関係No way way （モーニング娘。'20） 39. MC 40. ニッポンノD・N・A！ 【 DISC 2 】Hello! Project 2020 Winter HELLO! PROJECT IS [ ] ～side B～ 1. OPENING VTR 2. ハロー！ヒストリー 3. MC 4. 新年バンジージャンプ （BEYOOOOONDS） 5. 明晩、ギャラクシー劇場で （アンジュルム） 6. 眼鏡の男の子 （アンジュルム/BEYOOOOONDS） 7. 人生、すなわちパンタ・レイ （アンジュルム/BEYOOOOONDS） 8. MC 9. ボーイフレンド （石田亜佑美・伊勢鈴蘭） 10. 白いTOKYO （牧野真莉愛・横山玲奈・森戸知沙希・野村みな美・一岡伶奈） 11. 桜チラリ （小田さくら・羽賀朱音・北川莉央・和田桜子・高瀬くるみ） 12. 旅立ちの春が来た （高木紗友希・浜浦彩乃・岸本ゆめの） 13. 世の中薔薇色 （佐藤優樹・岡村ほまれ・佐々木莉佳子・船木結・段原瑠々） 14. 悲しき雨降り （山﨑愛生・室田瑞希・西田汐里・前田こころ） 15. MC 16. ダンス部 パフォーマンス 17. 悪いヒト （ハロプロ研修生） 18. 抱きしめられてみたい （つばきファクトリー） 19. 好きかもしれない （こぶしファクトリー） 20. 今夜だけ浮かれたかった （こぶしファクトリー/つばきファクトリー） 21. シャララ！やれるはずさ （こぶしファクトリー/つばきファクトリー） 22. 青春の花 （こぶしファクトリー） 23. MC 24. 夏の夜はデインジャー！ （生田衣梨奈・川村文乃・金澤朋子・松永里愛・井上玲音・秋山眞緒） 25. シャニムニ パラダイス （広瀬彩海・島倉りか・江口紗耶・小林萌花） 26. 恋のヌケガラ （工藤由愛・浅倉樹々・小野瑞歩・里吉うたの） 27. ハピネス ～幸福歓迎！～ （譜久村聖・野中美希・上國料萌衣 ・笠原桃奈・太田遥香・橋迫鈴・新沼希空・岡村美波） 28. WOW WOW WOW （加賀楓・竹内朱莉・山岸理子・小片リサ・谷本安美・山﨑夢羽） 29. ロマンスを語って （宮本佳林・植村あかり・稲場愛香・小野田紗栞・清野桃々姫・平井美葉） 30. ミステイク （ハロプロ研修生ユニット） 31. Va-Va-Voom （Juice=Juice） 32. KOKORO＆KARADA （モーニング娘。'20） 33. I surrender 愛されど愛 （モーニング娘。'20/Juice=Juice） 34. 伊達じゃないよ うちの人生は （モーニング娘。'20/Juice=Juice） 35. MC 36. スッペシャル ジェネレ～ション 37. Say Yeah！－もっとミラクルナイト－ 38. Magic of Love(J=J 2015Ver.) |                                              |
| 61 |                                              |
| 『Hello! Project ひなフェス 2020 【モーニング娘。'20 プレミアム】』 2020年8月19日 - Blu-rayのみ発売 |                                              |
| 【 DISC 1 】 1. OPENING 2. LOVEペディア （モーニング娘。'20） 3. 人間関係No way way （モーニング娘。'20） 4. MC 5. HOW DO YOU LIKE JAPAN？～日本はどんな感じでっか？～ （モーニング娘。'20） 6. MC 7. ありがた迷惑物語 （ハロプロ研修生） 8. 眼鏡の男の子 （BEYOOOOONDS） 9. MC 10. 元年バンジージャンプ （BEYOOOOONDS） 11. ニッポンノD・N・A！ （BEYOOOOONDS） 12. 春恋歌 （つばきファクトリー） 13. MC 14. 抱きしめられてみたい （つばきファクトリー） 15. 純情cm(センチメートル) （つばきファクトリー） 16. MC 17. 青春Night （つばきファクトリー） 18. 恋愛ハンター （Juice=Juice） 19. MC 20. 赤いフリージア （牧野真莉愛） 21. MC 22. スキちゃん （ハロプロ研修生ユニット） 23. 桜ナイトフィーバー （こぶしファクトリー） 24. MC 25. アンラッキーの事情 （こぶしファクトリー） 26. ドカンとBREAK！ （こぶしファクトリー） 27. Borderline （Juice=Juice） 28. プラトニック・プラネット （Juice=Juice） 29. MC 30. ポップミュージック （Juice=Juice） 31. 全然起き上がれないSUNDAY （アンジュルム） 32. MC 33. マナーモード （アンジュルム） 34. ドンデンガエシ （アンジュルム） 35. シャボン玉 （モーニング娘。'20） 36. 浪漫 ～MY DEAR BOY～ （モーニング娘。'20） 37. What is LOVE？ （モーニング娘。'20） 38. わがまま 気のまま 愛のジョーク （モーニング娘。'20） 39. ここにいるぜぇ！ （モーニング娘。'20） 【 DISC 2 】【つばきファクトリープレミアム・Juice=Juiceプレミアム】 1. 「ひとりで生きられそう」って それってねえ、褒めているの？(New Vocal Ver.) 【Juice=Juice プレミアム】 （Juice=Juice） 1. MC 【Juice=Juice プレミアム】（Juice=Juice） 2. ポップミュージック 【Juice=Juice プレミアム】 （Juice=Juice） 3. KEEP ON 上昇志向！！ 【Juice=Juice プレミアム】（Juice=Juice） 4. 微炭酸 【Juice=Juice プレミアム】（BEYOOOOONDS） 5. Fiesta! Fiesta! 【Juice=Juice プレミアム】 （アンジュルム） 6. 黄色い線の内側で並んでお待ちください 【Juice=Juice プレミアム】（金澤朋子） 1. 銀色のテレパシー 【Juice=Juice プレミアム】（Juice=Juice） 2. ロマンスの途中 【Juice=Juice プレミアム】 （Juice=Juice） 3. MC 【Juice=Juice プレミアム】 （Juice=Juice） 4. 好きって言ってよ 【Juice=Juice プレミアム】 （Juice=Juice） 5. CHOICE & CHANCE 【Juice=Juice プレミアム】 （Juice=Juice） 6. Goal～明日はあっちだよ～ 【Juice=Juice プレミアム】 （Juice=Juice） 7. キャベツ白書～春編～ 【つばきファクトリー プレミアム】 （つばきファクトリー） 8. MC 【つばきファクトリー プレミアム】 （つばきファクトリー） 9. 意識高い乙女のジレンマ 【つばきファクトリー プレミアム】 （つばきファクトリー） 10. 気高く咲き誇れ！ 【つばきファクトリー プレミアム】 （つばきファクトリー） 11. デートの日は二度くらいシャワーして出かけたい 【つばきファクトリー プレミアム】 （モーニング娘。'20） 12. 表面張力～Surface Tension～ 【つばきファクトリー プレミアム】（こぶしファクトリー） 1. 恋の呪縛 【つばきファクトリー プレミアム】（浅倉樹々） 2. 笑って 【つばきファクトリー プレミアム】（つばきファクトリー） 3. 春恋歌 【つばきファクトリー プレミアム】 （つばきファクトリー） 4. MC 【つばきファクトリー プレミアム】 （つばきファクトリー） 5. 三回目のデート神話 【つばきファクトリー プレミアム】 （つばきファクトリー） 6. 初恋サンライズ 【つばきファクトリー プレミアム】 （つばきファクトリー） 7. 今夜だけ浮かれたかった 【つばきファクトリー プレミアム】 （つばきファクトリー） 特典映像 1. バックステージ映像 |                                              |
| 62 |                                              |
| 『Hello! Project ひなフェス 2020 【アンジュルム プレミアム】』 2020年8月19日 - Blu-rayのみ発売 |                                              |
| 【 DISC 1 】 1. OPENING 2. 赤いイヤホン （アンジュルム） 3. MC 4. 泣けないぜ・・・共感詐欺 （アンジュルム） 5. 次々続々 （アンジュルム） 6. MC 7. ありがた迷惑物語 （ハロプロ研修生） 8. アツイ！ （BEYOOOOONDS） 9. MC 10. 元年バンジージャンプ （BEYOOOOONDS） 11. ニッポンノD・N・A！ （BEYOOOOONDS） 12. 春恋歌 （つばきファクトリー） 13. MC 14. 独り占め （つばきファクトリー） 15. 純情cm(センチメートル) （つばきファクトリー） 16. MC 17. 恋はアッチャアッチャ （BEYOOOOONDS） 18. Uraha=Lover （Juice=Juice） 19. MC 20. ハピネス ～幸福歓迎！～ （橋迫鈴） 21. MC 22. スキちゃん （ハロプロ研修生ユニット） 23. 桜ナイトフィーバー （こぶしファクトリー） 24. MC 25. Come with me （こぶしファクトリー） 26. ドカンとBREAK！ （こぶしファクトリー） 27. Borderline （Juice=Juice） 28. 好きって言ってよ （Juice=Juice） 29. MC 30. ポップミュージック （Juice=Juice） 31. LOVEペディア （モーニング娘。'20） 32. 人間関係No way way （モーニング娘。'20） 33. MC 34. Tokyoという片隅 （モーニング娘。'20） 35. MC 36. 君だけじゃないさ...friends(アコースティックVer.) （室田瑞希） 37. カクゴして！ （アンジュルム） 38. 恋ならとっくに始まってる （アンジュルム） 39. 大器晩成 （アンジュルム） 40. 46億年LOVE （アンジュルム） 41. 友よ （アンジュルム） 【 DISC 2 】【BEYOOOOONDSプレミアム・こぶしファクトリープレミアム】 1. きっと私は 【こぶしファクトリー プレミアム】 （こぶしファクトリー） 2. MC 【こぶしファクトリー プレミアム】（こぶしファクトリー） 3. チョット愚直に！猪突猛進 【こぶしファクトリー プレミアム】 （こぶしファクトリー） 4. シャララ！やれるはずさ 【こぶしファクトリー プレミアム】（こぶしファクトリー） 5. 消せやしないキモチ 【こぶしファクトリー プレミアム】（つばきファクトリー） 6. これからだ！ 【こぶしファクトリー プレミアム】 （アンジュルム） 7. 彼女になりたいっ！！！ 【こぶしファクトリー プレミアム】（浜浦彩乃） 8. 未熟半熟トロトロ 【こぶしファクトリー プレミアム】（こぶしファクトリー） 9. 急がば回れ 【こぶしファクトリー プレミアム】 （こぶしファクトリー） 10. 念には念(念入り Ver.) 【こぶしファクトリー プレミアム】 （こぶしファクトリー） 11. 明日テンキになあれ 【こぶしファクトリー プレミアム】 （こぶしファクトリー） 12. スタートライン 【こぶしファクトリー プレミアム】 （こぶしファクトリー） 13. 恋愛奉行 【BEYOOOOONDS プレミアム】 （BEYOOOOONDS） 14. MC 【BEYOOOOONDS プレミアム】 （BEYOOOOONDS） 15. 元年バンジージャンプ 【BEYOOOOONDS プレミアム】 （BEYOOOOONDS） 16. ニッポンノD・N・A！ 【BEYOOOOONDS プレミアム】 （BEYOOOOONDS） 17. やっちゃえ！GO！GO！ 【BEYOOOOONDS プレミアム】 （ハロプロ研修生） 18. ハナモヨウ 【BEYOOOOONDS プレミアム】 （つばきファクトリー） 19. 開き直っちゃえ！ 【BEYOOOOONDS プレミアム】 （こぶしファクトリー） 20. 都営大江戸線の六本木駅で抱きしめて 【BEYOOOOONDS プレミアム】 （ハロプロ研修生ユニット） 1. GIRL ZONE 【BEYOOOOONDS プレミアム】（こぶしファクトリー） 2. ガラスのパンプス 【BEYOOOOONDS プレミアム】（平井美葉） 3. ミステイク 【BEYOOOOONDS プレミアム】 （ハロプロ研修生ユニット） 4. Va-Va-Voom 【BEYOOOOONDS プレミアム】 （Juice=Juice） 5. 私、ちょいとカワイイ裏番長 【BEYOOOOONDS プレミアム】 （アンジュルム） 6. I surrender 愛されど愛 【BEYOOOOONDS プレミアム】 （モーニング娘。'20） 7. 眼鏡の男の子 【BEYOOOOONDS プレミアム】（BEYOOOOONDS） 8. 恋のおスウィング 【BEYOOOOONDS プレミアム】 （BEYOOOOONDS） 9. MC 【BEYOOOOONDS プレミアム】 （BEYOOOOONDS） 10. MADAYADE 【BEYOOOOONDS プレミアム】 （BEYOOOOONDS） 11. Go Waist 【BEYOOOOONDS プレミアム】 （BEYOOOOONDS） 12. アツイ！ 【BEYOOOOONDS プレミアム】 （BEYOOOOONDS） 特典映像 1. バックステージ映像 |                                              |
| 63 |                                              |
| 『Hello! Project 2020 ～The Ballad～ Special Number』 2021年5月26日 - DVD・Blu-ray同時発売 |                                              |
| 1. OPENING 2. ふるさと 3. MC 4. Rainbow （ハロプロ研修生） 5. 寒いね。 （譜久村聖・羽賀朱音・横山玲奈・岡村ほまれ・一岡伶奈・島倉りか・江口紗耶・小林萌花） 6. I Need You ～夜空の観覧車～ （金澤朋子・植村あかり・段原瑠々・工藤由愛・前田こころ・山﨑夢羽・清野桃々姫・平井美葉） 7. ナミダイロノケツイ （石田亜佑美・野中美希・牧野真莉愛・森戸知沙希・北川莉央・山岸理子・浅倉樹々・小野瑞歩・秋山眞緒） 8. 冷たい風と片思い(TYPE B) （川村文乃・上國料萌衣・笠原桃奈・橋迫鈴・高木紗友希・宮本佳林・稲場愛香・井上玲音・松永里愛） 9. 泣いていいよ （生田衣梨奈・佐藤優樹・小田さくら・加賀楓・山﨑愛生・新沼希空・谷本安美・岸本ゆめの・小野田紗栞） 10. 雨の降らない星では愛せないだろう？ （竹内朱莉・佐々木莉佳子・船木結・伊勢鈴蘭・西田汐里・高瀬くるみ・岡村美波・里吉うたの） 11. MC 12. 氷点下 （宮本佳林） 13. Everyday Everywhere （小田さくら・高木紗友希） 14. ふわり、恋時計 （譜久村聖・羽賀朱音・横山玲奈・岡村ほまれ・一岡伶奈・島倉りか・江口紗耶・小林萌花） 15. VERY BEAUTY （石田亜佑美・野中美希・牧野真莉愛・森戸知沙希・北川莉央・山岸理子・浅倉樹々・小野瑞歩・秋山眞緒） 16. ありがとう～無限のエール～ （川村文乃・上國料萌衣・笠原桃奈・橋迫鈴・高木紗友希・宮本佳林・稲場愛香・井上玲音・松永里愛） 17. 君だけじゃないさ...friends(2018アコースティックVer.) （生田衣梨奈・佐藤優樹・小田さくら・加賀楓・山﨑愛生・新沼希空・谷本安美・岸本ゆめの・小野田紗栞） 18. 続いていくSTORY （竹内朱莉・佐々木莉佳子・船木結・伊勢鈴蘭・ 西田汐里・高瀬くるみ・岡村美波・里吉うたの） 19. 歩いてる （金澤朋子・植村あかり・段原瑠々・工藤由愛・前田こころ・山﨑夢羽・清野桃々姫・平井美葉） 20. MC 21. 伸びしろ～Beyond the World～ （BEYOOOOONDS） 22. MC 23. イマナンジ？ （つばきファクトリー） 24. がんばれないよ （Juice=Juice） 25. 私の心 （アンジュルム） 26. 時空を超え 宇宙を超え （モーニング娘。'20） 27. MC 28. でっかい宇宙に愛がある |                                              |
| 64 |                                              |
| 『Hello! Project 2020 COVERS ～The Ballad Best Selection～』 2021年6月30日 - Blu-rayのみ発売 |                                              |
| 【 DISC 1 】 1. OPENING 2. 手紙～拝啓 十五の君へ～ （山﨑愛生(モーニング娘。'20)） 3. 海の声 （平井美葉(BEYOOOOONDS)） 4. TRUE LOVE （秋山眞緒(つばきファクトリー)） 5. ひこうき雲 （江口紗耶(BEYOOOOONDS)） 6. やさしさで溢れるように （北川莉央(モーニング娘。'20)） 7. おとなの掟 （笠原桃奈(アンジュルム)） 8. MC 9. 私はピアノ （小林萌花(BEYOOOOONDS)） 10. 楓 （加賀楓(モーニング娘。'20)） 11. スローモーション （西田汐里(BEYOOOOONDS)） 12. 明日への手紙 （小野田紗栞(つばきファクトリー)） 13. 糸 （森戸知沙希(モーニング娘。'20)） 14. 奏(かなで) （井上玲音(Juice=Juice)） 15. MC 16. まちぶせ （島倉りか(BEYOOOOONDS)） 17. 愛唄 （稲場愛香(Juice=Juice)） 18. M （浅倉樹々(つばきファクトリー)） 19. 卒業写真 （牧野真莉愛(モーニング娘。'20)） 20. 言葉にできない （上國料萌衣(アンジュルム)） 21. 会いたい （植村あかり(Juice=Juice)） 22. MC 23. 夢をあきらめないで （一岡伶奈(BEYOOOOONDS)） 24. Hello, Again ～昔からある場所～ （生田衣梨奈(モーニング娘。'20)） 25. たしかなこと （石田亜佑美(モーニング娘。'20)） 26. ワインレッドの心 （岸本ゆめの(つばきファクトリー)） 27. 雪の華 （竹内朱莉(アンジュルム)） 28. Everything （高木紗友希(Juice=Juice)） 29. ENDING 【 DISC 2 】 1. OPENING 2. TOMORROW （橋迫鈴(アンジュルム)） 3. 未来へ （工藤由愛(Juice=Juice)） 4. あなたに会えてよかった （岡村美波(BEYOOOOONDS)） 5. ひまわりの約束 （横山玲奈(モーニング娘。'20)） 6. みずいろの手紙 （里吉うたの(BEYOOOOONDS)） 7. PRIDE （岡村ほまれ(モーニング娘。'20)） 8. MC 9. オリビアを聴きながら （松永里愛(Juice=Juice)） 10. secret base ～君がくれたもの～ （谷本安美(つばきファクトリー)） 11. 香水 （山﨑夢羽(BEYOOOOONDS)） 12. 366日 （前田こころ(BEYOOOOONDS)） 13. もしもピアノが弾けたなら （羽賀朱音(モーニング娘。'20)） 14. 三日月 （伊勢鈴蘭(アンジュルム)） 15. MC 16. 青春の影 （川村文乃(アンジュルム)） 17. 片想い （新沼希空(つばきファクトリー)） 18. 月光 （清野桃々姫(BEYOOOOONDS)） 19. First Love （野中美希(モーニング娘。'20)） 20. I LOVE YOU （小野瑞歩(つばきファクトリー)） 21. 見上げてごらん夜の星を （段原瑠々(Juice=Juice)） 22. MC 23. もののけ姫 （小田さくら(モーニング娘。'20)） 24. 部屋とYシャツと私 （高瀬くるみ(BEYOOOOONDS)） 25. 想い出がいっぱい （山岸理子(つばきファクトリー)） 26. ハナミズキ （佐々木莉佳子(アンジュルム)） 27. Jupiter （金澤朋子(Juice=Juice)） 28. 僕は君に恋をする （佐藤優樹(モーニング娘。'20)） 29. Butterfly （譜久村聖(モーニング娘。'20)） 30. ENDING |                                              |
| 65 |                                              |
| 『Hello! Project Year-End Party 2020 ～GOOD BYE & HELLO ! ～』 2021年7月7日 - Blu-rayのみ発売 |                                              |
| 【 DISC 1 】 1. OPENING 2. YEAH YEAH YEAH 3. MC 4. 未来へ繋ぐ約束 （ハロプロ研修生） 5. がんばれないよ （Juice=Juice） 6. イマナンジ？ （つばきファクトリー） 7. Now Now Ningen （BEYOOOOONDS） 8. 限りあるMoment （アンジュルム） 9. ギューされたいだけなのに （モーニング娘。'20） 10. MC 11. 泣いていいよ （生田衣梨奈・佐藤優樹・小田さくら・加賀楓・山﨑愛生・新沼希空・谷本安美・岸本ゆめの・小野田紗栞） 12. 冷たい風と片思い(TYPE B) （川村文乃・上國料萌衣・笠原桃奈・橋迫鈴・為永幸音・高木紗友希・稲場愛香・井上玲音・松永里愛） 13. MC 14. 寒いね。 （譜久村聖・羽賀朱音・横山玲奈・岡村ほまれ・一岡伶奈・島倉りか・江口紗耶・小林萌花） 15. 雨の降らない星では愛せないだろう？ （竹内朱莉・佐々木莉佳子・伊勢鈴蘭・川名凜・松本わかな・西田汐里・高瀬くるみ・岡村美波・里吉うたの） 16. MC 17. 未来のフィラメント （宮本佳林） 18. 雪風 （松原健之 with 小林萌花） 19. 白日 （高橋愛 with 中島卓偉） 20. My Days for You （中島卓偉） 21. MC 22. ビタミンME （BEYOOOOONDS） 23. 断捨ISM （つばきファクトリー） 24. 好きって言ってよ （Juice=Juice） 25. ミラー・ミラー （アンジュルム） 26. 純情エビデンス （モーニング娘。'20） 27. ポツリと （Juice=Juice） 28. MC 29. でっかい宇宙に愛がある 特典映像 1. だけど会いたい【第一部】 （Bitter & Sweet） 2. Hello, Again ～昔からある場所～【第一部】 （田中れいな） 3. さよならをするために【第一部】 （高山厳） 4. 未来へ【第二部】 （PINK CRES.） 5. 別の人の彼女になったよ【第二部】 （鈴木愛理） 6. 時代おくれ【第二部】 （堀内孝雄） 【 DISC 2 】 1. OPENING 2. YEAH YEAH YEAH 3. MC 4. Rainbow （ハロプロ研修生） 5. 寒いね。 （アンジュルム） 6. イマナンジ？ （つばきファクトリー） 7. がんばれないよ （Juice=Juice） 8. ニッポンノD・N・A！ （BEYOOOOONDS） 9. LOVEペディア （モーニング娘。'20） 10. MC 11. ふわり、恋時計 （譜久村聖・羽賀朱音・横山玲奈・岡村ほまれ・一岡伶奈・島倉りか・江口紗耶・小林萌花） 12. ナミダイロノケツイ （石田亜佑美・野中美希・牧野真莉愛・森戸知沙希・北川莉央・山岸理子・浅倉樹々・小野瑞歩・秋山眞緒） 13. 歩いてる （金澤朋子・植村あかり・段原瑠々・工藤由愛・前田こころ・山﨑夢羽・清野桃々姫・平井美葉） 14. ありがとう～無限のエール～ （川村文乃・上國料萌衣・笠原桃奈・橋迫鈴・為永幸音・高木紗友希・稲場愛香・井上玲音・松永里愛） 15. 「ひとりで生きられそう」って それってねえ、褒めているの？ （Juice=Juice） 16. 意識高い乙女のジレンマ （つばきファクトリー） 17. Now Now Ningen （BEYOOOOONDS） 18. 純情エビデンス （モーニング娘。'20） 19. 限りあるMoment （アンジュルム） 20. MC 21. でっかい宇宙に愛がある 特典映像 1. 天まで登れ！【第一部】 （ハロプロ研修生） 2. 眼鏡の男の子【第一部】 （BEYOOOOONDS） 3. 抱きしめられてみたい【第一部】 （つばきファクトリー） 4. ポップミュージック【第一部】 （Juice=Juice） 5. SHAKA SHAKA TO LOVE【第一部】 （アンジュルム） 6. KOKORO＆KARADA【第一部】 （モーニング娘。'20） 7. I Need You ～夜空の観覧車～【第一部】 （金澤朋子・植村あかり・段原瑠々・工藤由愛・前田こころ・山﨑夢羽・清野桃々姫・平井美葉） 8. VERY BEAUTY【第一部】 （石田亜佑美・野中美希・牧野真莉愛・森戸知沙希・北川莉央・山岸理子・浅倉樹々・小野瑞歩・秋山眞緒） 9. 君だけじゃないさ...friends(2018アコースティックVer.)【第一部】 （生田衣梨奈・佐藤優樹・小田さくら・加賀楓・山﨑愛生・新沼希空・谷本安美・岸本ゆめの・小野田紗栞） 10. 続いていくSTORY【第一部】 （竹内朱莉・佐々木莉佳子・伊勢鈴蘭・川名凜・松本わかな・西田汐里・高瀬くるみ・岡村美波・里吉うたの） |                                              |
| 66 |                                              |
| 『Hello! Project 2021 Winter ～STEP BY STEP～』 2021年7月28日 - DVD・Blu-ray同時発売 |                                              |
| 【 DISC 1 】ユニット②/ユニット④/ハロプロ研修生ユニット 1. OPENING 2. YEAH YEAH YEAH 3. MC 4. スキちゃん （ハロプロ研修生ユニット） 5. 恋愛奉行 （西田汐里・高瀬くるみ・岡村美波・里吉うたの） 6. 46億年LOVE （竹内朱莉・佐々木莉佳子・伊勢鈴蘭・川名凜・松本わかな） 7. 胸さわぎスカーレット （竹内朱莉・川名凜・高瀬くるみ・里吉うたの） 8. 言えずのI Love You （佐々木莉佳子・松本わかな・岡村美波） 9. ソラシド～ねえねえ～ （伊勢鈴蘭・西田汐里 with 竹内朱莉・佐々木莉佳子・里吉うたの） 10. 君だけじゃないさ...friends(2018アコースティックVer.) （生田衣梨奈・佐藤優樹・小田さくら・加賀楓・山﨑愛生・新沼希空・谷本安美・岸本ゆめの・小野田紗栞） 11. 雪のプラネタリウム （新沼希空・谷本安美・岸本ゆめの・小野田紗栞） 12. フラリ銀座 （生田衣梨奈・佐藤優樹・小田さくら・加賀楓・山﨑愛生） 13. Kiss me 愛してる （生田衣梨奈・加賀楓・新沼希空・小野田紗栞） 14. 雨 （佐藤優樹・山﨑愛生・谷本安美） 15. Memory 青春の光 （小田さくら・岸本ゆめの with 加賀楓・山﨑愛生・小野田紗栞） 16. 続いていくSTORY （竹内朱莉・佐々木莉佳子・伊勢鈴蘭・川名凜・松本わかな・西田汐里・高瀬くるみ・岡村美波・里吉うたの） 17. MC 18. 泣いていいよ （生田衣梨奈・佐藤優樹・小田さくら・加賀楓・山﨑愛生・新沼希空・谷本安美・岸本ゆめの・小野田紗栞） 19. 都営大江戸線の六本木駅で抱きしめて （西田汐里・高瀬くるみ・岡村美波・里吉うたの） 20. 低温火傷 （新沼希空・谷本安美・岸本ゆめの・小野田紗栞） 21. 明日の私は今日より綺麗 （こぶしファクトリー） 22. 限りあるMoment （竹内朱莉・佐々木莉佳子・伊勢鈴蘭・川名凜・松本わかな） 23. ジェラシー ジェラシー （生田衣梨奈・佐藤優樹・小田さくら・加賀楓・山﨑愛生） 24. 雨の降らない星では愛せないだろう？ （竹内朱莉・佐々木莉佳子・伊勢鈴蘭・川名凜・松本わかな・西田汐里・高瀬くるみ・岡村美波・里吉うたの） 25. MC 26. 笑顔に涙～THANK YOU! DEAR MY FRIENDS～ 【 DISC 2 】ユニット③/ユニット⑥/ハロプロ研修生ユニット 1. OPENING 2. YEAH YEAH YEAH 3. MC 4. 悪いヒト （ハロプロ研修生ユニット） 5. そこらのやつとは同じにされたくない （前田こころ・山﨑夢羽・清野桃々姫・平井美葉） 6. がんばれないよ （金澤朋子・植村あかり・段原瑠々・工藤由愛） 7. たんぽぽ （植村あかり・工藤由愛・清野桃々姫） 8. シングルベッド （金澤朋子・前田こころ・平井美葉） 9. 悲しきヘブン （段原瑠々・山﨑夢羽 with 工藤由愛・前田こころ・平井美葉） 10. ナミダイロノケツイ （石田亜佑美・野中美希・牧野真莉愛・森戸知沙希・北川莉央・山岸理子・浅倉樹々・小野瑞歩・秋山眞緒） 11. MC 12. 意識高い乙女のジレンマ （山岸理子・浅倉樹々・小野瑞歩・秋山眞緒） 13. 青春Night （石田亜佑美・野中美希・牧野真莉愛・森戸知沙希・北川莉央） 14. C＼C(シンデレラ＼コンプレックス) （野中美希・牧野真莉愛・山岸理子・秋山眞緒） 15. 渡良瀬橋 （石田亜佑美・森戸知沙希・小野瑞歩） 16. モーニングコーヒー （北川莉央・浅倉樹々） 17. I Need You ～夜空の観覧車～ （金澤朋子・植村あかり・段原瑠々・工藤由愛・前田こころ・山﨑夢羽・清野桃々姫・平井美葉） 18. MC 19. VERY BEAUTY （石田亜佑美・野中美希・牧野真莉愛・森戸知沙希・北川莉央・山岸理子・浅倉樹々・小野瑞歩・秋山眞緒） 20. 文化祭実行委員長の恋 （前田こころ・山﨑夢羽・清野桃々姫・平井美葉） 21. 三回目のデート神話 （山岸理子・浅倉樹々・小野瑞歩・秋山眞緒） 22. Va-Va-Voom （金澤朋子・植村あかり・段原瑠々・工藤由愛） 23. 泡沫サタデーナイト！ （石田亜佑美・野中美希・牧野真莉愛・森戸知沙希・北川莉央 with 山岸理子・浅倉樹々・小野瑞歩・秋山眞緒） 24. 歩いてる （金澤朋子・植村あかり・段原瑠々・工藤由愛・前田こころ・山﨑夢羽・清野桃々姫・平井美葉） 【 DISC 3 】ユニット①/ユニット⑤/ハロプロ研修生ユニット 1. OPENING 2. YEAH YEAH YEAH 3. MC 4. ミステイク （ハロプロ研修生ユニット） 5. DOWN TOWN （高木紗友希・稲場愛香・井上玲音・松永里愛） 6. 私を創るのは私 （川村文乃・上國料萌衣・笠原桃奈・橋迫鈴・為永幸音） 7. 友達は友達なんだ！ （橋迫鈴・為永幸音・稲場愛香・松永里愛） 8. 誰より好きなのに （川村文乃・笠原桃奈・井上玲音） 9. 宇宙でLa Ta Ta （上國料萌衣・高木紗友希 with 川村文乃・稲場愛香） 10. 寒いね。 （譜久村聖・羽賀朱音・横山玲奈・岡村ほまれ・一岡伶奈・島倉りか・江口紗耶・小林萌花） 11. MC 12. 高輪ゲートウェイ駅ができる頃には （一岡伶奈・島倉りか・江口紗耶・小林萌花） 13. I surrender 愛されど愛 （譜久村聖・羽賀朱音・横山玲奈・岡村ほまれ） 14. ○○ がんばらなくてもええねんで！！ （横山玲奈・岡村ほまれ・江口紗耶） 15. 今夜だけきっと （羽賀朱音・一岡伶奈・小林萌花） 16. 香水 （譜久村聖・島倉りか with 岡村ほまれ・江口紗耶） 17. 冷たい風と片思い(TYPE B) （川村文乃・上國料萌衣・笠原桃奈・橋迫鈴・為永幸音・高木紗友希・稲場愛香・井上玲音・松永里愛） 18. MC 19. ふわり、恋時計 （譜久村聖・羽賀朱音・横山玲奈・岡村ほまれ・一岡伶奈・島倉りか・江口紗耶・小林萌花） 20. 三年バンジージャンプ （一岡伶奈・島倉りか・江口紗耶・小林萌花） 21. Borderline （高木紗友希・稲場愛香・井上玲音・松永里愛） 22. ミラー・ミラー （川村文乃・上國料萌衣・笠原桃奈・橋迫鈴・為永幸音） 23. LOVEペディア （譜久村聖・羽賀朱音・横山玲奈・岡村ほまれ） 24. ありがとう～無限のエール～ （川村文乃・上國料萌衣・笠原桃奈・橋迫鈴・為永幸音・高木紗友希・稲場愛香・井上玲音・松永里愛） |                                              |
| 67 |                                              |
| 『Hello! Project ひなフェス 2021【モーニング娘。'21/アンジュルム プレミアム】』 2021年8月25日 - Blu-rayのみ発売 |                                              |
| 【 DISC 1 】 1. OPENING 2. ギューされたいだけなのに （モーニング娘。'21） 3. MC 4. 恋愛Destiny〜本音を論じたい〜 （モーニング娘。'21） 5. ロマンスに目覚める妄想女子の歌 （モーニング娘。'21） 6. MC 7. やっちゃえ！GO！GO！ （ハロプロ研修生） 8. Oh No 懊悩 （ハロプロ研修生ユニット） 9. 激辛LOVE （BEYOOOOONDS） 10. こんなハズジャナカッター！ （BEYOOOOONDS） 11. MC 12. ビタミンME （BEYOOOOONDS） 13. 三回目のデート神話 （つばきファクトリー） 14. MC 15. 笑って （つばきファクトリー） 16. My Darling ～Do you love me?～ （つばきファクトリー） 17. MC 18. The 美学 （小田さくら・為永幸音） 19. 晴れ 雨 のち スキ ♡ （羽賀朱音・一岡伶奈・島倉りか） 20. 春 ビューティフル エブリデイ （譜久村聖） 21. DOWN TOWN （Juice=Juice） 22. MC 23. 好きって言ってよ （Juice=Juice） 24. 如雨露 （Juice=Juice） 25. 限りあるMoment （アンジュルム） 26. MC 27. ミラー・ミラー （アンジュルム） 28. 臥薪嘗胆 （アンジュルム） 29. MC 30. AS FOR ONE DAY （Juice=Juice/つばきファクトリー） 31. Are you Happy? （アンジュルム/BEYOOOOONDS） 32. MC 33. The 摩天楼ショー （モーニング娘。'21） 34. このまま！ （モーニング娘。'21） 35. 純情エビデンス （モーニング娘。'21） 36. ナルシス カマってちゃん協奏曲第5番 （モーニング娘。'21） 37. MC 38. わがまま 気のまま 愛のジョーク （モーニング娘。'21） 39. MC 40. Be Alive 特典映像 1. バックステージ映像 【 DISC 2 】【アンジュルム プレミアム】 1. OPENING 2. 限りあるMoment （アンジュルム） 3. MC 4. 出すぎた杭は打たれない （アンジュルム） 5. ミラー・ミラー （アンジュルム） 6. Fantasyが始まる （佐々木莉佳子） 7. 夢幻クライマックス （笠原桃奈・小野田紗栞） 8. ちょこっとLOVE （加賀楓・横山玲奈・山﨑愛生） 9. 恋愛Destiny〜本音を論じたい〜 （モーニング娘。'21） 10. ギューされたいだけなのに （モーニング娘。'21） 11. このまま！ （モーニング娘。'21） 12. MC 13. 泣けないぜ・・・共感詐欺 （つばきファクトリー/BEYOOOOONDS） 14. 糸島Distance （モーニング娘。'21/Juice=Juice） 15. MC 16. 大器晩成 （アンジュルム） 17. カクゴして！ （アンジュルム） 18. MC 19. 人生、すなわちパンタ・レイ （アンジュルム） 20. 夢見る 15歳 （アンジュルム） 21. 46億年LOVE （アンジュルム） 22. MC 23. ドンデンガエシ 特典映像 1. バックステージ映像 |                                              |
| 68 |                                              |
| 『Hello! Project ひなフェス 2021【Juice=Juice/つばきファクトリー＆BEYOOOOONDS プレミアム】』 2021年8月25日 - Blu-rayのみ発売 |                                              |
| 【 DISC 1 】 1. OPENING 2. Never Never Surrender （Juice=Juice） 3. MC 4. DOWN TOWN （Juice=Juice） 5. Borderline （Juice=Juice） 6. MC 7. アニマルランド （ハロプロ研修生） 8. ミステイク （ハロプロ研修生ユニット） 9. 激辛LOVE （BEYOOOOONDS） 10. こんなハズジャナカッター！ （BEYOOOOONDS） 11. MC 12. Now Now Ningen （BEYOOOOONDS） 13. 三回目のデート神話 （つばきファクトリー） 14. MC 15. 笑って （つばきファクトリー） 16. 恋のUFOキャッチャー （つばきファクトリー） 17. MC 18. Take off is now！ （松永里愛・秋山眞緒・前田こころ） 19. JUICY HE@RT （段原瑠々・小野瑞歩） 20. Give me 愛 （浅倉樹々） 21. 限りあるMoment （アンジュルム） 22. MC 23. ミラー・ミラー （アンジュルム） 24. 次々続々 （アンジュルム） 25. 恋愛Destiny〜本音を論じたい〜 （モーニング娘。'21） 26. MC 27. 純情エビデンス （モーニング娘。'21） 28. このまま！ （モーニング娘。'21） 29. MC 30. カラダだけが大人になったんじゃない （アンジュルム/つばきファクトリー） 31. Va-Va-Voom （モーニング娘。'21/BEYOOOOONDS） 32. MC 33. 「ひとりで生きられそう」って それってねえ、褒めているの？ （Juice=Juice） 34. がんばれないよ （Juice=Juice） 35. MC 36. プラトニック・プラネット （Juice=Juice） 37. CHOICE & CHANCE （Juice=Juice） 38. 未来へ、さあ走り出せ！ （Juice=Juice） 39. MC 40. ポップミュージック 特典映像 1. バックステージ映像 【 DISC 2 】【つばきファクトリー & BEYOOOOONDS プレミアム】 1. ニッポンノD・N・A！ （BEYOOOOONDS） 2. アツイ！ （BEYOOOOONDS） 3. 伸びしろ～Beyond the World～ （BEYOOOOONDS） 4. MC 5. 激辛LOVE （BEYOOOOONDS） 6. Now Now Ningen （BEYOOOOONDS） 7. こんなハズジャナカッター！ （BEYOOOOONDS） 8. DOWN TOWN （Juice=Juice） 9. SEXY SEXY （Juice=Juice） 10. 如雨露 （Juice=Juice） 11. MC 12. 女が目立って なぜイケナイ （江口紗耶） 13. タンタンターン！ （牧野真莉愛・川名凜・工藤由愛） 14. 次の角を曲がれ （西田汐里・山﨑夢羽） 15. MC 16. 意識高い乙女のジレンマ （アンジュルム/Juice=Juice） 17. 眼鏡の男の子 （モーニング娘。'21） 18. My Darling ～Do you love me?～ （つばきファクトリー） 19. I Need You ～夜空の観覧車～ （つばきファクトリー） 20. MC 21. 恋のUFOキャッチャー （つばきファクトリー） 22. 今夜だけ浮かれたかった （つばきファクトリー） 23. 断捨ISM （つばきファクトリー） 24. MC 25. 春恋歌 特典映像 1. バックステージ映像 |                                              |
| 69 |                                              |
| 『Hello! Project 2021 Summer Sapphire & Ruby』 2021年12月22日 - DVD・Blu-ray同時発売 |                                              |
| 【 DISC 1 】Hello! Project 2021 Summer Sapphire 1. OPENING 2. 今夜だけ浮かれたかった 3. MC 4. Upside down girl （ハロプロ研修生） 5. ミステイク （中山夏月姫・広本瑠璃・西﨑美空・北原もも(ハロプロ研修生ユニット)） 6. Fiesta! Fiesta! （石田亜佑美・森戸知沙希・佐々木莉佳子・川名凜・小野田紗栞・山﨑夢羽・岡村美波） 7. ロマンスに目覚める妄想女子の歌 （上國料萌衣・松本わかな・工藤由愛・山岸理子・浅倉樹々・小野田紗栞・西田汐里・岡村美波・清野桃々姫・里吉うたの） 8. 表面張力～Surface Tension～ （譜久村聖・石田亜佑美・野中美希・岡村ほまれ・上國料萌衣・橋迫鈴・植村あかり・西田汐里・前田こころ） 9. 恋はアッチャアッチャ （譜久村聖・羽賀朱音・横山玲奈・森戸知沙希・植村あかり・稲場愛香・山岸理子・小野瑞歩・前田こころ・山﨑夢羽・清野桃々姫・里吉うたの） 10. Go Waist （野中美希・羽賀朱音・横山玲奈・岡村ほまれ・佐々木莉佳子・橋迫鈴・川名凜・松本わかな・稲場愛香・工藤由愛・浅倉樹々・小野瑞歩） 11. MC(ハロプロ研修生ユニット紹介) 12. 恋愛・ライダー （石田亜佑美・浅倉樹々・山﨑夢羽） 13. なんちゃって恋愛 （佐々木莉佳子・植村あかり・前田こころ） 14. 世界は サマー・パーティ （羽賀朱音・工藤由愛・里吉うたの） 15. ほたる祭りの日 （岡村ほまれ・松本わかな） 16. MC 17. ピーナッツバタージェリーラブ （譜久村聖・小野瑞歩・清野桃々姫） 18. Be 元気＜成せば成るっ！＞ （横山玲奈・橋迫鈴・小野田紗栞） 19. コンプレックスにサヨウナラ！ （川名凜・稲場愛香・西田汐里） 20. 愛はまるで静電気 （森戸知沙希・山岸理子・岡村美波） 21. 明日の私は今日より綺麗 （野中美希・上國料萌衣） 22. MC(新メンバー紹介) 23. ダンス部 パフォーマンス （石田亜佑美・森戸知沙希・佐々木莉佳子・稲場愛香・山岸理子・里吉うたの） 24. 五線譜のたすき 25. MC 26. フレフレ・エブリデイ （BEYOOOOONDS） 27. 愛は今、愛を求めてる （つばきファクトリー） 28. プラトニック・プラネット （Juice=Juice） 29. このまま！ （モーニング娘。'21） 30. はっきりしようぜ （アンジュルム） 31. MC 32. 花が咲く 太陽浴びて 【 DISC 2 】Hello! Project 2021 Summer Ruby 1. OPENING 2. 恋ならとっくに始まってる 3. MC 4. きみの登場 （ハロプロ研修生） 5. Go Your Way （中山夏月姫・広本瑠璃・西﨑美空・北原もも(ハロプロ研修生ユニット)） 6. LOVEペディア （竹内朱莉・川村文乃・笠原桃奈・為永幸音・井上玲音・段原瑠々・松永里愛・新沼希空・谷本安美・秋山眞緒・一岡伶奈・江口紗耶・平井美葉・小林萌花） 7. 就活センセーション （生田衣梨奈・加賀楓・北川莉央・山﨑愛生・竹内朱莉・金澤朋子・松永里愛・島倉りか・江口紗耶） 8. 禁断少女 （小田さくら・牧野真莉愛・北川莉央・川村文乃・伊勢鈴蘭・高瀬くるみ・小林萌花） 9. 恋愛奉行 （小田さくら・牧野真莉愛・加賀楓・笠原桃奈・伊勢鈴蘭・為永幸音・金澤朋子・井上玲音・新沼希空・岸本ゆめの） 10. 夏将軍 （生田衣梨奈・山﨑愛生・段原瑠々・谷本安美・岸本ゆめの・秋山眞緒・一岡伶奈・島倉りか・高瀬くるみ・平井美葉） 11. MC(ハロプロ研修生ユニット紹介) 12. Summer Wind （笠原桃奈・井上玲音） 13. ヒロインになろうか！ （加賀楓・川村文乃・江口紗耶） 14. 初めてを経験中 （山﨑愛生・伊勢鈴蘭・谷本安美） 15. 夏ダカラ！ （小田さくら・新沼希空・平井美葉） 16. MC 17. 恋はマグネット （金澤朋子・高瀬くるみ） 18. ショートカット （北川莉央・島倉りか・為永幸音） 19. 明日テンキになあれ （生田衣梨奈・段原瑠々・岸本ゆめの） 20. まじですかスカ！ （松永里愛・秋山眞緒・一岡伶奈） 21. ナインティーンの蜃気楼 （牧野真莉愛・竹内朱莉・小林萌花） 22. MC(新メンバー紹介) 23. ダンス部 パフォーマンス （牧野真莉愛・加賀楓・竹内朱莉・段原瑠々・秋山眞緒・平井美葉） 24. 五線譜のたすき 25. MC 26. マサユメ （つばきファクトリー） 27. フレフレ・エブリデイ （BEYOOOOONDS） 28. DOWN TOWN （Juice=Juice） 29. 愛されルート A or B？ （アンジュルム） 30. Hey! Unfair Baby （モーニング娘。'21） 31. MC 32. Good bye & Good luck！ |                                              |
| 70 |                                              |
| 『Hello! Project 2021 秋 「続・花鳥風月」』 2022年2月16日 - Blu-rayのみ発売 |                                              |
| 【 DISC 1 】 1. OPENING【チーム「花」】 2. 桜ナイトフィーバー【チーム「花」】 3. MC【チーム「花」】 4. ビタミンME【チーム「花」】 5. ガラクタDIAMOND【チーム「花」】 6. 微炭酸【チーム「花」】 7. 臥薪嘗胆【チーム「花」】 8. わがまま 気のまま 愛のジョーク【チーム「花」】 9. MC【チーム「花」】 10. ペッパー警部【チーム「花」】 （工藤由愛・小野瑞歩） 11. 恋のUFOキャッチャー【チーム「花」】 （野中美希・横山玲奈・井上玲音・福田真琳） 12. 待てないアフターファイブ【チーム「花」】 （北川莉央・有澤一華・新沼希空・一岡伶奈） 13. I & YOU & I & YOU & I【チーム「花」】 （譜久村聖・為永幸音・小林萌花） 14. スッピンと涙。【チーム「花」】 （上國料萌衣・島倉りか） 15. MC【チーム「花」】 16. 赤い日記帳【チーム「花」】 （有澤一華） 17. 好きって言ってよ【チーム「花」】 （福田真琳） 18. MC【チーム「花」】 19. 伸びしろ～Beyond the World～【チーム「花」】 20. MC【チーム「花」】 21. SHAKA SHAKA #2 LOVE カラフルライフ編【チーム「花」】 22. こんなハズジャナカッター！【チーム「花」】 23. 低温火傷【チーム「花」】 24. 今すぐ飛び込む勇気【チーム「花」】 25. Wonderful World【チーム「花」】 26. MC【チーム「花」】 27. I WISH【チーム「花」】 1. OPENING【チーム「鳥」】 2. ポップミュージック【チーム「鳥」】 3. MC【チーム「鳥」】 4. ビタミンME【チーム「鳥」】 5. ガラクタDIAMOND【チーム「鳥」】 6. 微炭酸【チーム「鳥」】 7. 臥薪嘗胆【チーム「鳥」】 8. わがまま 気のまま 愛のジョーク【チーム「鳥」】 9. MC【チーム「鳥」】 10. 恋のバカンス【チーム「鳥」】 （江端妃咲・豫風瑠乃） 11. 恋のUFOキャッチャー【チーム「鳥」】 （笠原桃奈・伊勢鈴蘭・入江里咲・山﨑夢羽） 12. 待てないアフターファイブ【チーム「鳥」】 （羽賀朱音・山岸理子・西田汐里） 13. I & YOU & I & YOU & I【チーム「鳥」】 （小田さくら・松本わかな・谷本安美） 14. Uraha=Lover【チーム「鳥」】 （植村あかり・江口紗耶） 15. MC【チーム「鳥」】 16. 初恋サイダー【チーム「鳥」】 （豫風瑠乃） 17. My Days for You【チーム「鳥」】 （江端妃咲） 18. 恋ならとっくに始まってる【チーム「鳥」】 （入江里咲） 19. MC【チーム「鳥」】 20. 伸びしろ～Beyond the World～【チーム「鳥」】 21. MC【チーム「鳥」】 22. SHAKA SHAKA #2 LOVE カラフルライフ編【チーム「鳥」】 23. こんなハズジャナカッター！【チーム「鳥」】 24. 低温火傷【チーム「鳥」】 25. 今すぐ飛び込む勇気【チーム「鳥」】 26. Wonderful World【チーム「鳥」】 27. MC【チーム「鳥」】 28. I WISH【チーム「鳥」】 【 DISC 2 】 1. OPENING【チーム「風」】 2. SEXY BOY～そよ風に寄り添って～【チーム「風」】 3. MC【チーム「風」】 4. アツイ！【チーム「風」】 5. 初恋サンライズ【チーム「風」】 6. 伊達じゃないよ うちの人生は【チーム「風」】 7. 泳げないMermaid【チーム「風」】 8. ムキダシで向き合って【チーム「風」】 9. MC【チーム「風」】 10. さあ、早速盛り上げて 行こか～！！【チーム「風」】 （山﨑愛生・橋迫鈴・段原瑠々） 11. ROCKエロティック【チーム「風」】 （加賀楓・佐々木莉佳子） 12. 愛ってもっと斬新【チーム「風」】 （川村文乃・小野田紗栞・高瀬くるみ） 13. マナーモード【チーム「風」】 （石田亜佑美・秋山眞緒・八木栞・前田こころ） 14. 秋麗【チーム「風」】 （稲場愛香・平井美葉） 15. MC【チーム「風」】 16. 黄色い線の内側で並んでお待ちください【チーム「風」】 （八木栞） 17. MC【チーム「風」】 18. ダンス パフォーマンス【チーム「風」】 （石田亜佑美・加賀楓・佐々木莉佳子・稲場愛香・秋山眞緒・平井美葉） 19. MC【チーム「風」】 20. Oh my wish!【チーム「風」】 21. Now Now Ningen【チーム「風」】 22. カラダだけが大人になったんじゃない【チーム「風」】 23. ガラクタDIAMOND【チーム「風」】 24. ドンデンガエシ【チーム「風」】 25. MC【チーム「風」】 26. 負けるな わっしょい！【チーム「風」】 1. OPENING【チーム「月」】 2. Mr.Moonlight～愛のビッグバンド～【チーム「月」】 3. MC【チーム「月」】 4. アツイ！【チーム「月」】 5. 初恋サンライズ【チーム「月」】 6. 伊達じゃないよ うちの人生は【チーム「月」】 7. 泳げないMermaid【チーム「月」】 8. ムキダシで向き合って【チーム「月」】 9. MC【チーム「月」】 10. さあ、早速盛り上げて 行こか～！！【チーム「月」】 （牧野真莉愛・浅倉樹々・岡村美波） 11. 絶対解ける問題 X=♥【チーム「月」】 （竹内朱莉・河西結心） 12. 愛ってもっと斬新【チーム「月」】 （生田衣梨奈・川名凜・松永里愛） 13. マナーモード【チーム「月」】 （森戸知沙希・岡村ほまれ・岸本ゆめの・里吉うたの） 14. ナセバナル【チーム「月」】 （松永里愛・清野桃々姫） 15. MC【チーム「月」】 16. 「ひとりで生きられそう」って それってねえ、褒めているの？【チーム「月」】 （河西結心） 17. MC【チーム「月」】 18. ダンス パフォーマンス【チーム「月」】 （牧野真莉愛・森戸知沙希・竹内朱莉・松永里愛・岸本ゆめの・里吉うたの） 19. MC【チーム「月」】 20. Oh my wish!【チーム「月」】 21. Now Now Ningen【チーム「月」】 22. カラダだけが大人になったんじゃない【チーム「月」】 23. ガラクタDIAMOND【チーム「月」】 24. ドンデンガエシ【チーム「月」】 25. MC【チーム「月」】 26. 負けるな わっしょい！【チーム「月」】 |                                              |
| 71 |                                              |
| 『Hello! Project Year-End Party 2021 ～GOOD BYE & HELLO ! ～』 2022年6月22日 - Blu-rayのみ発売 |                                              |
| 【 DISC 1 】 1. OPENING【アンジュルム プレミアム】 2. 限りあるMoment【アンジュルム プレミアム】 （アンジュルム） 3. 次々続々【アンジュルム プレミアム】 （アンジュルム） 4. 出すぎた杭は打たれない【アンジュルム プレミアム】 （アンジュルム） 5. MC【アンジュルム プレミアム】 6. きみの登場【アンジュルム プレミアム】 （ハロプロ研修生） 7. MC【アンジュルム プレミアム】 8. Go Your Way【アンジュルム プレミアム】 （OCHA NORMA） 9. MC【アンジュルム プレミアム】 10. 「良い奴」【アンジュルム プレミアム】 （勝田里奈・竹内朱莉） 11. どうして僕らにはやる気がないのか(2021)【アンジュルム プレミアム】 （宮本佳林） 12. MC【アンジュルム プレミアム】 13. はっきりしようぜ【アンジュルム プレミアム】 （アンジュルム） 14. 泳げないMermaid【アンジュルム プレミアム】 （アンジュルム） 15. 大器晩成【アンジュルム プレミアム】 （アンジュルム） 16. MC【アンジュルム プレミアム】 17. 46億年LOVE【アンジュルム プレミアム】 （アンジュルム） 18. OPENING【BEYOOOOONDS プレミアム】 19. 眼鏡の男の子【BEYOOOOONDS プレミアム】 （BEYOOOOONDS） 20. こんなハズジャナカッター！【BEYOOOOONDS プレミアム】 （BEYOOOOONDS） 21. 三年バンジージャンプ【BEYOOOOONDS プレミアム】 （BEYOOOOONDS） 22. MC【BEYOOOOONDS プレミアム】 23. 友情 純情 oh 青春【BEYOOOOONDS プレミアム】 （須藤茉麻・夏焼雅・熊井友理奈） 24. 雨音はショパンの調べ【BEYOOOOONDS プレミアム】 （小片リサ） 25. MC【BEYOOOOONDS プレミアム】 26. 激辛LOVE【BEYOOOOONDS プレミアム】 （BEYOOOOONDS） 27. Now Now Ningen【BEYOOOOONDS プレミアム】 （BEYOOOOONDS） 28. フレフレ・エブリデイ【BEYOOOOONDS プレミアム】 （BEYOOOOONDS） 29. MC【BEYOOOOONDS プレミアム】 30. 伸びしろ～Beyond the World～【BEYOOOOONDS プレミアム】 （BEYOOOOONDS） 特典映像 1. ビートの惑星 （モーニング娘。'21） 2. 46億年LOVE （アンジュルム） 3. プラスティック・ラブ （Juice=Juice） 4. 約束・連絡・記念日 （つばきファクトリー） 5. フレフレ・エブリデイ （BEYOOOOONDS） 【 DISC 2 】 1. OPENING【モーニング娘。'21 プレミアム】 2. よしよししてほしいの【モーニング娘。'21 プレミアム】 （モーニング娘。'21） 3. ギューされたいだけなのに【モーニング娘。'21 プレミアム】 （モーニング娘。'21） 4. ビートの惑星【モーニング娘。'21 プレミアム】 （モーニング娘。'21） 5. MC【モーニング娘。'21 プレミアム】 6. 色とりどり伸びよ！！【モーニング娘。'21 プレミアム】 （ハロプロ研修生） 7. MC【モーニング娘。'21 プレミアム】 8. デート前夜狂想曲【モーニング娘。'21 プレミアム】 （OCHA NORMA） 9. MC【モーニング娘。'21 プレミアム】 10. 夏DOKI リップスティック【モーニング娘。'21 プレミアム】 （矢島舞美） 11. 元気＋【モーニング娘。'21 プレミアム】 （田中れいな） 12. MC【モーニング娘。'21 プレミアム】 13. Only you【モーニング娘。'21 プレミアム】 （モーニング娘。'21） 14. Teenage Solution【モーニング娘。'21 プレミアム】 （モーニング娘。'21） 15. このまま！【モーニング娘。'21 プレミアム】 （モーニング娘。'21） 16. MC【モーニング娘。'21 プレミアム】 17. ブラボー！【モーニング娘。'21 プレミアム】 （モーニング娘。'21） 18. OPENING【Juice=Juice プレミアム】 19. Future Smile【Juice=Juice プレミアム】 （Juice=Juice） 20. プラスティック・ラブ【Juice=Juice プレミアム】 （Juice=Juice） 21. プラトニック・プラネット【Juice=Juice プレミアム】 （Juice=Juice） 22. MC【Juice=Juice プレミアム】 23. ハイビート気分【Juice=Juice プレミアム】 （鈴木愛理） 24. 氷点下【Juice=Juice プレミアム】 （宮本佳林） 25. MC【Juice=Juice プレミアム】 26. Fiesta! Fiesta!【Juice=Juice プレミアム】 （Juice=Juice） 27. Borderline【Juice=Juice プレミアム】 （Juice=Juice） 28. Familia【Juice=Juice プレミアム】 （Juice=Juice） 29. MC【Juice=Juice プレミアム】 30. Goal～明日はあっちだよ～【Juice=Juice プレミアム】 （Juice=Juice） 31. OPENING【つばきファクトリー プレミアム】 32. ガラクタDIAMOND【つばきファクトリー プレミアム】 （つばきファクトリー） 33. 表面張力～Surface Tension～【つばきファクトリー プレミアム】 （つばきファクトリー） 34. 恋のUFOキャッチャー【つばきファクトリー プレミアム】 （つばきファクトリー） 35. MC【つばきファクトリー プレミアム】 36. 世の中薔薇色【つばきファクトリー プレミアム】 （須藤茉麻・夏焼雅・熊井友理奈） 37. 真夜中のドア～stay with me【つばきファクトリー プレミアム】 （小片リサ） 38. MC【つばきファクトリー プレミアム】 39. 約束・連絡・記念日【つばきファクトリー プレミアム】 （つばきファクトリー） 40. 今夜だけ浮かれたかった【つばきファクトリー プレミアム】 （つばきファクトリー） 41. マサユメ【つばきファクトリー プレミアム】 （つばきファクトリー） 42. MC【つばきファクトリー プレミアム】 43. 涙のヒロイン降板劇【つばきファクトリー プレミアム】 （つばきファクトリー） |                                              |
| 72 |                                              |
| 『Hello! Project ひなフェス 2022【アンジュルム/Juice=Juice プレミアム】』 2022年9月7日 - Blu-rayのみ発売 |                                              |
| 【 DISC 1 】【アンジュルム プレミアム】 1. OPENING 2. 愛・魔性 （アンジュルム） 3. MC 4. 泳げないMermaid （アンジュルム） 5. はっきりしようぜ （アンジュルム） 6. MC 7. 色とりどり伸びよ！！ （ハロプロ研修生） 8. 恋のクラウチングスタート （OCHA NORMA） 9. ラーメン大好き小泉さんの唄 （OCHA NORMA） 10. MC 11. Hello! 生まれた意味がきっとある （ハローキティ/OCHA NORMA） 12. ガラクタDIAMOND （つばきファクトリー） 13. MC 14. 抱きしめられてみたい （つばきファクトリー） 15. 三回目のデート神話 （つばきファクトリー） 16. Chu Chu Chu 僕らの未来 （モーニング娘。'22） 17. MC 18. よしよししてほしいの （モーニング娘。'22） 19. Hey! Unfair Baby （モーニング娘。'22） 20. MC 21. 情熱エクスタシー （入江里咲・江端妃咲・秋山眞緒） 22. 21時までのシンデレラ （稲場愛香・江口紗耶） 23. ソラシド～ねえねえ～ （豫風瑠乃） 24. 英雄～笑って！ショパン先輩～ （BEYOOOOONDS） 25. MC 26. ビタミンME （BEYOOOOONDS） 27. 虎視タンタ・ターン （BEYOOOOONDS） 28. STAGE～アガッてみな～ （Juice=Juice） 29. MC 30. Fiesta! Fiesta! （Juice=Juice） 31. 私が言う前に抱きしめなきゃね （Juice=Juice） 32. MC 33. 同じ時給で働く友達の美人ママ （つばきファクトリー） 34. 赤いイヤホン （モーニング娘。'22） 35. 限りあるMoment （Juice=Juice） 36. MC 37. 愛されルート A or B？ （アンジュルム） 38. 次々続々 （アンジュルム） 39. MC 40. ハデにやっちゃいな！ （アンジュルム） 41. 大器晩成 （アンジュルム） 42. 愛すべきべき Human Life （アンジュルム） 43. MC 44. 友よ 【 DISC 2 】【Juice=Juice プレミアム】 1. OPENING 2. Borderline （Juice=Juice） 3. MC 4. TOKYOグライダー （Juice=Juice） 5. KEEP ON 上昇志向！！ （Juice=Juice） 6. MC 7. 3､2､1 BREAKIN'OUT！ （野中美希） 8. 恋する♡エンジェル♡ハート （牧野真莉愛・平山遊季・島倉りか） 9. The 摩天楼ショー （川名凜・広本瑠璃） 10. MC 11. 地団駄ダンス （OCHA NORMA） 12. プラスティック・ラブ （BEYOOOOONDS） 13. 裸の裸の裸のKISS （アンジュルム） 14. MC 15. GIRLS BE AMBITIOUS! 2022 （Juice=Juice） 16. MC 17. STAGE～アガッてみな～ （Juice=Juice） 18. ポップミュージック （Juice=Juice） 19. Goal～明日はあっちだよ～ （Juice=Juice） 20. Magic of Love(J=J 2015Ver.) （Juice=Juice） 21. MC 22. 「ひとりで生きられそう」って それってねえ、褒めているの？ 特典映像 1. バックステージ映像 |                                              |
| 73 |                                              |
| 『Hello! Project ひなフェス 2022【モーニング娘。'22/つばきファクトリー & BEYOOOOONDS プレミアム】』 2022年9月7日 - Blu-rayのみ発売 |                                              |
| 【 DISC 1 】【モーニング娘。'22 プレミアム】 1. OPENING 2. 大・人生 Never Been Better! （モーニング娘。'22） 3. MC 4. よしよししてほしいの （モーニング娘。'22） 5. Chu Chu Chu 僕らの未来 （モーニング娘。'22） 6. MC 7. きみの登場 （ハロプロ研修生） 8. 恋のクラウチングスタート （OCHA NORMA） 9. デート前夜狂想曲 （OCHA NORMA） 10. MC 11. Hello! 生まれた意味がきっとある （ハローキティ/OCHA NORMA） 12. STAGE～アガッてみな～ （Juice=Juice） 13. MC 14. Fiesta! Fiesta! （Juice=Juice） 15. ロマンスの途中 （Juice=Juice） 16. 英雄～笑って！ショパン先輩～ （BEYOOOOONDS） 17. MC 18. フレフレ・エブリデイ （BEYOOOOONDS） 19. 虎視タンタ・ターン （BEYOOOOONDS） 20. MC 21. FOREVER LOVE （岡村ほまれ・植村あかり・岸本ゆめの ） 22. 冷たい風と片思い （中山夏月姫） 23. 超HAPPY SONG （羽賀朱音・高瀬くるみ） 24. 約束・連絡・記念日 （つばきファクトリー） 25. MC 26. 抱きしめられてみたい （つばきファクトリー） 27. 三回目のデート神話 （つばきファクトリー） 28. 愛・魔性 （アンジュルム） 29. MC 30. ハデにやっちゃいな！ （アンジュルム） 31. 愛すべきべき Human Life （アンジュルム） 32. MC 33. LOVEペディア （BEYOOOOONDS） 34. 愛して 愛して 後一分 （Juice=Juice） 35. ビートの惑星 （つばきファクトリー） 36. MC 37. What is LOVE? （モーニング娘。'22） 38. MC 39. ジェラシー ジェラシー （モーニング娘。'22） 40. 純情エビデンス （モーニング娘。'22） 41. Only you （モーニング娘。'22） 42. One･Two･Three(updated) （モーニング娘。'22） 43. MC 44. 青春Night 【 DISC 2 】【つばきファクトリー & BEYOOOOONDS プレミアム】 1. OPENING 2. こんなハズジャナカッター！ （BEYOOOOONDS） 3. 虎視タンタ・ターン （BEYOOOOONDS） 4. ハムカツ黙示録 （BEYOOOOONDS） 5. MC 6. 英雄～笑って！ショパン先輩～ （BEYOOOOONDS） 7. Now Now Ningen （BEYOOOOONDS） 8. 伸びしろ～Beyond the World～ （BEYOOOOONDS） 9. MC 10. 新・日本のすすめ！ （小田さくら・窪田七海） 11. エレガントガール （前田こころ） 12. カラダだけが大人になったんじゃない （谷本安美・山﨑夢羽・筒井澪心） 13. MC 14. アツイ！ （モーニング娘。'22） 15. 春恋歌 （OCHA NORMA） 16. I Need You ～夜空の観覧車～ （アンジュルム） 17. ニッポンノD・N・A！ （アンジュルム） 18. MC 19. 表面張力～Surface Tension～ （つばきファクトリー） 20. マサユメ （つばきファクトリー） 21. 初恋サンライズ （つばきファクトリー） 22. # 今夜だけ浮かれたかった （つばきファクトリー） 23. MC 24. 帰ろう レッツゴー！ 特典映像 1. バックステージ映像 |                                              |
| 74 |                                              |
| 『Hello! Project Year-End Party 2022 ～GOOD BYE & HELLO ! ～』 2023年6月28日 - Blu-rayのみ発売 |                                              |
| 【 DISC 1 】 1. OPENING【BEYOOOOONDS Premium】 2. Hey!ビヨンダ【BEYOOOOONDS Premium】 3. ハムカツ黙示録【BEYOOOOONDS Premium】 4. Never Never know～コメ派とパン派のラブウォーズ～【BEYOOOOONDS Premium】 5. 虎視タンタ・ターン【BEYOOOOONDS Premium】 6. MC【BEYOOOOONDS Premium】 7. 涙のカスタネット【BEYOOOOONDS Premium】 8. アツイ!【BEYOOOOONDS Premium】 9. 英雄～笑って!ショパン先輩～【BEYOOOOONDS Premium】 10. MC【BEYOOOOONDS Premium】 11. オンリーロンリー【BEYOOOOONDS Premium】 12. OPENING【アンジュルム Premium】 13. 愛・魔性【アンジュルム Premium】 14. ハデにやっちゃいな!【アンジュルム Premium】 15. 愛されルート A or B?【アンジュルム Premium】 16. Piece of Peace～しあわせのパズル～【アンジュルム Premium】 17. MC【アンジュルム Premium】 18. 悔しいわ【アンジュルム Premium】 19. 46億年LOVE【アンジュルム Premium】 20. 大器晩成【アンジュルム Premium】 21. MC【アンジュルム Premium】 22. 愛すべきべき Human Life【アンジュルム Premium】 23. 運命 CHACHACHACHA～N【モーニング娘。'22 Premium】 （OCHA NORMA） 24. 恋のクラウチングスタート【モーニング娘。'22 Premium】 （OCHA NORMA） 25. Sunset Summer Fever【モーニング娘。'22 Premium】 （L!PP(石田亜佑美・佐々木莉佳子・段原瑠々・秋山眞緒・平井美葉)） 26. ダイスキだけど付き合えない【モーニング娘。'22 Premium】 （ハロプロ研修生ユニット'22） 27. 明日テンキになあれ【アンジュルム Premium】 （ハロプロ研修生ユニット'22） 28. 43度【アンジュルム Premium】 （ハロプロ研修生） 29. Ice day Party【モーニング娘。'22 Premium】 （ハロプロ研修生） 特典映像 1. ハムカツ黙示録【つばきファクトリー Premium】 （BEYOOOOONDS） 2. 悔しいわ【モーニング娘。'22 Premium】 （アンジュルム） 【 DISC 2 】 1. OPENING【つばきファクトリー Premium】 2. アイドル天職音頭【つばきファクトリー Premium】 3. 表面張力～Surface Tension～【つばきファクトリー Premium】 4. 今夜だけ浮かれたかった【つばきファクトリー Premium】 5. 弱さじゃないよ、恋は【つばきファクトリー Premium】 6. MC【つばきファクトリー Premium】 7. 低温火傷【つばきファクトリー Premium】 8. 独り占め【つばきファクトリー Premium】 9. アドレナリン・ダメ【つばきファクトリー Premium】 10. MC【つばきファクトリー Premium】 11. ハッピークラッカー【つばきファクトリー Premium】 12. OPENING【Juice=Juice Premium】 13. STAGE～アガッてみな～【Juice=Juice Premium】 14. 全部賭けてGO!!【Juice=Juice Premium】 15. G.O.A.T.【Juice=Juice Premium】 16. イニミニマニモ～恋のライバル宣言～【Juice=Juice Premium】 17. MC【Juice=Juice Premium】 18. Never Never Surrender【Juice=Juice Premium】 19. KEEP ON 上昇志向!!【Juice=Juice Premium】 20. この世界は捨てたもんじゃない【Juice=Juice Premium】 21. MC【Juice=Juice Premium】 22. Goal～明日はあっちだよ～【Juice=Juice Premium】 23. OPENING【モーニング娘。'22 Premium】 24. LOVEマシ－ン(updated)【モーニング娘。'22 Premium】 25. Swing Swing Paradise【モーニング娘。'22 Premium】 26. ムキダシで向き合って【モーニング娘。'22 Premium】 27. Happy birthday to Me!【モーニング娘。'22 Premium】 28. MC【モーニング娘。'22 Premium】 29. そうだ!We're ALIVE(updated)【モーニング娘。'22 Premium】 30. ジェラシー ジェラシー【モーニング娘。'22 Premium】 31. わがまま 気のまま 愛のジョーク【モーニング娘。'22 Premium】 32. MC【モーニング娘。'22 Premium】 33. I WISH【モーニング娘。'22 Premium】 特典映像 1. マサユメ【アンジュルム Premium】 2. 全部賭けてGO!!【アンジュルム Premium】 3. 大・人生 Never Been Better!【アンジュルム Premium】 |                                              |
| 75 |                                              |
| 『Hello! Project 2023 Winter ～TWO OF US～』 2023年8月9日 - Blu-rayのみ発売 |                                              |
| 【 DISC 1 】チームA：モーニング娘。'23 / OCHA NORMA 1. OPENING 2. 恋のクラウチングスタート 3. MC 4. 宇宙規模でダイスキ宣言! （OCHA NORMA） 5. 素肌は熱帯夜 （OCHA NORMA） 6. ウチらの地元は地球じゃん! （OCHA NORMA） 7. MC 8. Swing Swing Paradise （モーニング娘。'23） 9. I surrender 愛されど愛 （モーニング娘。'23） 10. ロマンスに目覚める妄想女子の歌 （モーニング娘。'23） 11. MC 12. 恋のダンスサイト （生田衣梨奈・野中美希・北川莉央・山﨑愛生・櫻井梨央・米村姫良々・窪田七海・田代すみれ・北原もも） 13. ダンス・コーナー （石田亜佑美・牧野真莉愛・広本瑠璃・筒井澪心） 14. cha cha SING （譜久村聖・小田さくら・羽賀朱音・横山玲奈・斉藤円香・石栗奏美・中山夏月姫・西﨑美空） 15. お祭りデビューだぜ! （OCHA NORMA） 16. ヨリドリ ME DREAM （OCHA NORMA） 17. Mr.Moonlight～愛のビッグバンド～ （OCHA NORMA） 18. 運命 CHACHACHACHA～N （OCHA NORMA） 19. Hello! 生まれた意味がきっとある （モーニング娘。'23） 20. Happy birthday to Me! （モーニング娘。'23） 21. このまま! （モーニング娘。'23） 22. みかん （モーニング娘。'23） 23. わがまま 気のまま 愛のジョーク （モーニング娘。'23） 24. MC 25. 愛あらば IT'S ALL RIGHT 【 DISC 2 】チームB：アンジュルム / つばきファクトリー 1. OPENING 2. アイドル天職音頭 3. MC 4. スキップ・スキップ・スキップ （つばきファクトリー） 5. 弱さじゃないよ、恋は （つばきファクトリー） 6. My Darling ～Do you love me?～ （つばきファクトリー） 7. MC 8. 悔しいわ （アンジュルム） 9. 人生、すなわちパンタ・レイ （アンジュルム） 10. 臥薪嘗胆 （アンジュルム） 11. 明晩、ギャラクシー劇場で （アンジュルム） 12. MC 13. 就活センセーション （竹内朱莉・川村文乃・上國料萌衣・伊勢鈴蘭・川名凜・松本わかな・平山遊季） 14. ダンス・コーナー （佐々木莉佳子・橋迫鈴・為永幸音・山岸理子・秋山眞緒） 15. もう一歩 （新沼希空・谷本安美・岸本ゆめの・浅倉樹々・小野瑞歩・小野田紗栞・河西結心・八木栞・福田真琳・豫風瑠乃） 16. 愛されルート A or B? （つばきファクトリー） 17. アドレナリン・ダメ （つばきファクトリー） 18. 今夜だけ浮かれたかった （つばきファクトリー） 19. 間違いじゃない 泣いたりしない （つばきファクトリー） 20. 初恋サンライズ （アンジュルム） 21. 赤いイヤホン （アンジュルム） 22. 次々続々 （アンジュルム） 23. 46億年LOVE （アンジュルム） 24. MC 25. 愛すべきべき Human Life 【 DISC 3 】チームC：Juice=Juice / BEYOOOOONDS 1. OPENING 2. 5年バンジージャンプ 3. MC 4. 求めよ…運命の旅人算 （BEYOOOOONDS） 5. 虎視タンタ・ターン （BEYOOOOONDS） 6. Hey!ビヨンダ （BEYOOOOONDS） 7. MC 8. 私が言う前に抱きしめなきゃね （Juice=Juice） 9. ノクチルカ （Juice=Juice） 10. 全部賭けてGO!! （Juice=Juice） 11. MC 12. 夢幻クライマックス （植村あかり・有澤一華・江端妃咲・石山咲良・一岡伶奈・島倉りか・山﨑夢羽・小林萌花） 13. ダンス・コーナー （段原瑠々・松永里愛・岡村美波・平井美葉・里吉うたの） 14. CHOICE & CHANCE （井上玲音・工藤由愛・入江里咲・遠藤彩加里・西田汐里・江口紗耶・高瀬くるみ・前田こころ・清野桃々姫） 15. 好きって言ってよ （BEYOOOOONDS） 16. Never Never know～コメ派とパン派のラブウォーズ～ （BEYOOOOONDS） 17. ビタミンME （BEYOOOOONDS） 18. 英雄～笑って!ショパン先輩～ （BEYOOOOONDS） 19. 眼鏡の男の子 （Juice=Juice） 20. 伊達じゃないよ うちの人生は （Juice=Juice） 21. 銀色のテレパシー （Juice=Juice） 22. 生まれたてのBaby Love （Juice=Juice） 23. MC 24. ポップミュージック |                                              |
| 76 |                                              |
| 『Hello! Project ひなフェス 2023』 2023年10月18日 - Blu-rayのみ発売 |                                              |
| 【 DISC 1 】 1. OPENING 2. 断捨ISM 3. 間違いじゃない 泣いたりしない （つばきファクトリー） 4. アドレナリン・ダメ （つばきファクトリー） 5. MC 6. ハナモヨウ （つばきファクトリー） 7. 可能性のコンチェルト （つばきファクトリー） 8. 最上級Story （つばきファクトリー） 9. ぶっ壊したい （アンジュルム） 10. マナーモード （アンジュルム） 11. MC 12. Sister Sister （アンジュルム） 13. 46億年LOVE （アンジュルム） 14. 愛すべきべき Human Life （アンジュルム） 15. 旅立ちの春が来た 16. OPENING 17. お祭りデビューだぜ! 18. 運命 CHACHACHACHA～N （OCHA NORMA） 19. Hello! 生まれた意味がきっとある （OCHA NORMA） 20. MC 21. ミステイク （OCHA NORMA） 22. 宇宙規模でダイスキ宣言! （OCHA NORMA） 23. 素肌は熱帯夜 （OCHA NORMA） 24. MC 25. 浪漫 ～MY DEAR BOY～ （モーニング娘。'23） 26. One・Two・Three(updated) （モーニング娘。'23） 27. MC 28. Swing Swing Paradise （モーニング娘。'23） 29. ビートの惑星 （モーニング娘。'23） 30. 泡沫サタデーナイト! （モーニング娘。'23） 31. 笑顔の君は太陽さ 32. 桜ナイトフィーバー 33. Upside down girl （ハロプロ研修生） 34. ダイスキだけど付き合えない （ハロプロ研修生ユニット'23） 特典映像 1. バックステージ映像 【 DISC 2 】 1. OPENING 2. アツイ! 3. 求めよ…運命の旅人算 （BEYOOOOONDS） 4. MC 5. ハムカツ黙示録 （BEYOOOOONDS） 6. 虎視タンタ・ターン （BEYOOOOONDS） 7. Never Never know～コメ派とパン派のラブウォーズ～ （BEYOOOOONDS） 8. 夢さえ描けない夜空には （BEYOOOOONDS） 9. ロマンスの途中 （Juice=Juice） 10. 五月雨美女がさ乱れる(MEMORIAL EDIT) （Juice=Juice） 11. MC 12. プラトニック・プラネット （Juice=Juice） 13. CHOICE & CHANCE （Juice=Juice） 14. Wonderful World （Juice=Juice） 15. Magic of Love 16. 記憶の迷路 （松永里愛） 17. ランラルン～あなたに夢中～ （横山玲奈・谷本安美） 18. SHALL WE LOVE? （北川莉央・段原瑠々・岸本ゆめの） 19. 恋ならとっくに始まってる （BEYOOOOONDS） 20. 新しい私になれ! （OCHA NORMA） 21. 抱きしめられてみたい （モーニング娘。'23） 22. ガラスのパンプス （江端妃咲） 23. そっと口づけてギュッと抱きしめて （小田さくら・河西結心） 24. 本気で熱いテーマソング （石田亜佑美・浅倉樹々・前田こころ） 25. セクシーキャットの演説 （BEYOOOOONDS） 26. デート前夜狂想曲 （つばきファクトリー） 27. ウチらの地元は地球じゃん! （Juice=Juice） 28. Oh my wish! （アンジュルム） 29. 奇跡の香りダンス。 （上國料萌衣） 30. Independent Girl～独立女子であるために （為永幸音・一岡伶奈・清野桃々姫） 31. 明日テンキになあれ （井上玲音・入江里咲） 32. Va-Va-Voom （モーニング娘。'23） 33. ビタミンME （OCHA NORMA） 34. 恋愛奉行 （アンジュルム） 35. Good bye & Good luck! （つばきファクトリー） 特典映像 1. バックステージ映像 |                                              |
| 77 |                                              |
| 『さよなら中野サンプラザ音楽祭』 2024年2月28日 - Blu-rayのみ発売 |                                              |
| 【 DISC 1 】【モーニング娘。'23】【アンジュルム】【Juice=Juice】【BEYOOOOONDS】 1. HOW DO YOU LIKE JAPAN?～日本はどんな感じでっか?～ （モーニング娘。'23） 2. ラヴ&ピィ～ス!HEROがやって来たっ。 （モーニング娘。'23） 3. MC 4. 青空がいつまでも続くような未来であれ! （モーニング娘。'23） 5. 同窓生 （アンジュルム） 6. タデ食う虫もLike it! （アンジュルム） 7. MC 8. 大器晩成 （アンジュルム） 9. FUNKY FLUSHIN' （Juice=Juice） 10. 如雨露 （Juice=Juice） 11. MC 12. Magic of Love(J=J 2015Ver.) （Juice=Juice） 13. きのこたけのこ大戦記 （BEYOOOOONDS） 14. ニッポンノD・N・A! （BEYOOOOONDS） 15. MC 16. オンリーロンリー （BEYOOOOONDS） 【 DISC 2 】【つばきファクトリー】 1. OPENING 2. 七分咲きのつづき （つばきファクトリー） 3. スキップ・スキップ・スキップ （つばきファクトリー） 4. うるわしのカメリア （つばきファクトリー） 5. MC 6. ふわり、恋時計 （つばきファクトリー） 7. 春恋歌 （つばきファクトリー） 8. ハナモヨウ （つばきファクトリー） 9. 純情cm(センチメートル) （つばきファクトリー） 10. 三回目のデート神話 （つばきファクトリー） 11. MC 12. 恋のUFOキャッチャー （つばきファクトリー） 13. アイドル天職音頭 （つばきファクトリー） 14. 断捨ISM （つばきファクトリー） 15. だからなんなんだ! （つばきファクトリー） 16. 約束・連絡・記念日 （つばきファクトリー） 17. 独り占め （つばきファクトリー） 18. MC 19. マサユメ （つばきファクトリー） 20. 間違いじゃない 泣いたりしない （つばきファクトリー） 21. 涙のヒロイン降板劇 （つばきファクトリー） 22. アドレナリン・ダメ （つばきファクトリー） 23. 愛は今、愛を求めてる （つばきファクトリー） 24. MC 25. ふりさけみれば･･･ （つばきファクトリー） 26. 17才【ENCORE】 （つばきファクトリー） 27. MC【ENCORE】 （つばきファクトリー） 28. 初恋サンライズ【ENCORE】 （つばきファクトリー） 29. My Darling ～Do you love me?～【ENCORE】 （つばきファクトリー） 【 DISC 3 】【OCHA NORMA/ハロプロ研修生ユニット'23/ハロプロ研修生】 1. OPENING 2. 天まで登れ! （OCHA NORMA/ハロプロ研修生ユニット'23/ハロプロ研修生） 3. 彼女になりたいっ!!! （OCHA NORMA/ハロプロ研修生ユニット'23/ハロプロ研修生） 4. MC （OCHA NORMA/ハロプロ研修生ユニット'23/ハロプロ研修生） 5. きみの登場 （ハロプロ研修生ユニット'23/ハロプロ研修生） 6. Say! Hello! （ハロプロ研修生ユニット'23・吉田姫杷・後藤花・下井谷幸穂・上村麗菜） 7. Crying （ハロプロ研修生ユニット'23・川嶋美楓・上村麗菜・河野空愛・林仁愛） 8. 正しい青春ってなんだろう （ハロプロ研修生ユニット'23/ハロプロ研修生） 9. MC （OCHA NORMA/ハロプロ研修生ユニット'23/ハロプロ研修生） 10. ダイスキだけど付き合えない （ハロプロ研修生ユニット'23） 11. 悪いヒト （ハロプロ研修生ユニット'23） 12. 女で地球は回ってる （ハロプロ研修生ユニット'23） 13. MC （ハロプロ研修生ユニット'23） 14. ちょっと情緒不安定?…夏 （OCHA NORMA） 15. Hello! 生まれた意味がきっとある （OCHA NORMA） 16. ヨリドリ ME DREAM （OCHA NORMA） 17. MC （OCHA NORMA） 18. ラヴィ・ダヴィ （OCHA NORMA） 19. ウチらの地元は地球じゃん! （OCHA NORMA） 20. 素肌は熱帯夜 （OCHA NORMA） 21. オチャノマ マホロバ イコイノバ〜昭和も令和もワッチャワチャ～ （OCHA NORMA） 22. 色とりどり伸びよ!!【ENCORE】 （ハロプロ研修生ユニット'23/ハロプロ研修生） 23. かっちょ良い歌【ENCORE】 （ハロプロ研修生ユニット'23） 24. 恋のクラウチングスタート【ENCORE】 （OCHA NORMA） 25. MC【ENCORE】 （OCHA NORMA/ハロプロ研修生ユニット'23/ハロプロ研修生） 26. Rainbow【ENCORE】 （OCHA NORMA/ハロプロ研修生ユニット'23/ハロプロ研修生） |                                              |
| 78 |                                              |
| 『Hello! Project 25th ANNIVERSARY CONCERT「Theme Of Hello!」「ALL FOR ONE & ONE FOR ALL!」』 2024年3月20日 - Blu-rayのみ発売 |                                              |
| 【 DISC 1 】「Theme Of Hello!」 1. OPENING 2. Hello!のテーマ （ALL CAST） 3. MC （譜久村聖） 4. 彼女になりたいっ!!! （ハロプロ研修生） 5. 女で地球は回ってる （ハロプロ研修生ユニット'23） 6. 夢見る 15歳 （ハロプロ研修生ユニット'23） 7. スタートライン （OCHA NORMA） 8. シェケナーレ （OCHA NORMA） 9. 白いTOKYO～グルグルJUMP～赤いフリージア （BEYOOOOONDS） 10. 恋する銀河 （BEYOOOOONDS） 11. MC （一岡伶奈・高瀬くるみ・斉藤円香） 12. 妄想だけならフリーダム （つばきファクトリー） 13. 情熱行き 未来船 （つばきファクトリー） 14. 記憶の迷路 （Juice=Juice） 15. プライド・ブライト （Juice=Juice） 16. アイノケダモノ （アンジュルム） 17. 気まぐれプリンセス （アンジュルム） 18. きみの登場 （モーニング娘。'23） 19. HEAVY GATE （モーニング娘。'23） 20. MC （譜久村聖・上國料萌衣・植村あかり・山岸理子） 21. My Days for You （OCHA NORMA） 22. お祭りデビューだぜ! （OCHA NORMA） 23. ニッポンノD・N・A! （BEYOOOOONDS） 24. Kiss me 愛してる （BEYOOOOONDS） 25. アドレナリン・ダメ （つばきファクトリー） 26. Go Girl ～恋のヴィクトリー～ （つばきファクトリー） 27. MC （新沼希空・平井美葉・広本瑠璃） 28. 恋の呪縛 （モーニング娘。'23） 29. What is LOVE? （モーニング娘。'23） 30. Fiesta! Fiesta! （Juice=Juice） 31. 初恋サイダー （Juice=Juice） 32. お願い魅惑のターゲット （アンジュルム） 33. 大器晩成 （アンジュルム） 34. MC 35. LOVEマシーン(updated 23 Ver.) （ALL CAST） 36. Sunset Summer Fever(オープニングアクト) （L!PP(from Hello! Project Dance Team)） 特典映像 1. バックステージ映像 【 DISC 2 】「ALL FOR ONE & ONE FOR ALL!」ACT Ⅰ 1. OPENING 2. 黄色いお空で BOOM BOOM BOOM （OCHA NORMA） 3. 大きな愛でもてなして （つばきファクトリー） 4. 恋のテレフォンGOAL （ハロプロ研修生ユニット'23） 5. This is 運命 （BEYOOOOONDS） 6. 抱いてよ!PLEASE GO ON （Juice=Juice） 7. Yeah!めっちゃホリディ （アンジュルム） 8. ロマンティック 浮かれモード （モーニング娘。'23） 9. MC （中澤裕子・紺野あさ美） 10. カッチョイイゼ!JAPAN （石川梨華・三好絵梨香・稲場愛香） 11. 恋する♡エンジェル♡ハート （石川梨華・三好絵梨香・稲場愛香） 12. MC （中澤裕子・紺野あさ美・石川梨華・三好絵梨香・稲場愛香） 13. ガタメキラ （信田美帆・稲葉貴子・小湊美和） 14. Magic of Love （信田美帆・稲葉貴子・小湊美和・竹内朱莉） 15. MC （中澤裕子・紺野あさ美・信田美帆・稲葉貴子・小湊美和・竹内朱莉） 16. FIRST KISS （あぁ!(田中れいな・夏焼雅・鈴木愛理)） 17. サウスポー （辻希美・島倉りか） 18. 浮気なハニーパイ （紺野あさ美・稲場愛香・小関舞） 19. ラララのピピピ （道重さゆみ・川嶋美楓・田代すみれ） 20. MC （中澤裕子・紺野あさ美・道重さゆみ・田中れいな・稲場愛香・小関舞） 21. ミニモニ。ジャンケンぴょん! （矢口真里・辻希美・松本わかな・豫風瑠乃） 22. ちょこっとLOVE （保田圭・市井紗耶香・宮本佳林） 23. 恋をしちゃいました! （矢口真里・石川梨華・辻希美・紺野あさ美） 24. MC （中澤裕子・紺野あさ美・辻希美） 25. 悔し涙 ぽろり （中澤裕子） 26. サマーナイトタウン （保田圭・矢口真里・市井紗耶香・横山玲奈・北川莉央・櫻井梨央・井上春華・弓桁朱琴） 27. ザ☆ピ～ス! （石川梨華・辻希美・譜久村聖・生田衣梨奈・石田亜佑美・小田さくら・野中美希・山﨑愛生） 28. Do it! Now （高橋愛・紺野あさ美・牧野真莉愛・羽賀朱音・横山玲奈・北川莉央・山﨑愛生・櫻井梨央） 29. 大きい瞳 （道重さゆみ・田中れいな・OCHA NORMA） 30. リゾナント ブルー （高橋愛・道重さゆみ・田中れいな・譜久村聖・生田衣梨奈・石田亜佑美・小田さくら・野中美希・牧野真莉愛・羽賀朱音） 31. 恋愛レボリュ－ション21 （保田圭・矢口真里・市井紗耶香・石川梨華・辻希美・高橋愛・紺野あさ美・道重さゆみ・田中れいな） 32. MC （保田圭・矢口真里・市井紗耶香・石川梨華・辻希美・高橋愛・紺野あさ美・道重さゆみ・田中れいな） 33. ALL FOR ONE & ONE FOR ALL! （ALL CAST） 特典映像 1. バックステージ映像 【 DISC 3 】「ALL FOR ONE & ONE FOR ALL!」ACT Ⅱ 1. OPENING 2. バラライカ （ハロプロ研修生ユニット'23） 3. 鳴り始めた恋のBELL （OCHA NORMA） 4. ブスにならない哲学 （BEYOOOOONDS） 5. 元気者で行こう! （つばきファクトリー） 6. 念には念(念入り Ver.) （Juice=Juice） 7. ライバル （アンジュルム） 8. Danceでバコーン! （モーニング娘。'23） 9. MC （矢島舞美・須藤茉麻・宮崎由加） 10. 虹を超える （小片リサ） 11. 初恋サンライズ （小片リサ・浅倉樹々・山岸理子・新沼希空・谷本安美・小野瑞歩・小野田紗栞・秋山眞緒） 12. 今夜だけ浮かれたかった （小片リサ・浅倉樹々・つばきファクトリー） 13. MC （矢島舞美・須藤茉麻・宮崎由加・小片リサ・浅倉樹々・山岸理子・福田真琳） 14. バンビーナ・バンビーノ （宮本佳林） 15. ロマンスの途中 （宮崎由加・宮本佳林・植村あかり・段原瑠々・井上玲音） 16. プラトニック・プラネット （宮崎由加・宮本佳林・稲場愛香・Juice=Juice） 17. MC （矢島舞美・須藤茉麻・宮崎由加・宮本佳林・稲場愛香・植村あかり） 18. 私、ちょいとカワイイ裏番長 （竹内朱莉・勝田里奈・佐々木莉佳子・上國料萌衣・川村文乃・伊勢鈴蘭） 19. 赤いイヤホン （竹内朱莉・勝田里奈・アンジュルム） 20. MC （矢島舞美・須藤茉麻・宮崎由加・竹内朱莉・勝田里奈） 21. 愛のサバイバー （佐藤優樹） 22. Help me!! （佐藤優樹・譜久村聖・生田衣梨奈・石田亜佑美・小田さくら・野中美希・ 牧野真莉愛・羽賀朱音・横山玲奈・北川莉央・山﨑愛生・櫻井梨央） 23. わがまま 気のまま 愛のジョーク （佐藤優樹・モーニング娘。'23） 24. MC （矢島舞美・須藤茉麻・宮崎由加・佐藤優樹） 25. ホントのじぶん （夏焼雅・鈴木愛理） 26. DISTANCE （鈴木愛理・石田亜佑美・平井美葉） 27. MC （宮崎由加・夏焼雅・鈴木愛理） 28. 恋泥棒 （稲場愛香・小関舞） 29. 愛おしくってごめんね （稲場愛香・小関舞・OCHA NORMA） 30. 夢幻クライマックス （矢島舞美・鈴木愛理・佐々木莉佳子・植村あかり・秋山眞緒） 31. Midnight Temptation （矢島舞美・鈴木愛理・牧野真莉愛・段原瑠々・山岸理子） 32. あなたなしでは生きてゆけない （須藤茉麻・夏焼雅・熊井友理奈） 33. スッペシャル ジェネレ～ション （須藤茉麻・夏焼雅・熊井友理奈・河西結心・八木栞・福田真琳・豫風瑠乃） 34. 超HAPPY SONG （須藤茉麻・夏焼雅・熊井友理奈・矢島舞美・鈴木愛理・BEYOOOOONDS） 35. MC （須藤茉麻・夏焼雅・熊井友理奈・矢島舞美・鈴木愛理） 36. ALL FOR ONE & ONE FOR ALL! （ALL CAST） 特典映像 1. バックステージ映像 |                                              |
| 79 |                                              |
| 『Hello! Project ひなフェス 2024』 2024年8月28日 - Blu-rayのみ発売 |                                              |
| 【 DISC 1 】 1. OPENING 2. 英雄～笑って!ショパン先輩～ （ALL CAST） 3. 【BEYOOOOONDS】アタック映像 4. 灰toダイヤモンド （BEYOOOOONDS） 5. Hey!ビヨンダ （BEYOOOOONDS） 6. MC （BEYOOOOONDS） 7. Go City Go （BEYOOOOONDS） 8. 恋愛奉行 （BEYOOOOONDS） 9. ニッポンノD・N・A! （BEYOOOOONDS） 10. 【Juice=Juice】アタック映像 11. あばれてっか?! ハヴアグッタイ （Juice=Juice） 12. 禁断少女 （Juice=Juice） 13. MC （Juice=Juice） 14. ナイモノラブ （Juice=Juic） 15. 生まれたてのBaby Love （Juice=Juice） 16. Fiesta! Fiesta! （Juice=Juice） 17. MC （植村あかり・高瀬くるみ・平井美葉） 18. FUNKY FLUSHIN' （ALL CAST） 19. 【アンジュルム】アタック映像 20. アイノケダモノ （アンジュルム） 21. MC （アンジュルム） 22. 愛されルート A or B? （アンジュルム） 23. RED LINE （アンジュルム） 24. Survive～生きてく為に夢を見んだ （アンジュルム） 25. 悔しいわ （アンジュルム） 26. MC （アンジュルム） 27. ハデにやっちゃいな! （アンジュルム） 28. 46億年LOVE （アンジュルム） 29. 愛すべきべき Human Life （アンジュルム） 30. MC （佐々木莉佳子・上國料萌衣） 31. ライフ イズ ビューティフル! （ALL CAST） 32. 色とりどり伸びよ!! （ハロプロ研修生） 33. 女で地球は回ってる （ハロプロ研修生ユニット'24） 特典映像 1. バックステージ映像(3/30) 【 DISC 2 】 1. OPENING 2. ウチらの地元は地球じゃん! （ALL CAST） 3. 【OCHA NORMA】アタック映像 4. 宇宙規模でダイスキ宣言! （OCHA NORMA） 5. なんだかんだエヴリデー! （OCHA NORMA） 6. MC （OCHA NORMA） 7. Hello! 生まれた意味がきっとある （OCHA NORMA） 8. お祭りデビューだぜ! （OCHA NORMA） 9. シェケナーレ （OCHA NORMA） 10. 【つばきファクトリー】アタック映像 11. 断捨ISM （つばきファクトリー） 12. 妄想だけならフリーダム （つばきファクトリー） 13. MC （つばきファクトリー） 14. Power Flower ～今こそ一丸となれ～ （つばきファクトリー） 15. アタシリズム （つばきファクトリー） 16. Stay free & Stay tuned （つばきファクトリー） 17. MC （新沼希空・斉藤円香） 18. スキップ・スキップ・スキップ （ALL CAST） 19. 【モーニング娘。'24】アタック映像 20. HOW DO YOU LIKE JAPAN?～日本はどんな感じでっか?～ （モーニング娘。'24） 21. HEAVY GATE （モーニング娘。'24） 22. Help me!!(updated) （モーニング娘。'24） 23. すっごいFEVER! （モーニング娘。'24） 24. ロマンスに目覚める妄想女子の歌 （モーニング娘。'24） 25. MC （モーニング娘。'24） 26. I surrender 愛されど愛 （モーニング娘。'24） 27. 浪漫 ～MY DEAR BOY～ （モーニング娘。'24） 28. みかん （モーニング娘。'24） 29. MC （生田衣梨奈・石田亜佑美） 30. ENDLESS SKY （ALL CAST） 31. 天まで登れ! （ハロプロ研修生） 32. CHOちょこっとロッケンロール （ハロプロ研修生ユニット'24） 特典映像 1. バックステージ映像(3/31) 【 DISC 3 】 1. Only you【ユニット曲】 （川名凜） 2. 壊れない愛がほしいの【ユニット曲】 （生田衣梨奈・川村文乃・北原もも） 3. ROCKエロティック【ユニット曲】 （弓桁朱琴・為永幸音・有澤一華・遠藤彩加里） 4. 宇宙でLa Ta Ta【ユニット曲】 （高瀬くるみ） 5. 大きい瞳【ユニット曲】 （江端妃咲・河西結心） 6. 友情 ～心のブスにはならねぇ!～【ユニット曲】 （小田さくら・横山玲奈・後藤花・八木栞・江口紗耶） 7. ヒロインになろうか!【ユニット曲】 （橋迫鈴・松本わかな・松永里愛・秋山眞緒） 8. 色っぽい じれったい【ユニット曲】 （西田汐里・平井美葉・米村姫良々） 9. 涙の色【ユニット曲】 （段原瑠々） 10. アドレナリン・ダメ【ユニット曲】 （上國料萌衣・工藤由愛・斉藤円香・石栗奏美・西﨑美空） 11. 大人の事情【ユニット曲】 （豫風瑠乃・岡村美波） 12. 愛の園～Touch My Heart!～【ユニット曲】 （福田真琳） 13. カモン・ミックス!【ユニット曲】 （GOODM!X(岡村ほまれ・橋迫鈴・有澤一華・河西結心・西田汐里・北原もも)） 14. Sunset Summer Fever【ユニット曲】 （L!PP(from Hello! Project Dance Team 石田亜佑美・佐々木莉佳子・段原瑠々・秋山眞緒・平井美葉)） 15. 桜ナイトフィーバー【ユニット曲】 （ALL CAST） 16. C＼C(シンデレラ＼コンプレックス)'24【ユニット曲】 （SIOOM (from M-line Music)） 17. ハムカツ黙示録【プレミアムカバー】 （アンジュルム） 18. Vivid Midnight【プレミアムカバー】 （OCHA NORMA） 19. 都営大江戸線の六本木駅で抱きしめて【プレミアムカバー】 （つばきファクトリー） 20. KEEP ON 上昇志向!!【プレミアムカバー】 （モーニング娘。'24） 21. ええか!?【プレミアムカバー】 （OCHA NORMA） 22. Uraha=Lover【プレミアムカバー】 （BEYOOOOONDS） 23. もう一歩【プレミアムカバー】 （Juice=Juice） 24. タデ食う虫もLike it!【プレミアムカバー】 （つばきファクトリー） 25. ぶっ壊したい【プレミアムカバー】 （モーニング娘。'24） 26. ラーメン大好き小泉さんの唄【プレミアムカバー】 （BEYOOOOONDS） 27. 意識高い乙女のジレンマ【プレミアムカバー】 （モーニング娘。'24） 28. 素肌は熱帯夜【プレミアムカバー】 （アンジュルム） 29. 約束・連絡・記念日【プレミアムカバー】 （Juice=Juice） 30. 弩級のゴーサイン【プレミアムカバー】 （OCHA NORMA） 31. ザ☆ピ～ス!【プレミアムカバー】 （BEYOOOOONDS） 32. 悲しみトワイライト【プレミアムカバー】 （つばきファクトリー） 33. 自由な国だから【プレミアムカバー】 （Juice=Juice） 34. 愛の軍団【プレミアムカバー】 （アンジュルム） |                                              |

### メンバーの合同コンサート（映像）
| No. |                                              |
| No. | 『タイトル』 発売日 （収録時間） 特 記 事 項 |
| No. | 収 録 内 容                                  |
| --- | -------------------------------------------- |
| 1 |                                              |
| 『2004年夏ファーストコンサートツアー「Wスタンバイ! ダブルユー&ベリーズ工房!」』 2004年11月17日 （1時間34分） - 出演： W・Berryz工房 |                                              |
| 1. Opening 2. あなたなしでは生きてゆけない 3. ファイティングポーズはダテじゃない! 4. MC 1 5. ハピネス〜幸福歓迎!〜 6. 蝉 7. MC 2 8. 友情 純情 Oh 青春 9. ピリリと行こう! 10. 恋のバカンス 11. センチ・メタル・ボーイ 12. サウスポー 13. 寸劇コーナー 14. ミニモニ。ジャンケンぴょん! 15. Get Up!ラッパー 16. Loveマシーン 17. ピリリと行こう! 18. 渚の『……』 19. 淋しい熱帯魚 20. MC 3 21. あぁ いいな! 22. でっかい宇宙に愛がある |                                              |
| 2 |                                              |
| 『後浦なつみコンサートツアー2005春「トライアングルエナジー」』 2005年8月3日 （1時間41分） - 出演： 安倍なつみ・後藤真希・松浦亜弥 |                                              |
| 1. 恋愛戦隊シツレンジャー （後浦なつみ） 2. Do it! Now （後浦なつみ） 3. MC 1 4. 原色GAL 派手に行くべ! （後藤真希） 5. 愛のバカやろう （後藤真希） 6. さよなら「友達にはなりたくないの」 （後藤真希） 7. 香水 （安倍なつみ・松浦亜弥） 8. 宇宙でLa Ta Ta （安倍なつみ・後藤真希） 9. MC 2 10. ずっと 好きでいいですか （松浦亜弥） 11. 奇跡の香りダンス。 （松浦亜弥） 12. ドッキドキ! LOVEメール （松浦亜弥） 13. モーニングコーヒー（2002version） （安倍なつみ・後藤真希） 14. シャイニング 愛しき貴方 （後藤真希・松浦亜弥） 15. MC 3 16. 夢ならば （安倍なつみ） 17. だって 生きてかなくちゃ （安倍なつみ） 18. 男友達 （安倍なつみ） 19. サマーナイトタウン （後藤真希・松浦亜弥） 20. LOVE LIKE CRAZY （後浦なつみ） 21. MC 4 22. 手を握って歩きたい （後浦なつみ） 23. Yeah! めっちゃホリディ （後浦なつみ） 24. 恋のテレフォンGOAL （後浦なつみ） 25. MC 5 26. LOVEマシーン （後浦なつみ） 27. MC 6 28. でっかい宇宙に愛がある （後浦なつみ） |                                              |
| 3 |                                              |
| 『2005年夏 W & Berryz工房 コンサートツアー「HIGH SCORE!」』 2005年11月9日 （1時間30分） - 出演： W・Berryz工房 |                                              |
| 1. OPENING 2. あぁ いいな! （W・Berryz工房） 3. ピリリと行こう! （W・Berryz工房） 4. MC 1 5. 21時までのシンデレラ （Berryz工房） 6. 夏わかめ （Berryz工房） 7. ファイティングポーズはダテじゃない! （Berryz工房） 8. Missラブ探偵 （W） 9. SEXY SNOW （W） 10. 待つわ （W） 11. MC 2 12. ロボキッス （W・徳永千奈美・熊井友理奈） 13. 常夏娘（ZYX Ver.） （清水佐紀・須藤茉麻・石村舞波・菅谷梨沙子） 14. 抱きしめないで〜日記付き〜 （辻希美・夏焼雅） 15. 渚の『……』 （加護亜依、嗣永桃子） 16. Mr. Moonlight 〜愛のビッグバンド〜 （W・Berryz工房） 17. MC 3 18. 打武留友女子高等学校校歌 （W・Berryz工房） 19. スッペシャル ジェネレ〜ション （W・Berryz工房） 20. なんちゅう恋をやってるぅ YOU KNOW? （Berryz工房） 21. ハピネス〜幸福歓迎!〜 （Berryz工房） 22. MC 4 23. デコボコセブンティーン （W） 24. 恋のフーガ （W） 25. 愛の意味を教えて! （W・Berryz工房） 26. MC 5 27. 18〜My Happy Birthday Comes!〜 （W・Berryz工房） 28. Hello!のテーマ （W、Berryz工房） |                                              |
| 4 |                                              |
| 『ハロ☆プロ パーティ〜! 2005〜松浦亜弥キャプテン公演〜』 2005年12月7日 （1時間56分） - 出演： 松浦亜弥・W・メロン記念日 |                                              |
| 1. OPENING 2. Yeah!めっちゃホリディ 3. ザ☆ピ〜ス! 4. MC 1 5. ロボキッス 6. 愛の意味を教えて! 7. デコボコセブンティーン 8. 抱いてHOLD ON ME! 9. ブギートレイン'03 10. MC 2 11. 肉体は正直なEROS 12. 赤いフリージア 13. This is 運命 14. ね〜え? 15. あなたなしでは生きてゆけない 16. MC 3 17. ずっと 好きでいいですか 18. LOVE涙色 19. ♡桃色片想い♡ 20. The 美学 21. 浮気なハニーパイ 22. LOVEマシーン 23. 笑顔に涙〜THANK YOU! DEAR MY FRIENDS〜 24. MC 4 25. ドッキドキ! LOVEメール〜アカペラバージョン〜 26. ALL FOR ONE&ONE FOR ALL! 27. カーテンコール |                                              |
| 5 |                                              |
| 『ハロ☆プロ オンステージ! 2006 日本青年館公演「友情と魔法のトランプ〜スター楽屋裏物語」』 2006年5月10日 （2時間） - 出演： 安倍なつみ・カントリー娘。・メロン記念日・アヤカ |                                              |
| 1. プロローグ 2. オープニング 3. 江戸サイパンショー 1 4. 楽屋 1 5. 失恋 6. 楽屋 2 7. 江戸サイパンショー 2 8. 2人のヒット 9. 楽屋 3 10. 後藤あゆみコンサート 11. 安倍ななコンサート 12. エンディング 13. カーテンコール |                                              |
| 6 |                                              |
| 『ハロ☆プロ パーティ〜! 2006〜後藤真希キャプテン公演〜』 2006年7月5日 （1時間45分） - 出演： 後藤真希・辻希美・美勇伝 |                                              |
| 1. 好きすぎて バカみたい （全員） 2. MC 1 3. 来来!「幸福」 （全員） 4. MC 2 5. 一切合切 あなたに あ・げ・る♪ （美勇伝） 6. カッチョイイゼ!JAPAN （美勇伝） 7. 愛〜スイートルーム〜 （美勇伝） 8. SHALL WE LOVE? （後藤真希・辻希美・三好絵梨香） 9. オンナ、哀しい、オトナ （後藤真希・石川梨華・岡田唯） 10. MC 3 11. ドッキドキ!LOVEメール （辻希美） 12. 涙が止まらない放課後 （後藤真希・辻希美） 13. 大阪 恋の歌 （後藤真希・三好絵梨香・岡田唯） 14. 恋ING （後藤真希・石川梨華・辻希美） 15. 〜愛の園劇場〜 （辻希美・美勇伝） 16. 愛の園 〜Touch My Heart!〜 （辻希美・美勇伝） 17. スッピンと涙。 （後藤真希） 18. 今にきっと…In My LIFE （後藤真希） 19. エキゾなDISCO （後藤真希） 20. やる気!IT'S EASY （後藤真希） 21. 抱いてよ!PLEASE GO ON （後藤真希 with 辻希美・美勇伝） 22. 遠慮はないよ! （全員） 23. スクランブル （全員） 24. MC 5 25. 原色GAL 派手に行くべ! （全員） 26. 手を握って歩きたい （全員） |                                              |
| 7 |                                              |
| 『ハロ☆プロ オンステージ! 2007 「Rockですよ!」』 2007年4月25日 （2時間13分） - 出演： 後藤真希・メロン記念日 |                                              |
| 1. OPENING 2. 恋愛戦隊シツレンジャー （全員） 3. さあ、早速盛り上げて 行こうか〜!! （全員） 4. MC 1 5. LEATHER （メロン記念日） 6. かわいい彼 （メロン記念日） 7. MC 2 8. 恋愛レストラン （メロン記念日） 9. お願い魅惑のターゲット （メロン記念日） 10. ポジティブ元気! （後藤真希） 11. きっと彼氏が出来る方法 （後藤真希） 12. MC 3 13. 涙の太陽 （後藤真希） 14. うわさのSEXY GUY （全員） 15. MC 4 16. 香水 （メロン記念日） 17. さよなら「友達にはなりたくないの」 （後藤真希） 18. 秘密 （後藤真希） 19. 赤いフリージア （メロン記念日） 20. This is 運命 （全員） 21. 抱いてよ! PLEASE GO ON （全員） 22. 盛り上がるしかないでしょ! （全員） 23. 原色GAL 派手に行くべ! （全員） 24. 遠慮はなしよ! （全員） 25. いいわけ （斉藤瞳・村田めぐみ・大谷雅恵） 26. My Babe 君が眠るまで （後藤真希・柴田あゆみ） 27. MC 5 28. 今にきっと…In My LIFE （全員） 29. MC 6 30. スクランブル （全員） |                                              |
| 8 |                                              |
| 『Berryz工房&℃-ute 仲良しバトルコンサートツアー2008春 〜Berryz仮面 vs キューティーレンジャー〜』 2008年7月9日（℃-ute tracks） ／ 2008年7月16日（Berryz工房 tracks） - 出演：Berryz工房・℃-ute |                                              |
| |                                              |
| 9 |                                              |
| 『スペシャルジョイント 2010春 〜感謝満開!真野恵里菜2周年突入&スマイレージ メジャーデビューへ桜咲け!ライブ〜』 2010年6月16日 - 出演： 真野恵里菜・スマイレージ |                                              |
| |                                              |
| 10 |                                              |
| 『℃-ute&スマイレージ プレミアムライブ2011春〜℃&Sコラボレーション大作戦〜』 2011年7月13日 - 出演： ℃-ute・スマイレージ - 2011年8月3日Blu-ray発売 |                                              |
| |                                              |
| 11 |                                              |
| 『Berryz工房&℃-ute コラボコンサートツアー2011秋 〜ベリキューアイランド〜』 2012年2月29日 - 出演： Berryz工房・℃-ute - DVD/Blu-ray同日発売 |                                              |
| |                                              |
| 12 |                                              |
| 『ハロー!プロジェクト☆フェスティバル2011』 2012年3月9日 - 出演： ハロー!プロジェクト モベキマス |                                              |
| 1. OPENING 2. モベキマス メドレー （全員） 3. MC 1 4. ALL FOR ONE & ONE FOR ALL! （全員） 5. MC 2 6. LOVEマシーン （モーニング娘。） 7. まじですかスカ! （モーニング娘。） 8. MC 3 9. プリーズ ミニスカ ポストウーマン! （スマイレージ） 10. スキちゃん （スマイレージ） 11. MC 4 12. 青春のセレナーデ （真野恵里菜） 13. 元気者で行こう! （真野恵里菜） 14. MC 5 15. Kiss me 愛してる （℃-ute） 16. 都会っ子 純情 （℃-ute） 17. VTR映像 18. 甘酸っぱい春にサクラサク （Berryz工房×℃-ute） 19. MC 6 20. 付き合ってるのに片思い （Berryz工房） 21. ライバル（LIVE Ver.） （Berryz工房） 22. MC 7 23. ブスにならない哲学 （全員） 特典映像 1. バックステージ映像 2. 「ブスにならない哲学」リリースイベントメイキング映像 |                                              |
| 13 |                                              |
| 『ナルチカ2013秋 Berryz工房×Juice=Juice』 2014年4月16日 - 出演： Berryz工房、Juice=Juice - DVD・Blu-ray同時発売 |                                              |
| 1. OPENING （Berryz工房×Juice=Juice） 2. かっちょ良い歌 （Berryz工房×Juice=Juice） 3. MC （Berryz工房×Juice=Juice） 4. もっとずっと一緒に居たかった （Berryz工房） 5. ロマンスの途中 （Juice=Juice） 6. MC （Berryz工房×Juice=Juice） 7. 笑っちゃおうよ BOYFRIEND （Berryz工房） 8. アジアン セレブレイション （Berryz工房） 9. 私が言う前に抱きしめなきゃね(MEMORIAL EDIT) （Juice=Juice） 10. MC （Berryz工房×Juice=Juice） 11. ROCKエロティック （Berryz工房） 12. LET'S LIVE! （Juice=Juice） 13. MC(抽選会) （Berryz工房×Juice=Juice） 14. VERY BEAUTY （Berryz工房） 15. 五月雨美女がさ乱れる(MEMORIAL EDIT) （Juice=Juice） 16. ゴールデン チャイナタウン （Berryz工房） 17. Loving you Too much （Berryz工房） 18. MC （Berryz工房×Juice=Juice） 19. イジワルしないで 抱きしめてよ （Juice=Juice） 20. 天まで登れ！ （Juice=Juice） 21. cha cha SING （Berryz工房 with Juice=Juice） 22. 一丁目ロック！ （Berryz工房 with Juice=Juice） 23. MC （Berryz工房×Juice=Juice） 24. CLAP! （Berryz工房×Juice=Juice） 25. 特典映像(昼公演のMC) （Berryz工房×Juice=Juice） |                                              |
| 14 |                                              |
| 『ナルチカ2013秋 ℃-ute×スマイレージ』 2014年4月23日 - 出演： ℃-ute、スマイレージ - DVD・Blu-ray同時発売 |                                              |
| 1. OPENING 2. フィフティーン Danceでバコーン！〜夢見る 15歳 （℃-ute×S/mileage） 3. MC 4. 新しい私になれ！ （S/mileage） 5. 都会の一人暮らし （℃-ute） 6. MC 7. ええか！？ （S/mileage） 8. ぁまのじゃく （S/mileage） 9. まっさらブルージーンズ （℃-ute） 10. MC 11. ヤッタルチャン （S/mileage） 12. ベーグルにハム＆チーズ （℃-ute） 13. 悲しきヘブン （℃-ute） 14. 私、ちょいとカワイイ裏番長 （S/mileage） 15. MC 16. 愛ってもっと斬新 （℃-ute） 17. 悲しき雨降り （℃-ute） 18. 有頂天LOVE （S/mileage） 19. スキちゃん （S/mileage） 20. MC 21. ザ☆トレジャーボックス （℃-ute） 22. 青春ソング （℃-ute×S/mileage） 23. MC （℃-ute×スマイレージ） 24. 君は自転車 私は電車で帰宅 （℃-ute×S/mileage） |                                              |
| 15 |                                              |
| 『Japan Expo 15th Anniversary: Berryz Kobo×℃-ute in Hello! Project Festival』 2015年1月7日 - 出演： Berryz工房、℃-ute - DVDのみ - FC通販、e-LineUP!先行販売 |                                              |
| 【 DISC 1 】 1. OPENING （Berryz工房×℃-ute） 2. Because happiness （Berryz工房×℃-ute） 3. 幸せの途中 （℃-ute） 4. 超HAPPY SONG （Berryz工房×℃-ute） 5. MC （Berryz工房×℃-ute） 6. まっさらブルージーンズ （℃-ute） 7. FOREVER LOVE （℃-ute） 8. Love take it all （℃-ute） 9. Crazy 完全な大人 （℃-ute） 10. ROCKエロティック （Berryz工房） 11. ジンギスカン （Berryz工房） 12. Loving you Too much （Berryz工房） 13. ピリリと行こう！ （Berryz工房） 14. MC(Q&Aコーナー) （Berryz工房×℃-ute） 15. VTRコメント （Berryz工房×℃-ute） 16. 初恋サイダー （Buono!） 17. MC （Berryz工房×℃-ute） 18. ガチンコでいこう！ （Buono!） 19. ホントのじぶん （Buono!） 20. MC(Q&Aコーナー) （Berryz工房×℃-ute） 21. 都会っ子 純情 （℃-ute） 22. Kiss me 愛してる （℃-ute） 23. Danceでバコーン！ （℃-ute） 24. 抱きしめて 抱きしめて （Berryz工房） 25. スッペシャル ジェネレ〜ション （Berryz工房） 26. cha cha SING （Berryz工房） 27. 甘酸っぱい春にサクラサク【ENCORE】 （Berryz工房×℃-ute） 【 DISC 2 】 1. document of Paris DAYS1 （Berryz工房×℃-ute） 2. document of Paris DAYS2 （Berryz工房×℃-ute） 3. document of Paris DAYS3 （Berryz工房×℃-ute） |                                              |
| 16 |                                              |
| 『Hello! Project New Fes！2015』 2015年9月26日 - 出演： カントリー・ガールズ、こぶしファクトリー、つばきファクトリー - DVDのみ - FC通販・e-lineUP通販・会場限定販売 |                                              |
| 1. OPENING （カントリー・ガールズ/こぶしファクトリー/つばきファクトリー） 2. 女の園 （こぶしファクトリー&つばきファクトリー） 3. 愛おしくってごめんね （カントリー・ガールズ） 4. MC （カントリー・ガールズ/こぶしファクトリー/つばきファクトリー） 5. ゲームコーナー （カントリー・ガールズ/こぶしファクトリー/つばきファクトリー） 6. 17才 （つばきファクトリー） 7. ピリリと行こう！ （こぶしファクトリー） 8. 念には念 （こぶしファクトリー） 9. 恋人は心の応援団 （カントリー・ガールズ） 10. 恋泥棒 （カントリー・ガールズ） 11. MC 12. ALL FOR ONE & ONE FOR ALL！ （カントリー・ガールズ/こぶしファクトリー/つばきファクトリー） |                                              |
| 17 |                                              |
| 『こぶしファクトリー&つばきファクトリー プレミアムライブ2018春 “KOBO”』 2018年9月5日 - 出演： こぶしファクトリー、つばきファクトリー - DVD・Blu-ray同時発売 |                                              |
| 1. OPENING （こぶしファクトリー＆つばきファクトリー） 2. 超HAPPY SONG （こぶしファクトリー＆つばきファクトリー） 3. 春恋歌 （つばきファクトリー） 4. 明日テンキになあれ （こぶしファクトリー） 5. MC （こぶしファクトリー＆つばきファクトリー） 6. うるわしのマグノリア （こぶしファクトリー） 7. サンバ！つばきジャネイロ （つばきファクトリー） 8. メドレー 押忍！こぶし魂⇒気高く咲き誇れ！⇒念には念(念入り Ver.) ⇒ファイティングポーズはダテじゃない！⇒バトルコーナー ⇒闇に抜け駆け⇒就活センセーション ⇒ドスコイ！ケンキョにダイタン⇒ハナモヨウ⇒ライバル （こぶしファクトリー＆つばきファクトリー） 9. 遠慮はなしよ！ （こぶしファクトリー＆つばきファクトリー） 10. MC （こぶしファクトリー＆つばきファクトリー） 11. 僕らの世代！ （広瀬彩海・井上玲音・小片リサ） 12. おへその国からこんにちは （野村みな美・浜浦彩乃・和田桜子・山岸理子・ 新沼希空・谷本安美・岸本ゆめの・浅倉樹々・小野瑞歩・小野田紗栞・秋山眞緒） 13. 君の友達 （浜浦彩乃・和田桜子・小片リサ・新沼希空・浅倉樹々） 14. 愛～スイートルーム～ （広瀬彩海・山岸理子・谷本安美） 15. ね～え？ （井上玲音・小野田紗栞） 16. すっちゃかめっちゃか～ （野村みな美・岸本ゆめの・小野瑞歩・秋山眞緒） 17. MC （こぶしファクトリー＆つばきファクトリー） 18. 初恋サンライズ （つばきファクトリー） 19. これからだ！ （こぶしファクトリー） 20. ハッピークラッカー （つばきファクトリー） 21. シャララ！やれるはずさ （こぶしファクトリー） 22. 一丁目ロック！ （こぶしファクトリー＆つばきファクトリー） 23. MC【ENCORE】 （こぶしファクトリー＆つばきファクトリー） 24. ひょっこりひょうたん島【ENCORE】 （こぶしファクトリー＆つばきファクトリー） 25. MC【ENCORE】 （こぶしファクトリー＆つばきファクトリー） 26. Big dreams【ENCORE】 （こぶしファクトリー＆つばきファクトリー） Blu-ray特典映像 1. メイキング of “KOBO” （こぶしファクトリー＆つばきファクトリー） |                                              |
| 18 |                                              |
| 『ハロプロ・オールスターズ シングル発売記念イベント ～チーム対抗歌合戦～』 2019年3月27日 - 出演： ハロプロ・オールスターズ - DVD・Blu-ray同時発売 |                                              |
| 1. オープニングMC （ハロプロ・オールスターズ） 2. HOW DO YOU LIKE JAPAN？～日本はどんな感じでっか？～ 【第1回戦】 （石田、室田、船木とか。(石田亜佑美・室田瑞希・船木結)） 3. YES！しあわせ【第1回戦】 （梁川村(川村文乃・梁川奈々美)） 4. MC【第1回戦】 （ハロプロ・オールスターズ） 5. ロボキッス【第2回戦】 （あやちょ・みいみ(和田彩花・岡村美波)） 6. アナタボシ【第2回戦】 （みつぼし☆みらくる(牧野真莉愛・加賀楓・佐々木莉佳子)） 7. MC【第2回戦】 （ハロプロ・オールスターズ） 8. 悲しきヘブン【第3回戦】 （今日、微炭酸(竹内朱莉・岸本ゆめの)） 9. セクシーキャットの演説【第3回戦】 （セクシー・オトナヤン(笠原桃奈・金澤朋子・山木梨沙)） 10. MC【第3回戦】 （ハロプロ・オールスターズ） 11. 誤爆～We Can't Go Back～【第4回戦】 （Dear HONEY(飯窪春菜・森戸知沙希・井上玲音・小片リサ・秋山眞緒)） 12. 夢と現実【第4回戦】 （いぃ？(植村あかり・野村みな美・山﨑夢羽)） 13. MC【第4回戦】 （ハロプロ・オールスターズ） 14. ロマンティック 浮かれモード【第5回戦】 （Chelsea Bread(ちぇるぱん)(野中美希・広瀬彩海)） 15. 同じ時給で働く友達の美人ママ【第5回戦】 （SHULAVAGE(シュラバージ)(生田衣梨奈・谷本安美・高瀬くるみ)） 16. MC【第5回戦】 （ハロプロ・オールスターズ） 17. 愛・愛・傘【第6回戦】 （あざかわ…？(宮崎由加・新沼希空・小野瑞歩・西田汐里)） 18. 私の魅力に 気付かない鈍感な人【第6回戦】 （FRESH(羽賀朱音・山岸理子・島倉りか・江口紗耶)） 19. MC【第6回戦】 （ハロプロ・オールスターズ） 20. 踊れ！モーニングカレー【第7回戦】 （MaRuKo(段原瑠々・小関舞・前田こころ)） 21. 私、ちょいとカワイイ裏番長【第7回戦】 （Crazy 心(クレイジーハート)(佐藤優樹・小野田紗栞)） 22. MC【第7回戦】 （ハロプロ・オールスターズ） 23. 心の叫びを歌にしてみた【第8回戦】 （C･N･G(シーエヌジー)(横山玲奈・上國料萌衣・宮本佳林・浜浦彩乃・一岡伶奈)） 24. さぁ！恋人になろう【第8回戦】 （鍋パーティー(中西香菜・稲場愛香・和田桜子・清野桃々姫)） 25. MC【第8回戦】 （ハロプロ・オールスターズ） 26. Everyday Everywhere【第9回戦】 （SK TWO(小田さくら・高木紗友希)） 27. ソラシド～ねえねえ～【第9回戦】 （Delicious?!(譜久村聖・勝田里奈・浅倉樹々)） 28. MC【第9回戦】 （ハロプロ・オールスターズ） 29. 投票タイム （ハロプロ・オールスターズ） 30. 20歳 （上々軍団） 31. YEAH YEAH YEAH （ハロプロ・オールスターズ） 32. 結果発表 （ハロプロ・オールスターズ） 33. 私、ちょいとカワイイ裏番長【最優秀ユニット賞 再パフォーマンス】 （Crazy 心(クレイジーハート)(佐藤優樹・小野田紗栞)） 34. エンディングMC （ハロプロ・オールスターズ） 特典映像 1. ハロ！ステ～諸々決めちゃいます①～ （ハロプロ・オールスターズ） 2. ハロ！ステ～諸々決めちゃいます②～ （ハロプロ・オールスターズ） 3. ハロ！ステ～諸々決めちゃいます③～ （ハロプロ・オールスターズ） |                                              |
| 19 |                                              |
| 『Juice=Juice＆カントリー・ガールズ LIVE ～梁川奈々美 卒業スペシャル～』 2019年7月10日 - 出演： Juice=Juice、カントリー・ガールズ - DVD・Blu-ray同時発売 |                                              |
| 1. OPENING （Juice=Juice＆カントリー・ガールズ） 2. MC （Juice=Juice＆カントリー・ガールズ） 3. Juice=Juice VTR （Juice=Juice） 4. Fiesta! Fiesta! （Juice=Juice） 5. ロマンスの途中 （Juice=Juice） 6. TOKYOグライダー （Juice=Juice） 7. 微炭酸 （Juice=Juice） 8. MC （Juice=Juice） 9. SEXY SEXY （Juice=Juice） 10. あばれてっか?! ハヴアグッタイ （Juice=Juice） 11. Never Never Surrender （Juice=Juice） 12. CHOICE & CHANCE （Juice=Juice） 13. 禁断少女 （Juice=Juice） 14. Vivid Midnight （Juice=Juice） 15. MC （Juice=Juice） 16. シンクロ。 （Juice=Juice） 17. カントリー・ガールズ VTR （カントリー・ガールズ） 18. Sax Performance （梁川奈々美） 19. 涙のリクエスト （カントリー・ガールズ） 20. ブギウギLOVE （カントリー・ガールズ） 21. MC （カントリー・ガールズ） 22. 愛おしくってごめんね （カントリー・ガールズ） 23. 恋はマグネット （カントリー・ガールズ） 24. 恋泥棒 （カントリー・ガールズ） 25. 弱気女子退部届 （カントリー・ガールズ） 26. MC （カントリー・ガールズ） 27. 浮気なハニーパイ （カントリー・ガールズ） 28. Good Boy Bad Girl （カントリー・ガールズ） 29. 妄想リハーサル （カントリー・ガールズ） 30. リズムが呼んでいるぞ！ （カントリー・ガールズ） 31. 女の子の取り調べタイム （カントリー・ガールズ） 32. MC【ENCORE】 （梁川奈々美） 33. 気ままな片想い【ENCORE】 （梁川奈々美） 34. 梁川奈々美 卒業セレモニー【ENCORE】 （Juice=Juice＆カントリー・ガールズ） 35. Good bye & Good luck！【ENCORE】 （Juice=Juice） 36. VIVA!!薔薇色の人生【ENCORE】 （カントリー・ガールズ） 37. エンディング【ENCORE】 （Juice=Juice&カントリー・ガールズ） Blu-ray特典映像 1. メイキング映像 （Juice=Juice&カントリー・ガールズ） |                                              |

## ミュージカル
- リボンの騎士 ザ・ミュージカル（2006年11月29日、9時間03分）
  - メイキング映像あり
  - 安倍なつみ（フランツ王子）Ver、辻希美（ピエール）Ver、松浦亜弥（フランツ王子）Ver.あり
  - 小川麻琴モーニング娘。卒業セレモニー収録

## その他
- ハロー!プロジェクト ビジュアルコメンタリー ～メンバーおすすめライブ映像～①（BD：2020年10月21日、zetima）
- ハロー!プロジェクト ビジュアルコメンタリー ～メンバーおすすめライブ映像～②（BD：2020年10月21日、zetima）
- Hello! Project presents...「ソロフェス!」（BD：2020年12月9日、UP-FRONT WORKS）
- Hello! Project presents...「Premier seat」～Hello! Project Premium～（BD：2021年6月23日、zetima）
- Hello! Project presents...「ソロフェス!2」（BD：2021年12月15日、UP-FRONT WORKS）
- Hello! Project ～ONE PLUS ONE～ Season 1（BD：2022年10月19日、UP-FRONT WORKS）
- COVERS -One on One-（BD：2022年11月16日、UP-FRONT WORKS）
- さよなら中野サンプラザ音楽祭（BD：2024年2月28日、zetima）
- Hello! Project 25th ANNIVERSARY CONCERT「Theme Of Hello!」「ALL FOR ONE & ONE FOR ALL!」（BD：2024年3月20日、hachama）

## DVDパンフレット・DVDマガジン
2004年よりコンサートなどのパンフレットをDVD化して発売している。さらにその後アーティスト毎にシリーズ化して販売している。

## ファンクラブ限定VHS/DVD
ファンクラブ限定で発売される映像商品が数多くある。これらは通常は決められた申し込み期間（通常は1ヶ月程度）にのみ申し込む事ができる。
ビデオ会報
- ビデオ会報Vol.1 - 3（VHS形式、2002年 - 2003年）
- Hello! days Special Box I（2006年8月27日）
  - Hello! days Vol.1（2004年1月28日）
  - Hello! days Vol.2（2004年10月18日）
  - Hello! days 後藤真希ファンクラブイベント at 横浜BLITZ（2004年11月9日）
  - Hello! days 1st treasure
- Hello! days Special Box II（2006年8月27日）
  - Hello! days Vol.3（2006年1月28日）
  - Hello! days Vol.4（2006年3月15日）
  - Hello! days 安倍なつみファンの集い〜なっちと過ごす休日〜（2006年4月15日）
  - Hello! days 2nd treasure
- Hello! days Special Box III（2007年8月28日）
  - Hello! days EXTRA. なっちのある日の休日（2006年5月27日）
  - Hello! days Vol.5 まるごと℃-uteスペシャル（2006年7月1日）
  - Hello! days Vol.6（2006年9月26日）
  - Hello! days 3rd treasure
- Hello! days Vol.7（2006年10月26日）
- Hello! days 安倍なつみファンの集い〜なっちと過ごす休日2〜（2007年1月26日）
- Hello! days EXTRA. Berryz工房ファンの集い オフショット満載!（2007年2月10日）
- Hello! days EXTRA. なっちのある日の休日2（2007年2月10日）
- Hello! days Vol.8（同上）
- Hello! days vol.9 まるごと℃-uteスペシャル!2（2007年3月29日）
- Hello! days 後藤真希ファンクラブイベント'06（同上）
- Hello! days EXTRA. キューティー探偵事務所 ザ・DVD（2007年4月25日）
- Hello! days Berryz工房 First fan club tour 2007（2007年6月26日）
- Hello! days Vol.10（同上）
- Hello! days Berryz工房ファンの集い2（2007年9月26日）
- Hello! days EXTRA. Berryz工房'07（2007年10月27日）
- Hello! days vol.11（同上）
- Hello! days vol.12（2008年2月下旬）
- Hello! days vol.13
- Hello! days vol.14
- Hello! days vol.15（2009年1月下旬）

テレビ番組収録VHS
- 太陽娘と海
- モーニング娘。のへそ 愛物語1 - 2
- モーニング娘。のへそ 料理便
- モーニング娘。のへそ へそブタ争奪編
- ビデオ・美少女教育
- ココナッツ娘。アヤカのとつげき英会話 with モーニング娘。
- 新・美少女日記 パート1 - 2

テレビ番組収録DVD
- よろしく!センパイ Girls Growing Up〜Berryz工房成長記〜（2005年9月7日）
- 魔女っ娘。梨華ちゃんのマジカル美勇伝スペシャルセレクション Vol.1 - 2（同上）
- 美少女教育II 森のお勉強会編（2006年2月14日）
- ココナッツ娘。アヤカのとつげき英会話 with モーニング娘。1 - 3（2006年3月15日）

映画収録DVD
- Promise Land〜クローバーズの大冒険〜（2006年2月14日）

ファンクラブイベントDVD
- モーニング娘。ファンクラブツアー in ハワイ（2003年12月20日）
- 松浦亜弥ハワイで過ごすクリスマスファンクラブツアー（2004年4月2日）
- 中澤裕子 大人のバレンタイン ファンクラブツアー in ソウル（2004年6月10日）
- 後藤真希ファンクラブツアーin Hawaii 南の楽園ハワイで遊ぶ春休み（2004年7月16日）
- モーニング娘。ファンクラブツアー in ハワイ（2004年12月10日）
- 中澤裕子クリスマスライブツアー2004冬〜私が思うこんなクリスマス〜（2005年3月10日）
- 中澤裕子 大人のバレンタインII ファンクラブツアー in 香港（2005年5月18日）
- 松浦亜弥ファンクラブツアー in ハワイ vol.2（2005年7月12日）
- モーニング娘。ファンクラブツアー in 香港 2005（2005年12月13日）
- 安倍なつみファンクラブツアー in ハワイ 2005（同上）
- 美勇伝 in シンガポール!!（同上）
- 後藤真希ファンクラブツアー in ハワイ〜常夏クリスマスをあなたへ〜（2006年4月15日）
- 中澤裕子 大人のバレンタインIII ファンクラブツアー in 上海（2006年5月27日）
- 矢口真里・辻希美と過ごす夏休み! ファンクラブツアー in HAWAII（2006年12月16日）
- Gatas Brilhantes H.P.ファンクラブツアー in ハワイ（2007年3月29日）
- 安倍なつみファンクラブツアー in ハワイ〜なっちと過ごすクリスマス〜（2007年4月25日）
- 美勇伝ファンクラブツアー in 台湾（2007年5月25日）
- モーニング娘。ファンクラブツアー in Hawaii（2007年7月26日）
- GREAT HAWAIIAN TOUR with GAM〜まだ夏は終わらない。終わらせない〜（2007年12月19日）

コンサートVHS
- Hello! Project '99 at YOKOHAMA ARENA
- Hello! Project 2000 〜集まれ! サマーパーティー〜
- Hello! Project 2001 すごいぞ! 21世紀
- Hello! Project 2001 〜TOGETHER! サマーパーティー
- 市井紗耶香「green image」

コンサート・イベントDVD
- 中澤裕子クリスマスライブツアー2004冬 〜私が思うこんなクリスマス〜（2005年3月10日）
- Hello! Project 2005 Winter 〜A HAPPY NEW POWER! 紅組〜（2005年4月19日）
- Hello! Project 2005 Winter 〜A HAPPY NEW POWER! 白組〜（同上）
- メロン記念日 日本青年館公演'05 レビュー&コンサート「むらたさ〜ん、ごきっ?」（2005年6月10日）
- 安倍なつみ 日本青年館公演'05 レビュー&コンサート「むらたさ〜ん、ごきっ?」（同上）
- Hello! Project 2006 Winter 〜ワンダフルハーツ〜（2006年4月15日）
- Hello! Project 2006 Winter 〜エルダークラブ〜（同上）
- ソロDVD on Berryz工房サマーコンサートツアー2006「夏夏! 〜あなたを好きになる三原則〜」（2006年12月16日）（メンバー7人分）
- メロン記念日ライブハウスツアー2006夏〜灼熱天国〜（2007年1月26日）
- カントリー娘。LIVE 2006〜Shibuya des Date〜（2007年2月10日）
- モーニング娘。on Hello! Project 2007 Winter〜ワンダフルハーツ 乙女Gocoro〜（2007年3月30日）（メンバー8人分）
- ソロDVD on ℃-uteデビュー単独コンサート2007春〜始まったよ! キューティーショー〜（2007年7月26日）（メンバー7人分）
- 第一回ハロー!プロジェクト新人公演〜さるの刻〜／〜とりの刻〜（2007年9月26日）
- ℃-ute Cutie Circuit 2007〜MAGICAL CUTIE 感謝祭〜（2007年11月27日）
- モーニング娘。誕生10年記念隊コンサートツアー2007夏〜サンキュー My Dearest〜ソロアングルDVD（2007年12月19日）（メンバー5人分）

文化祭DVD
- モーニング娘。の奇跡の星・地球〜熱っちぃ地球を冷ますんだっ。〜（2004年6月19日）
- モーニング娘。“熱っちい地球を冷ますんだっ。”文化祭2004〜STOP!地球温暖化〜（2005年1月21日）
- モーニング娘。の地球温暖化の恐怖〜どうする日本!どうするあなた?〜（2005年10月8日）
- モーニング娘。“熱っちぃ地球を冷ますんだっ。”文化祭2005 in 横浜（2006年1月28日）
- モーニング娘。“熱っちぃ地球を冷ますんだっ。”文化祭2006 in 横浜（2006年12月16日）
- モーニング娘。“熱っちぃ地球を冷ますんだっ。”文化祭2007 in 横浜（2008年2月下旬）

スポーツフェスティバル（旧・大運動会）VHS
- Hello! Project大運動会 競技編
- Hello! PROJECT SPORTS FESTIVALファンクラブ限定ビデオ

スポーツフェスティバル（旧・大運動会）DVD
- HELLO! PROJECT SPORTS FESTIVAL 2003（2004年1月30日）
- 中澤裕子ドキュメント30歳の走り（同上）
- HELLO! PROJECT SPORTS FESTIVAL 2004（2005年3月5日）
- 中澤裕子31歳の挑戦〜燃え尽きたか!?青春〜（同上）
- HELLO! PROJECT SPORTS FESTIVAL 2006 in SAITAMA SUPER ARENA〜HELLO! DIVA ATHLETE〜（2006年7月1日）
- ソロDVD on HELLO! PROJECT SPORTS FESTIVAL 2006（同上）

イベントV DVD
- メロン記念日 イベントV 2ショットで恋人気分!（2003年12月6日）
- モーニング娘。イベントV「浪漫〜MY DEAR BOY〜ディレクターズエディション」（2004年6月19日）
- Berryz工房 イベントV「Berryz工房行くべぇ〜」（2005年8月3日）
- モーニング娘。イベントV「色っぽい じれったい〜マルチダンスエディション〜」（2005年8月27日）
- ℃-uteイベントV「Cutie Circuit 2007〜桜チラリ〜」（2007年3月10日）
- モーニング娘。イベントV「クイズ! ハワイで悲しみトワイライト!」（2007年4月29日）
- ℃-ute Cutie Circuit 2007〜MAGICAL CUTIE TOUR〜DVD イベントV「めぐる恋の季節」（2007年7月31日）
- ℃-ute Cutie Circuit 2007〜MAGICAL CUTIE TOUR〜DVD イベントV「都会っ子 純情」（2007年11月17日）
- Berryz工房イベントV「付き合ってるのに片思い」（2007年12月16日）
- ℃-uteイベントV「LALALA 幸せの歌」（2008年3月22日）
- Berryz工房イベントV「ジンギスカン」（2008年4月6日）
- ハロー!プロジェクト モベキマスイベントV「ブスにならない哲学」（2011年11月23日）
- Berryz工房×℃-uteイベントV「甘酸っぱい春にサクラサク（Berryz工房版）」（2011年12月11日）
- Berryz工房×℃-uteイベントV「甘酸っぱい春にサクラサク（℃-ute版）」（2011年12月11日）

その他VHS
- 後藤真希卒業スペシャル

その他DVD
- モーニング娘。〜ベストショット〜vol.1（2004年2月21日）
  1. Do it! Now（亀井絵里・道重さゆみ・田中れいな）
  2. モーニングコーヒー（石川梨華）
  3. なんにも言わずにI LOVE YOU（安倍なつみ）
  4. 愛車ローンで（高橋愛・小川麻琴）
  5. 好きで×5（飯田圭織・紺野あさ美・新垣里沙）
  6. ふるさと（矢口真里）
- モーニング娘。〜ベストショット〜vol.2（2004年6月11日）
  1. Do it! Now（矢口真里・石川梨華・小川麻琴）
  2. ウソつきあんた（藤本美貴）
  3. ダディドゥデドダディ（加護亜依）
  4. DANCEするのだ!（飯田圭織・吉澤ひとみ）
  5. 恋の始発列車（高橋愛・紺野あさ美・田中れいな）
  6. ふるさと（辻希美）
- 松浦亜弥 ツップリどすこい! the DVD（2004年9月4日）
- モーニング娘。〜ベストショット〜vol.3（2004年9月14日）
  1. Do it! Now（飯田圭織・新垣里沙・藤本美貴）
  2. せんこう花火（道重さゆみ）
  3. パパに似ている彼（紺野あさ美）
  4. サマーナイトタウン（矢口真里・石川梨華・田中れいな）
  5. 未来の扉（吉澤ひとみ・小川麻琴・亀井絵里）
  6. ふるさと（高橋愛）
- モーニング娘。〜ベストショット〜vol.4（2004年12月10日）
  1. Do it! Now（吉澤ひとみ・高橋愛・紺野あさ美）
  2. どうにかして土曜日（小川麻琴・亀井絵里）
  3. Memory 青春の光（田中れいな）
  4. 「...好きだよ!」（飯田圭織・石川梨華）
  5. いいことある記念の瞬間（矢口真里・藤本美貴・道重さゆみ）
  6. ふるさと（新垣里沙）
- モーニング娘。〜ベストショット〜BEST（2005年8月19日）
- 後藤真希スペシャルフォトブック メイキングDVD（2005年8月25日）
- 矢口真里と行く!℃-uteの「ちょっと1曲聴いて下さい!」Vol.1（2005年10月18日）
- 安倍なつみスペシャルフォトブック メイキングDVD（同上）
- ゴ→50 Vol.1（2005年11月8日）
- ゴ→50 Vol.2（2005年12月13日）
- 矢口真里と行く!℃-uteの「ちょっと1曲聴いて下さい!」Vol.2（2006年1月28日）
- ゴ→50 Vol.3（2006年2月14日）
- a short film for 美勇伝（2006年2月14日）
- ゴ→50 Vol.4（2006年3月15日）
- CR松浦亜弥 機種説明DVD（2006年6月28日）
- CR松浦亜弥 メイキングDVD（同上）
- 後藤真希プレミアムベスト(1)（韓国）（2006年9月9日）
- 安倍なつみ写真集 Scene. -Making DVD Special Edition-（2007年5月11日）
- 第一回ハロー!プロジェクト新人公演 History of Hello!Pro EGG（2007年5月13日）
- Berryz工房3周年スペシャル 奇跡のDVD（2007年6月8日）
- 夏焼雅ファーストソロ写真集 MIYABI -Making DVD Special Edition-（2007年8月7日）
- ℃-ute has come.〜キュートガヤッテキタ〜（2007年8月24日）
- モー。10 DVD VOL.1（2007年9月15日）
- MORNING DAYS VOL.1（2007年9月26日）